# Liste von Gedenk- und Aktionstagen
In diese Liste werden alle Feiertage (insbesondere Nationalfeiertage), Gedenktage und Aktionstage aufgenommen, an denen jährlich wiederkehrend – international oder national – an bedeutende historische weltliche oder religiöse Ereignisse erinnert oder über wichtige gesellschaftspolitische oder medizinische Problemlagen informiert wird. Für eine Liste der Gedenktage von Heiligen siehe Heiligenkalender.

## Vorbemerkungen
Die Liste umfasst keine konkreten Gedenk- und Aktionstage in den Monatskalendern, deren Einführung nicht mehr als 3 Jahre zurückliegt oder deren Tag jährlich neu festgelegt wird. Tage, die wochentagsgebunden sind, sind der Liste vorangestellt, z. B. „erster Sonntag“ oder „letzter Freitag“. Die Bedeutung der Gedenk- oder Aktionstage soll jeweils nachgewiesen sein.

## Januar
| Datum                                              | Charakter                   | Nation / Region / Religion         | Titel | Jahr der Einführung | Anlass / Bemerkungen |
| -------------------------------------------------- | --------------------------- | ---------------------------------- | --- | ------------------- | --- |
| Erster Neumond zwischen 21. Januar und 21. Februar | Feiertag                    | Ostasien, vor allem in China       | Chinesisches Neujahrsfest                                                                                  | traditionell        | |
| Zweiter Samstag                                    | Fest                        | Thailand                           | National Childrens Day                                                                                     | 1955                | Viele Organisationen und die Regierung bieten an diesem Tag Aktivitäten für Kinder an. Das Fest steht jedes Jahr unter einem neuen Motto.                                                                                       |
| Dritter Montag                                     | Gedenk- und Feiertag        | Vereinigte Staaten                 | Martin Luther King Day                                                                                     | 1986 / 2000         | Bundesregierung (1986), alle Bundesstaaten (2000) |
| Dritter Samstag                                    | Aktionstag                  | Deutschland                        | Tag des Deutschen Schlagers                                                                                | 2009                | initiiert durch Schlagerfreunde Essen 1996 e. V. |
| Dritter Sonntag                                    | Aktionstag                  | international                      | Weltreligionstag (World Religion Day)                                                                      | 1950                | initiiert durch den Geistigen Rat der Bahai der Vereinigten Staaten |
| Letzter Dienstag                                   | Brauchtum                   | Shetland, Vereinigtes Königreich   | Up Helly Aa                                                                                                | 19. Jhdt.           | |
| Letzter Sonntag                                    | Aktions- und Gedenktag      | international                      | Welt-Lepra-Tag                                                                                             | 1954                | initiiert durch Raoul Follereau in Erinnerung an den Todestag von Mahatma Gandhi |
| 01. Januar                                         | Fest                        | Gregorianischer Kalender           | Neujahrstag                                                                                                |                     | |
| 01. Januar                                         | Nationalfeiertag            | Haiti                              | Unabhängigkeitstag                                                                                         |                     | 1804, vormals französisch |
| 01. Januar                                         | Nationalfeiertag            | Kuba                               | Sieg der Revolution/Tag der Befreiung                                                                      | 1959                | |
| 01. Januar                                         | Nationalfeiertag            | Sudan                              | Unabhängigkeitstag                                                                                         |                     | 1956, vormals ägyptisch-britisch |
| 01. Januar                                         | Nationalfeiertag            | Tschechien Slowakei                | Tag der Republik / Tag der Republik                                                                        |                     | 1993 Gründung der Republiken durch Teilung der Tschechoslowakei |
| 01. Januar                                         | Aktionstag                  | Römisch-katholische Kirche         | Weltfriedenstag                                                                                            | 1968                | durch Papst Paul VI. proklamiert |
| 01. Januar                                         | Fest                        | christlich                         | Beschneidung des Herrn                                                                                     |                     | |
| 02. Januar                                         | Feiertag                    | Schweiz                            | Berchtoldstag                                                                                              |                     | |
| 04. Januar                                         | Aktionstag                  | international                      | Welt-Braille-Tag Welttag der Brailleschrift                                                                | 2001                | betreut durch Weltblindenunion |
| 04. Januar                                         | Nationalfeiertag            | Myanmar                            | Unabhängigkeitstag                                                                                         |                     | 1948, vormals britisch |
| 06. Januar                                         | Fest                        | christlich                         | Erscheinung des Herrn/Epiphanias/Dreikönigsfest                                                            |                     | katholisch, evangelisch, anglikanisch und orthodox mit unterschiedlichen Inhalten |
| 06. Januar                                         | Aktionstag                  | Römisch-katholische Kirche         | Afrikatag                                                                                                  | 1891                | Kollekte auf Wunsch von Papst Leo XIII. erstmals durchgeführt |
| 07. Januar                                         | Fest                        | Orthodoxe Kirche                   | Weihnachten (julianisch)                                                                                   |                     | in Russland, Serbien, Georgien und anderen mehrheitlich orthodoxen Staaten mit julianischem Kalender |
| 07. Januar                                         | Gedenktag                   | Kambodscha                         | Tag der Befreiung / Tag des Sieges                                                                         |                     | Sieg über das Regime der Roten Khmer |
| 07. Januar                                         | Gedenktag                   | Liberia                            | Pioneer’s Day                                                                                              | 1821                | (7. Januar 1820) Ankunft der ersten Übersiedler der American Colonization Society |
| 10. Januar                                         | Fest                        | Benin                              | Voodoo-Fest                                                                                                | 1996                | Eingeführt von Präsident Nicéphore Dieudonné Soglo |
| 10. Januar                                         | Aktionstag                  | international                      | Tag der Blockflöte                                                                                         | 2007                | [ 6 ] [ 7 ] [ 8 ] |
| 11. Januar                                         | Gedenktag                   | Marokko                            | Unterzeichnung des Unabhängigkeitsmanifestes                                                               |                     | Forderung nach Unabhängigkeit vom französischen Protektorat 1944 durch 67 marokkanische Nationalisten |
| 12. Januar                                         | Aktionstag                  | Indien                             | National Youth Day                                                                                         | 1985                | Indiens Regierung bestimmte den Geburtstag des Philosophen Swami Vivekananda (12. Jan. 1863) zum Tag der Jugend. |
| 13. Januar                                         | Fest                        | Schweden Norwegen                  | St.-Knuts-Tag                                                                                              |                     | der 20. und letzte Tag der Weihnachtszeit |
| 15. Januar                                         | Gedenktag                   | Nordkorea                          | Chosŏn’gŭl-Tag                                                                                             |                     | |
| 17. Januar                                         | Aktionstag                  | international                      | Tag der italienischen Küche                                                                                | 2008                | 2008: Spaghetti Carbonara, 2013: Tiramisu |
| 17. Januar                                         | Aktionstag                  |                                    | Art’s Birthday                                                                                             | 1963                | von Robert Filliou initiierte Hommage an die Kunst |
| 18. Januar                                         | Nationalfeiertag (ehemalig) | Deutsches Reich                    | Reichsgründungstag                                                                                         |                     | von 1871 bis 1918 |
| 19. Januar                                         | Gedenktag                   | Russland                           | Gedenktag für die Opfer faschistischer und rassistischer Gewalt                                            | 2010                | |
| 21. Januar                                         | Aktionstag                  | international                      | „Weltknuddeltag“ oder „Weltkuscheltag“ (National Hug Day)                                                  | 1986                | durch den US-amerikanischen Pfarrer Kevin Zaborney ins Leben gerufen |
| 21. Januar                                         | Aktionstag                  | international                      | „Internationaler Tag der Jogginghose“ oder „Internationaler Jogginghosentag“ (International Sweatpantsday) | 2009                | durch die österreichischen Schüler Alexander Painsi, Matthias Strohmeier, Matthias Geisriegler und Martin Riesel ins Leben gerufen                                                                                              |
| 22. Januar                                         | Gedenktag                   | Deutschland Frankreich             | Deutsch-Französischer Tag                                                                                  |                     | Jahrestag des Élysée-Vertrages |
| 24. Januar                                         | Aktions- und Gedenktag      | international                      | Internationaler Tag der Bildung                                                                            | 2018                | Von der Generalversammlung der UN am 3. Dezember 2018, in der Resolution Nr. A/RES/73/25, designierter Tag zur Feier der Bedeutung von Bildung für den Frieden und die Erreichung der Ziele der globalen Nachhaltigkeitsagenda. |
| 24. Januar                                         | Aktions- und Gedenktag      | Römisch-katholische Kirche         | Botschaft zum Welttag der sozialen Kommunikationsmittel                                                    | 1967                | Durch Papst Paul VI. am Gedenktag des hl. Franz von Sales (seit 1922 Patron der katholischen Schriftsteller und Journalisten) eingeführt; der Welttag selbst findet sechs Wochen nach Ostersonntag statt                        |
| 25. Januar                                         | Fest                        | Thailand                           | Royal Thai Armed Forces Day                                                                                |                     | das Fest dauert 7 Tage |
| 25. Januar                                         | Fest                        | Schottland, Vereinigtes Königreich | Burns Supper                                                                                               |                     | zu Ehren des Dichters Robert Burns |
| 25. Januar                                         | Aktions- und Gedenktag      | Honduras                           | Tag der Honduranischen Frau                                                                                | 1954                | Einführung des Frauenwahlrechts in Honduras |
| 26. Januar                                         | Nationalfeiertag            | Australien                         | Australia Day                                                                                              |                     | 26. Januar 1788 Ankunft der First Fleet in Sydney Cove |
| 26. Januar                                         | Nationalfeiertag            | Indien                             | Tag der Republik                                                                                           |                     | |
| 26. Januar                                         | Aktions- und Gedenktag      | international                      | International Customs Day (Tag der Zöllner/Zollunion)                                                      | 1953                | Am 26. Januar 1953 wurde in Brüssel die World Customs Organization gegründet. |
| 26. Januar                                         | Aktions- und Gedenktag      | Japan                              | Bunkazai Bōka Day                                                                                          | 1955                | „Tag des Brandschutzes für Kulturgüter“ |
| 27. Januar                                         | Gedenktag                   | international                      | Tag des Gedenkens an die Opfer des Nationalsozialismus (Holocaust-Gedenktag)                               | 1996 / 2005         | in Deutschland initiiert durch Bundespräsident Roman Herzog (1996); international UNO (2005) |
| 27. Januar                                         | Aktionstag                  | Kanada                             | Family Literacy Day                                                                                        | 1999                | initiiert von „ABC Life Literacy Canada“, Ziel: Förderung des Bücher(vor)lesens in der Familie. |
| 28. Januar                                         | Aktionstag                  | Europa                             | Europäischer Datenschutztag                                                                                | 2007                | Initiative des Europarats zur Feier der Europäischen Datenschutzkonvention von 1981 |
| 30. Januar                                         | Gedenktag                   | Indien                             | National Martyrs’ Day                                                                                      |                     | Tag zur Ehrung aller indischer Patrioten und Märtyrer, Jahrestag der Ermordung Mahatma Gandhis |
| 31. Januar                                         | Nationalfeiertag            | Nauru                              | Unabhängigkeitstag                                                                                         |                     | 1968, vormals australisch |
| 31. Januar                                         | Aktionstag                  | Österreich                         | Tag der Straßenkinder                                                                                      | 2009                | initiiert durch das internationale Hilfswerk Jugend Eine Welt (zum Gedenktag des hl. Don Bosco) |

## Februar
| Datum                         | Charakter              | Nation / Region / Religion | Titel | Jahr der Einführung                                             | Anlass / Bemerkungen |
| ----------------------------- | ---------------------- | -------------------------- | --- | --------------------------------------------------------------- | --- |
| Dritter Montag                | Feiertag               | Vereinigte Staaten         | Washington’s Birthday Presidents’ Day (Präsidententag)                                                                        |                                                                 | |
| Zweiter Tag der zweiten Woche | Aktionstag             | Europa, weltweit           | Safer Internet Day | 2004                                                            | organisiert vom INSAFE-Netzwerk im Rahmen des Safer Internet Programms der Europäischen Kommission, in Deutschland initiiert und koordiniert von klicksafe |
| Anfang bis Mitte Februar      | Aktionstag             | Europa, weltweit           | Dicker-Pulli-Tag | 2005                                                            | Aktionstag für Klima- und Umweltschutz in Belgien, den Niederlanden, Kanada und Deutschland, an dem dazu aufgerufen wird, durch Senken der Heiztemperatur zum Energiesparen und damit zum Klima- und Umweltschutz beizutragen, wobei ein „dicker Pulli“ (engl. “warm sweater”) getragen werden kann. |
| 01. Februar                   | Fest                   | Provinz Loei, Thailand     | Baumwollblütenfest („Dok Fai Ban“)                                                                                            |                                                                 | Das Fest dauert sieben Tage und wird im Park Kut Pong veranstaltet. |
| 01. Februar                   | Aktionstag             | international              | World Hijab Day | 2013                                                            | will bei Frauen Vorurteile gegen Verschleierung abbauen |
| 01. Februar                   | Aktionstag             | international              | No Hijab Day |                                                                 | |
| 02. Februar                   | Fest                   | christlich                 | Darstellung des Herrn |                                                                 | traditionell |
| 02. Februar                   | Aktionstag             | international              | Welttag der Feuchtgebiete | 1997                                                            | UNESCO, betreut vom Büro der Ramsar-Konvention |
| 02. Februar                   | Volksfest              | Vereinigte Staaten Kanada  | Groundhog Day Murmeltiertag                                                                                                   |                                                                 | |
| 04. Februar                   | Aktionstag             | international              | Weltkrebstag (World Cancer Day)                                                                                               | 2006                                                            | von der Union internationale contre le cancer, der Weltgesundheitsorganisation und anderen Organisationen ins Leben gerufen. |
| 04. Februar                   | Nationalfeiertag       | Sri Lanka                  | Unabhängigkeitstag |                                                                 | 1948 |
| 04. Februar                   | Aktionstag             | international              | Internationaler Tag der Geschwisterlichkeit aller Menschen                                                                    | 2021                                                            | |
| 06. Februar                   | Nationalfeiertag       | Neuseeland                 | Waitangi Day |                                                                 | 1840 Gründung durch Vertrag von Waitangi |
| 06. Februar                   | Gedenktag              | „Sápmi“                    | Tag der Samen |                                                                 | 1917, erstes Treffen von Vertretern des Volkes der Samen in Trondheim. |
| 06. Februar                   | Aktionstag             | international              | Internationaler Tag gegen weibliche Genitalverstümmelung („International Day of Zero Tolerance to Female Genital Mutilation“) | 2003                                                            | ausgerufen von Stella Obasanjo, dann von der UN-Menschenrechtskommission zum internationalen Gedenktag erklärt. |
| 08. Februar                   | Feiertag               | Slowenien                  | Prešeren-Tag |                                                                 | Kulturfeiertag am Todestag des Nationaldichters France Prešeren\| |
| 08. Februar                   | Gedenktag              | Japan                      | Hari Kuyō |                                                                 | religiöse Zeremonie zu Ehren der Gottheit Awashima |
| 10. Februar                   | Aktionstag             | Deutschland                | Tag der Kinderhospizarbeit | 2006                                                            | Initiator: Deutscher Kinderhospizverein |
| 10. Februar                   | Aktionstag             | international              | Welttag der Hülsenfrüchte | 2019                                                            | |
| 11. Februar                   | Aktionstag             | international              | Internationaler Tag der Frauen und Mädchen in der Wissenschaft                                                                | 2021                                                            | beschlossen von der Generalversammlung der Vereinten Nationen, durchgeführt von UNESCO, UN Women und anderen |
| 11. Februar                   | Aktionstag             | Römisch-katholische Kirche | Welttag der Kranken | 1993                                                            | 1992 von Papst Johannes Paul II. proklamiert |
| 11. Februar                   | Nationalfeiertag       | Iran                       | Tag der Revolution | 1979                                                            | |
| 11. Februar                   | Aktionstag             | Europa                     | Europäischer Tag des Notrufs 112                                                                                              | 2009                                                            | Europäisches Parlament |
| 11. Februar                   | Gedenktag              | Japan                      | Nationaler Gründungstag (kenkoku kinenbi)                                                                                     | 1872 / 1966                                                     | zunächst als Tag der Erinnerung des Herabsteigens des Kaisers Jimmu vom Himmel auf die Erde und der Gründung Japans („kigensetsu“) gefeiert; 1945 abgeschafft, 1966 wieder unter anderem Namen („kenkoku kinenbi“) eingeführt                                                                        |
| 12. Februar                   | Aktions- und Gedenktag | international              | Internationaler Darwin-Tag | 1997                                                            | International Humanist and Ethical Union |
| 12. Februar                   | Aktionstag             | international              | Internationaler Tag gegen den Einsatz von Kindersoldaten                                                                      | 2002                                                            | International Coalition to Stop the Use of Child Soldiers |
| 12. Februar                   | Aktionstag             | international              | Internationaler Tag für die Verhütung von Gewaltextremismus, der den Terrorismus begünstigt                                   | 2023                                                            | |
| 13. Februar                   | Aktionstag             | international              | Welttag des Radios | 2012                                                            | von der UNESCO ausgerufen |
| 14. Februar                   | Fest                   | christlich                 | St.-Valentinstag |                                                                 | traditionell |
| 15. Februar                   | Nationalfeiertag       | Serbien                    | Tag der Unabhängigkeitsbewegung                                                                                               |                                                                 | 1835 erste Verfassung Serbiens |
| 15. Februar                   | Aktionstag             | international              | Tag des Regenwurms | 2005                                                            | Für den Gartenbau sind Regenwürmer wegen des produzierten Humus von zentraler Bedeutung |
| 15. Februar                   | Gedenktag              | international              | Internationaler Kinderkrebstag                                                                                                | 2001 durch CCI (Childhood Cancer International, vormals ICCCPO) | Soll u. a. auf Sterblichkeitsrate von über 80 % in weniger entwickelten Ländern aufmerksam machen, in denen ca. 80 % der erkrankten Kinder leben. |
| 16. Februar                   | Nationalfeiertag       | Litauen                    | Unabhängigkeitstag |                                                                 | 1918 |
| 16. Februar                   | Nationalfeiertag       | Nordkorea                  | Tag des strahlenden Sterns |                                                                 | Geburtstag von Kim Jong-il |
| 17. Februar                   | Aktionstag             | international              | Globaler Tag der Nachhaltigkeit im Tourismus                                                                                  | 2023                                                            | |
| 18. Februar                   | Nationalfeiertag       | Gambia                     | Unabhängigkeitstag |                                                                 | 1965, vormals britisch |
| 20. Februar                   | Aktionstag             | international              | Welttag der Sozialen Gerechtigkeit                                                                                            | 2007                                                            | UNO, erstmals 2009 begangen |
| 20. Februar                   | Aktions- und Gedenktag | Japan                      | Tag der Allergien | 1995                                                            | Japanischer Allergie-Verband |
| 21. Februar                   | Aktionstag             | international              | Internationaler Tag der Muttersprache                                                                                         | 2000                                                            | UNESCO |
| 21. Februar                   | Nationalfeiertag       | Bangladesch                | Tag der Märtyrer | 1972 (offiziell; traditionell seit 1953)                        | erinnert an die bangladeschischen Märtyrer von 1952 Sprachprotest in Dhaka. |
| 21. Februar                   | Aktionstag             | international              | Weltgästeführertag | 1990                                                            | betreut von der World Federation of Tourist Guide Association |
| 21. Februar                   | Feiertag               | Nordfriesland              | Biikebrennen |                                                                 | |
| 22. Februar                   | Fest                   | christlich                 | Peterstag Kathedra Petri |                                                                 | traditionell, besonders in Nordfriesland |
| 22. Februar                   | Gedenktag              | Pfadfinder                 | Thinking Day |                                                                 | Geburtstag von Robert Baden-Powell (1857–1941), des Gründers der Pfadfinderbewegung, und seiner Frau Olave (1889–1977) |
| 23. Februar                   | Nationalfeiertag       | Brunei                     | Unabhängigkeitstag |                                                                 | 1984, vormals britisch |
| 23. Februar                   | Nationalfeiertag       | Guyana                     | Tag der Republik |                                                                 | |
| 23. Februar                   | Gedenktag              | Russland Belarus Armenien  | Tag des Verteidigers des Vaterlandes (GUS) früher: Tag der Sowjetarmee (UdSSR)                                                | 1922 / 1993                                                     | Am 23. Februar 1918 wurden erstmals in größerem Umfang Soldaten zur Roten Armee rekrutiert / seit 2002 arbeitsfreier Feiertag in Russland |
| 23. Februar                   | Nationalfeiertag       | Japan                      | Nationalfeiertag |                                                                 | Geburtstag des Kaisers Naruhito von Japan |
| 24. Februar                   | Nationalfeiertag       | Estland                    | Tag der Unabhängigkeit | 1918                                                            | Nach der russischen Februarrevolution von 1917 bildete sich ein Estnischer Nationalrat, welcher einen Tag vor dem Einmarsch der Armee des deutschen Kaiserreichs, die Republik Estland proklamierte.                                                                                                 |
| 25. Februar                   | Nationalfeiertag       | Kuwait                     | Nationalfeiertag |                                                                 | Rückeroberung Kuwaits im Zweiten Golfkrieg |
| 25. Februar                   | Gedenktag              | Ungarn                     | Gedenktag der Opfer der kommunistischen Diktatur                                                                              |                                                                 | Verschleppung von Béla Kovács in die Sowjetunion |
| 26. Februar                   | Gedenktag              | Aserbaidschan              | Massaker von Chodschali | 1992                                                            | Gedenktag der Opfer des Massakers von Chodschaly-Stadt in Aserbaidschan |
| 26. Februar                   | Gedenktag              | Ukraine                    | Tag des Widerstands gegen die Besetzung der Autonomen Republik Krim und der Stadt Sewastopol                                  | 2020                                                            | 2014 Demonstration in Simferopol gegen eine Sitzung des Regionalparlaments zur Änderung des Status der Autonomen Republik Krim im Vorfeld der Annexion durch Russland |
| 27. Februar                   | Nationalfeiertag       | Dominikanische Republik    | Unabhängigkeitstag |                                                                 | 1844, vorher zu Haiti gehörig |
| 27. Februar                   | Nationalfeiertag       | Westsahara                 | Tag der Republik |                                                                 | 1976 Ausrufung der Republik durch die POLISARIO |
| 27. Februar                   | Aktionstag             | international              | Welttag der Eisbären | 2004                                                            | Initiative von US-amerikanischen Zoologischen Gärten |
| 28. Februar                   | Fest                   | christlich                 | Romanustag |                                                                 | traditionell |
| 29. Februar                   | Embolismus             |                            | Schalttag | 1582                                                            | |
| 29. Februar                   | Aktionstag             | international              | Tag der Seltenen Erkrankungen / Rare Disease Day                                                                              | 2008                                                            | Entfällt der 29. Februar verschiebt sich der Tag auf den 28. Februar |
| 29. Februar                   | Aktionstag             | international              | Equal Care Day | 2016                                                            | Dezentraler Aktionstag für mehr Wertschätzung und eine faire Verteilung der Sorgearbeit. Entfällt der 29. Februar verschiebt sich der Tag auf den 1. März. |

## März
| Datum                                                                                  | Charakter              | Nation / Region / Religion                 | Titel | Jahr der Einführung   | Anlass / Bemerkungen |
| -------------------------------------------------------------------------------------- | ---------------------- | ------------------------------------------ | --- | --------------------- | --- |
| Erster Vollmond des dritten Monats nach dem traditionellen thailändischen Mondkalender | Feiertag               | Thailand                                   | Makha Puja |                       | Der Tag soll an eine spontane Versammlung von 1250 Schülern des Buddha erinnern, die zusammengekommen waren, um den Buddha predigen zu hören.                                                   |
| Erste volle Märzwoche                                                                  | Aktionswoche           | Vereinigte Staaten                         | Celebrate Your Name Week (CYNW)                                                                                    | 1997                  | durch den amerikanischen Hobby-Onomatologen Jerry Hill etablierte Feiertage |
| Erster Freitag                                                                         | Aktionstag             | christlich                                 | Weltgebetstag | 1987                  | Weltgebetstag der Frauen Deutsches Komitee e. V.; von presbyterianischen Frauen angeregt |
| Erster Sonntag                                                                         | Aktionstag             | Schweiz                                    | Tag der Kranken (Krankensonntag)                                                                                   | 1939                  | initiiert durch Marthe Nicati |
| Zweiter Donnerstag                                                                     | Aktionstag             | international                              | Weltnierentag (World Kidney Day)                                                                                   | 2006                  | Initiatoren: International Society of Nephrology und International Federation of Kidney Foundations                                                                                             |
| Zweites Märzwochenende                                                                 | Aktionstag             | Deutschland                                | Tag der offenen Töpferei                                                                                           | 2006                  | deutschlandweit 500 teilnehmende Keramikwerkstätten |
| Letzter Freitag vor dem Frühlingsanfang                                                | Aktionstag             | international                              | Weltschlaftag | 2008                  | initiiert von der World Association of Sleep Medicine (WASM) |
| Dritter Sonntag                                                                        | Aktionstag             | international                              | Welttag der Invaliden                                                                                              | 1982                  | UNO |
| Letzter Mittwoch                                                                       | Aktionstag             | international                              | Document Freedom Day                                                                                               | 2008                  | Der Document Freedom Day (DFD) soll auf die Bedeutung offener Standards hinweisen, initiiert durch die Free Software Foundation Europe.                                                         |
| Letzter oder vorletzter Samstag                                                        | Aktionstag             | international                              | Earth Hour | 2007                  | initiiert durch World Wildlife Fund: 1 Stunde das Licht ausmachen als globale Volksabstimmung für den Klimaschutz unter dem Slogan „Vote Earth“.                                                |
| 01. März                                                                               | Feier- und Gedenktag   | Balearische Inseln, Spanien                | Balearentag |                       | 1. März 1983 Autonomiestatus |
| 01. März                                                                               | Nationalfeiertag       | Bosnien und Herzegowina                    | Unabhängigkeitstag                                                                                                 |                       | Ausrufung der Unabhängigkeit durch Referendum vom 29. Februar/1. März 1992 |
| 01. März                                                                               | Nationalfeiertag       | Südkorea                                   | Tag der Unabhängigkeitsbewegung                                                                                    |                       | Erinnerung an die Bewegung des ersten März |
| 01. März                                                                               | Aktionstag             | international                              | Null-Diskriminierungs-Tag                                                                                          | 2014                  | |
| 01. März                                                                               | Aktiontag              | international                              | Wheelchair-Day (Tag des Rollstuhls)                                                                                |                       | Bedeutung von Rollstühlen für Menschen mit Mobilitätseinschränkungen |
| 01. März                                                                               | Aktionstag             | international                              | Welttag des Seegrases                                                                                              | 2023                  | |
| 02. März                                                                               | Gedenktag              | Texas, USA                                 | Texas Independence Day                                                                                             |                       | 2. März 1836 Texanische Unabhängigkeitserklärung |
| 03. März                                                                               | Aktionstag             | international                              | Tag des Artenschutzes                                                                                              | 1973                  | mit dem Washingtoner Artenschutzabkommen eingeführt |
| 03. März                                                                               | Aktionstag             | international                              | Welttag der freilebenden Tiere und Pflanzen                                                                        | 2013                  | |
| 03. März                                                                               | Aktionstag             | international                              | Welttag des Hörens                                                                                                 | 2016                  | Aktionstag der Weltgesundheitsorganisation in Nachfolge des „International Ear Care Day“ |
| 03. März                                                                               | Nationalfeiertag       | Bulgarien                                  | Unabhängigkeitstag                                                                                                 |                       | 3. März 1878, vorher osmanisch |
| 03. März                                                                               | Fest                   | Japan                                      | Hina-Matsuri (Mädchenfest)                                                                                         |                       | traditionell |
| 04. März                                                                               | Aktionstag             | USA                                        | National Grammar Day (Tag der Grammatik)                                                                           | 2008                  | Der National Grammar Day wurde von der Autorin Martha Brockenbrough ins Leben gerufen. |
| 05. März                                                                               | Feiertag               | Cornwall                                   | St. Piran's Day |                       | Namenstag des Nationalheiligen der Kornen |
| 05. März                                                                               | Gedenktag              | Volksrepublik China                        | Lei-Feng-Tag |                       | 1960 erklärte Mao Zedong den Soldaten der chinesischen Volksbefreiungsarmee aufgrund seiner Selbstlosigkeit und Bescheidenheit zum nationalen Vorbild für die Volksrepublik China.              |
| 05. März                                                                               | Aktionstag             | international                              | Internationaler Tag der Abrüstung und der Förderung des Bewusstseins für Nichtverbreitung                          | 2023                  | |
| 06. März                                                                               | Aktionstag             | Europa                                     | Europäischer Tag der Logopädie                                                                                     | 2004                  | Initiator: Europäischer Dachverband der Nationalen Logopädenverbände |
| 07. März                                                                               | Aktionstag             | Deutschland                                | Tag der gesunden Ernährung                                                                                         | 1998 / 2007           | Initiator: Verband für Ernährung und Diätetik e. V.; erst seit 2007 immer am 7. März |
| 07. März                                                                               | Aktionstag             | Albanien                                   | Festa e mësuesit (Tag der Lehrer)                                                                                  |                       | |
| 08. März                                                                               | Aktionstag             | international                              | Internationaler Frauentag (Weltfrauentag)                                                                          | 1910 / 1997           | Initiatorin: Clara Zetkin, 1997 durch Vereinte Nationen ausgerufen |
| 10. März                                                                               | Gedenktag              | Tibet, Tibetische Exilregierung            | Gedenktag |                       | 10. März 1959 Ausbruch des Tibetaufstandes in Lhasa |
| 10. März                                                                               | Aktionstag             | international                              | Internationaler Tag der Richterinnen                                                                               | 2022                  | |
| 11. März                                                                               | Gedenktag              | in Teilen der USA                          | Johnny Appleseed Day                                                                                               |                       | Todestag des ökologischen Pioniers, der zu einer bekannten Figur der US-amerikanischen Folklore wurde                                                                                           |
| 11. März                                                                               | Nationalfeiertag       | Litauen                                    | Tag der Wiedererlangung der Unabhängigkeit                                                                         |                       | 11. März 1990, vormals Teil der UdSSR |
| 11. März                                                                               | Gedenktag              | Europäische Union                          | Europäischer Gedenktag für die Opfer des Terrorismus                                                               | 2005                  | Bombenanschläge in Madrid vom 11. März 2004 |
| 12. März                                                                               | Nationalfeiertag       | Mauritius                                  | Unabhängigkeitstag                                                                                                 |                       | 12. März 1968, vormals britisch |
| 12. März                                                                               | Aktionstag             | international                              | Welttag gegen Internetzensur                                                                                       | 2009                  | initiiert von Reporter ohne Grenzen |
| 12. März                                                                               | Fest                   | christlich                                 | Gregorstag |                       | traditionell |
| 14. März                                                                               | Aktionstag             | international                              | Internationaler Aktionstag gegen Staudämme (Weltstaudammtag)                                                       | 1990 / 1997           | zunächst in Brasilien, seit 1997 durch International Rivers Network |
| 14. März                                                                               | Feiertag               | Freunde der Kreiszahl {\displaystyle \pi } | Pi-Tag | 1988                  | aufgrund des Datums (amerikanisch: 3/14) von Freunden der Zahl Pi (3,14…) in den USA initiiert                                                                                                  |
| 14. März                                                                               | Aktionstag             | Freunde der Mathematik                     | Internationaler Tag der Mathematik                                                                                 | 2020                  | initiiert von der Internationalen Mathematischen Union; von der UNESCO im November 2019 in die Liste der Internationalen Tage der Vereinten Nationen aufgenommen                                |
| 14. März                                                                               | Nationalfeiertag       | Andorra                                    | Tag der Verfassung                                                                                                 |                       | |
| 14. März                                                                               | Fest                   | Japan Südkorea Taiwan                      | Weißer Tag | 1970                  | durch einen Konditor eingeführtes komplementäres Fest zum Valentinstag |
| 15. März                                                                               | Aktionstag             | international / Europa                     | Weltverbrauchertag / Europäischer Tag des Verbrauchers                                                             | 1983 / 1999           | Proklamation der drei grundlegenden Verbraucherrechte durch US-Präsidenten John F. Kennedy vor dem Kongress der Vereinigten Staaten (15. März 1963)                                             |
| 15. März                                                                               | Aktionstag             | international                              | Internationaler Tag gegen Polizeigewalt                                                                            |                       | |
| 15. März                                                                               | Aktionstag             | Deutschland                                | Tag der Rückengesundheit                                                                                           | 2002                  | Forum Schmerz im Deutschen Grünen Kreuz |
| 15. März                                                                               | Nationalfeiertag       | Ungarn                                     | Tag der Revolution                                                                                                 |                       | 1848 Märzrevolution |
| 15. März                                                                               | Fest                   | Japan, in einigen Teilen                   | Hōnen-Matsuri |                       | Fruchtbarkeitsfest |
| 15. März                                                                               | Aktionstag             | international                              | Internationaler Tag zur Bekämpfung von Islamophobie                                                                | 2022                  | von der UN-Generalversammlung verabschiedet |
| 15. März                                                                               | Aktionstag             | international                              | Internationaler Long COVID-Tag                                                                                     | 2023                  | Aktionen für mehr Aufmerksamkeit und die Anerkennung der Langzeitfolgen von SARS-CoV-2-Infektionen                                                                                              |
| 17. März                                                                               | Feiertag               | Irland                                     | Saint Patrick’s Day                                                                                                |                       | traditionell, Namenstag des Nationalheiligen der Iren (Sankt Patrick) |
| 18. März                                                                               | Aktionstag             | Deutschland                                | Bundesweiter Aktionstag für die Freiheit der politischen Gefangenen                                                | 1996                  | bereits von 1923 bis 1933 „Internationaler Tag der Hilfe für die politischen Gefangenen“ |
| 18. März                                                                               | Nationalfeiertag       | Aruba                                      | Tag der Flagge und Nationalhymne                                                                                   |                       | |
| 18. März                                                                               | Gedenktag              | Türkei                                     | Tag der Gefallenen                                                                                                 |                       | |
| 19. März                                                                               | Fest                   | christlich                                 | Josefstag |                       | traditionell; gleichzeitig auch Vatertag in einigen katholischen Ländern |
| 20. März                                                                               | Aktionstag             | international                              | Internationaler Kinder- und Jugendtheatertag                                                                       | 2001                  | ASSITEJ International |
| 20. März                                                                               | Aktionstag             | international                              | International Day of Happiness (Internationaler Tag des Glücks) Weltglückstag                                      | 2012                  | UNO |
| 20. März                                                                               | Nationalfeiertag       | Tunesien                                   | Unabhängigkeitstag                                                                                                 |                       | 20. März 1956 Anerkennung der Unabhängigkeit durch Frankreich |
| 20. März                                                                               | Aktionstag             | international                              | Weltgeschichtentag                                                                                                 | 2004                  | basiert auf einem älteren schwedischen Erzähltag |
| 20. März                                                                               | Aktionstag             | international                              | Welt-Mundgesundheitstag                                                                                            |                       | |
| 20. März                                                                               | Gedenktag              | international                              | Tag der Frankophonie                                                                                               | 1970                  | Internationale Organisation der Frankophonie |
| 21. März                                                                               | Aktionstag             | international                              | Internationaler Tag des Puppenspiels                                                                               | 2002                  | UNIMA |
| 21. März                                                                               | Kalender               |                                            | Frühlingsanfang |                       | astronomisch mitunter auch schon am 20. oder selten am 19. März |
| 21. März                                                                               | Fest                   | Zentralasien                               | Nouruz |                       | Nouruz ist das altiranische Neujahrs- und Frühlingsfest der Perser, Kurden und Turkvölker Zentralasiens.                                                                                        |
| 21. März                                                                               | Aktionstag             | international                              | Internationaler Tag gegen Rassismus (Welttag gegen Rassismus)                                                      | 1967                  | UNO, Resolution 2142 vom Oktober 1966. Gleichzeitig Beginn der Woche der Solidarität mit den gegen Rassismus und Rassendiskriminierung kämpfenden Völkern                                       |
| 21. März                                                                               | Aktions- und Gedenktag | international                              | Gedenktag für die unschuldigen Opfer der Mafia                                                                     | 1996 in Italien       | Ursprünglich vorangebracht von der italienischen Antimafia-Organisation Libera, wird der Tag inzwischen in vielen Ländern der Welt begangen.                                                    |
| 21. März                                                                               | Aktionstag             | international                              | Internationaler Tag des Waldes                                                                                     | Ende der 1970er Jahre | Ernährungs- und Landwirtschaftsorganisation (FAO) |
| 21. März                                                                               | Aktionstag             | international                              | Welttag der Gletscher                                                                                              | 2023                  | |
| 21. März                                                                               | Gedenktag              | Arabische Welt                             | Muttertag | 1956 in Ägypten       | nach einer Idee des ägyptischen Journalisten Mustafa Amin (1943) |
| 21. März                                                                               | Aktionstag             | international                              | Welttag der Hauswirtschaft                                                                                         | 1982                  | Internationale Verband für Hauswirtschaft |
| 21. März                                                                               | Aktionstag             | international                              | Welttag der Poesie                                                                                                 | 2000                  | UNESCO |
| 21. März                                                                               | Aktionstag             | international                              | Internationaler Tag des Clusterkopfschmerzes                                                                       | 2016                  | Ausrufung im Februar 2016 durch D. D. Mitsikostas im EU-Parlament |
| 21. März                                                                               | Gedenktag              | Südafrika                                  | Tag der Menschenrechte                                                                                             |                       | 21. März 1960 Massaker von Sharpeville |
| 21. März                                                                               | Aktionstag             | international                              | Welt-Down-Syndrom-Tag                                                                                              | 2006                  | Downsyndrome International (DSI) und European Downsyndrome Association (EDSA) |
| 21. März                                                                               | Nationalfeiertag       | Namibia                                    | Unabhängigkeitstag                                                                                                 | 1990                  | Unabhängigkeit von Südafrika |
| 22. März                                                                               | Aktionstag             | international                              | Weltwassertag | 1993                  | UNEP |
| 22. März                                                                               | Aktionstag             | Deutschland                                | Tag der Kriminalitätsopfer                                                                                         | 1991                  | Weißer Ring |
| 23. März                                                                               | Aktionstag             | international                              | Welttag der Meteorologie (Weltwettertag)                                                                           | 1961                  | durch World Meteorological Organization proklamiert |
| 23. März                                                                               | Nationalfeiertag       | Pakistan                                   | Tag der Republik                                                                                                   |                       | 1956 Proklamation der Republik |
| 23. März                                                                               | Aktionstag             | Polen Ungarn                               | Tag der polnisch-ungarischen Freundschaft                                                                          | 2007                  | durch ungarisches und polnisches Parlament beschlossen |
| 23. März                                                                               | Aktionstag             | Bolivien                                   | Tag des Meeres |                       | Erinnert an die offenen Forderungen Boliviens nach einem Zugang zum Pazifischen Ozean. |
| 24. März                                                                               | Aktionstag             | international                              | Welttuberkulosetag                                                                                                 | 1982 / 1996           | am 100. Jahrestag der Entdeckung des Erregers durch Robert Koch durch die Internationale Union gegen Tuberkulose und Lungenkrankheiten (IUATLD) vorgeschlagen, seit 1996 durch WHO unterstützt. |
| 24. März                                                                               | Aktionstag             | international                              | Internationaler Tag für das Recht auf Wahrheit über schwere Menschenrechtsverletzungen und für die Würde der Opfer | 2010                  | UNO |
| 24. März                                                                               | Gedenktag              | Polen                                      | nationaler Gedenktag für die polnischen Retter von Juden                                                           | 2018                  | |
| 25. März                                                                               | Aktionstag             | international                              | Tag der Tolkien-Lektüre (Tolkien Reading Day)                                                                      | 2003                  | Inoffizieller Feiertag, an dem die Werke des britischen Autors J. R. R. Tolkien gelesen werden sollen.                                                                                          |
| 25. März                                                                               | Aktionstag             | international                              | Internationaler Tag der Solidarität mit inhaftierten und vermissten UN-Mitarbeitern                                |                       | UNO |
| 25. März                                                                               | Gedenktag              | international                              | Internationalen Tag des Gedenkens an die Opfer der Sklaverei und des transatlantischen Sklavenhandels              | 2008                  | |
| 25. März                                                                               | Nationalfeiertag       | Griechenland, Zypern                       | Tag der Griechischen Revolution / Unabhängigkeitstag                                                               |                       | 25. März 1821 Beginn der Griechischen Revolution |
| 25. März                                                                               | Gedenktag              | Lettland                                   | Tag des Gedenkens an die Opfer des kommunistischen Terrors                                                         |                       | Um den 25. März 1949 wurden mehr als 45.000 Einwohner Lettlands in sowjetische Konzentrationslager und Sonderansiedlungsgebiete deportiert.                                                     |
| 25. März                                                                               | Gedenktag              | Maryland, USA                              | Maryland Day |                       | 1634 Tag der Ankunft der ersten Siedler in der Kolonie |
| 25. März                                                                               | Fest                   | christlich                                 | Verkündigung des Herrn                                                                                             |                       | traditionell |
| 26. März                                                                               | Nationalfeiertag       | Bangladesch                                | Unabhängigkeitstag                                                                                                 | 1971                  | Proklamation der Unabhängigkeit |
| 26. März                                                                               | Aktionstag             | international                              | Purple Day | 2008                  | Aufklärung über Epilepsie |
| 26. März                                                                               | Aktionstag             | Polen                                      | Tag des Gebets für Gefangene Dzień Modlitw za Więźniów                                                             | 2009                  | nach Beschluss der Polnischen Bischofskonferenz |
| 27. März                                                                               | Aktionstag             | international                              | Welttag des Theaters                                                                                               | 1961                  | vom Internationalen Theaterinstitut der UNESCO, ASSITEJ Internationale ausgerufen |
| 27. März                                                                               | Fest                   | christlich                                 | Rupertstag |                       | traditionell |
| 28. März                                                                               | Aktionstag             | international                              | (Ehren)Tag des Unkrauts („Weed Appreciation Day“)                                                                  | 2003                  | Eingeführt durch (Garten-)Blogger |
| 30. März                                                                               | Aktionstag             | Israel Palästina                           | Tag des Bodens | 1976                  | Protestbewegung gegen die Landenteignung der Araber durch Israel |
| 30. März                                                                               | Aktionstag             | international                              | Internationaler Tag der Nullverschwendung                                                                          | 2023                  | UNO |
| 30. März                                                                               | Aktionstag             | international                              | Internationaler Tag der Bipolaren Störung                                                                          | 2014                  | Aufmerksamkeit für Bipolare Störungen, gegen Stigmatisierung Erkrankter am Geburtstag von Vincent van Gogh                                                                                      |
| 31. März                                                                               | Aktionstag             | international                              | Transgender Day of Visibility (TDoV), Internationaler Tag für trans Sichtbarkeit                                   | 2009                  | Demonstration der Leistungen und Erfolge von trans* und gender-nonkonformen, nichtbinären Menschen                                                                                              |

## April
| Datum                                                          | Charakter                    | Nation / Region / Religion  | Titel                                                                                   | Jahr der Einführung                                    | Anlass / Bemerkungen |
| -------------------------------------------------------------- | ---------------------------- | --------------------------- | --------------------------------------------------------------------------------------- | ------------------------------------------------------ | --- |
| Erster Mittwoch                                                | Aktionstag                   | Deutschland                 | Tag der älteren Generation                                                              | 1968                                                   | eingeführt durch Kasseler Lebensabendbewegung |
| Erster Sonntag                                                 | Aktionstag                   | Russland                    | Tag des Geologen                                                                        |                                                        | |
| Zweiter Mittwoch                                               | Aktionstag                   | weltweit                    | Tag der Provenienzforschung                                                             | 2019                                                   | Arbeitskreis Provenienzforschung e. V. |
| Dritter Samstag                                                | Aktionstag                   | weltweit                    | Record Store Day (RSD)                                                                  | 2007                                                   | Aktionstag unabhängiger Plattenläden |
| Letzter Mittwoch                                               | Aktionstag                   |                             | Administrative Professionals Day (Tag der Sekretärinnen und Sekretäre (Bürofachkräfte)) | 2000                                                   | |
| Vierter Donnerstag                                             | Aktionstag                   | Deutschland                 | Girls’ Day „Mädchen-Zukunftstag“                                                        | 2001                                                   | Bundesministerium für Bildung und Forschung |
| Letzter Sonntag                                                | Aktionstag                   | international               | Welttag der Partnerstädte                                                               | 1963                                                   | proklamiert durch Weltbund der Partnerstädte |
| (Meistens) ca. Mitte April (27. Nisan des jüdischen Kalenders) | Aktionstag, Nationalfeiertag | Israel                      | Jom haScho’a (dt. „Tag des Gedenkens an Shoa und Heldentum“, Holocaust-Gedenktag)       | 1951                                                   | Zunächst unter David Ben-Gurion und Jitzchak Ben Tzwi am 21. April 1951 von der Knesset festgesetzt; „Gesetz zum Gedenktag an Shoa und Heldentum“ im April 1959 von der Knesset verabschiedet. |
| 01. April                                                      | Brauchtumstag                | international               | 1. April                                                                                |                                                        | traditionell |
| 02. April                                                      | Aktionstag                   | international               | Internationaler Kinderbuchtag                                                           | 1967                                                   | auf Initiative des International Board on Books for Young People am Geburtstag des dänischen Dichters Hans Christian Andersen eingeführt |
| 02. April                                                      | Aktionstag                   | international               | Welt-Autismus-Tag                                                                       | 2008                                                   | UNO |
| 04. April                                                      | Aktionstag                   | international               | Tag für die Aufklärung über Minengefahr und die Unterstützung von Antiminenprogrammen   | 2005                                                   | UNO, unterstützt durch die Kampagne „Zeig dein Bein“. |
| 05. April                                                      | Aktionstag                   | international               | Internationaler Tag des Gewissens                                                       | 2020                                                   | |
| 06. April                                                      | Aktionstag                   | international               | Internationaler Tag des Sports für Entwicklung und Frieden                              | 2013                                                   | UNO |
| 06. April                                                      | Nationalfeiertag             | Thailand                    | Chakri-Tag                                                                              | 1932                                                   | 150 Jahre nach der Inthronisierung von Rama I., dem Gründer der Chakri-Dynastie |
| 06. April                                                      | Aktionstag                   | international               | Internationaler Tag der Asexualität                                                     | 2021                                                   | |
| 07. April                                                      | Aktionstag                   | international               | Weltgesundheitstag                                                                      | 1954                                                   | WHO |
| 07. April                                                      | Aktionstag                   | international               | Internationaler Bibertag                                                                | 2009                                                   | Anlässlich des Geburtstags von Dorothy Richards, Beavers: Wetlands & Wildlife (BWW) |
| 07. April                                                      | Gedenktag                    | international               | Gedenktag des Völkermords an den Tutsi in Ruanda                                        |                                                        | Gedenken an den Völkermord in Ruanda im Jahr 1994, von der UNO anerkannt |
| 08. April                                                      | Aktionstag                   | international               | Internationaler Tag der Roma                                                            | 1990                                                   | Erstes internationales Treffen Nähe London 1971 |
| 08. April                                                      | Aktionstag                   | Kosovo                      | Tag der Roma                                                                            |                                                        | |
| 08. April                                                      | Fest                         | Japan, buddhistisch         | Kambutsue                                                                               |                                                        | Anlass des Fests ist Buddhas Geburtstag |
| 09. April                                                      | Gedenktag                    | Finnland                    | Tag der finnischen Sprache (Mikael-Agricola-Tag)                                        |                                                        | Wird am Todestag des Reformators Mikael Agricola gefeiert, der als Vater der finnischen Literatursprache gilt. |
| 10. April                                                      | Aktionstag                   | international               | Tag der Geschwister                                                                     | 1998                                                   | Am 10. April hatte die bei einem Unfall verstorbene Schwester der Initiatorin Claudia A. Evart Geburtstag. |
| 11. April                                                      | Aktionstag                   | international               | Welt-Parkinson-Tag                                                                      | 1997                                                   | Geburtstag von James Parkinson, European Parkinsons Disease Association |
| 12. April                                                      | Aktionstag                   | international               | Internationaler Tag der bemannten Raumfahrt                                             | 2001                                                   | proklamiert durch die Generalversammlung der UN |
| 12. April                                                      | Aktionstag                   | Russland                    | Tag der Kosmonauten                                                                     |                                                        | Gedenktag an den ersten bemannten Flug in das Weltall durch Juri Gagarin am 12. April 1961. |
| 12. April                                                      | Aktionstag                   | international               | Yuri’s Night                                                                            |                                                        | Globale Weltraumparty zu Ehren des ersten Menschen im Weltall, Juri Gagarin, und des Erstfluges eines Spaceshuttle; gefeiert seit 2001 um den 12. April herum jedes Jahres. |
| 12. April                                                      | Gedenktag                    | Liberia                     | National Redemption Day                                                                 | 1981                                                   | ursprünglich Feiertag der Machtergreifung des Samuel K. Doe, jetzt Mahn- und Gedenktag zum Militärputsch vom 12. April 1980 |
| 13. April                                                      | Fest                         | Thailand Laos               | Beginn des Neujahrsfestes Songkran                                                      |                                                        | dauert bis 15. April |
| 14. April                                                      | Fest                         | christlich                  | Tiburtiustag                                                                            |                                                        | traditionell |
| 14. April                                                      | Fest                         | Südkorea                    | Black Day                                                                               |                                                        | komplementäres Fest zum Valentinstag und zum White Day |
| 14. April                                                      | Aktionstag                   | international               | Welttag der Chagas-Krankheit                                                            | 2020                                                   | |
| 15. April                                                      | Nationalfeiertag             | Nordkorea                   | Tag der Sonne                                                                           |                                                        | Geburtstag des „Ewigen Präsidenten“ Kim Il-sung |
| 15. April                                                      | Aktionstag                   | international               | Internationaler Tag der Kunst (World Art Day)                                           | 2019                                                   | UNESCO |
| 16. April                                                      | Gedenktag                    | Frankreich Ungarn           | Holocaust-Gedenktag / Holocaust-Gedenktag                                               |                                                        | 19. April 1943: Aufstand im Warschauer Ghetto |
| 16. April                                                      | Aktionstag                   | international               | World Voice Day                                                                         | 2006                                                   | WHO |
| 17. April                                                      | Nationalfeiertag             | Syrien                      | Unabhängigkeitstag                                                                      |                                                        | 1946 |
| 17. April                                                      | Aktionstag                   | Europa                      | Europäischer Tag der Jugendinformation                                                  | 2008                                                   | Ausgerufen durch die European Youth Information and Counselling Agency (ERYICA). anlässlich ihrer Gründung am 17. April 1986. Der Tag soll das Recht aller Jugendlichen auf Zugang zu objektiver und zuverlässiger Information ins Bewusstsein rücken. Dieses Recht wird unter anderem in der UN-Kinderrechtskonvention (Art. 13) sowie in zwei Empfehlungen des Europarats anerkannt. |
| 18. April                                                      | Nationalfeiertag             | Simbabwe                    | Unabhängigkeitstag                                                                      |                                                        | 1980 |
| 18. April                                                      | Aktionstag                   | international               | Weltamateurfunktag                                                                      |                                                        | ausgerufen durch die International Amateur Radio Union anlässlich ihrer Gründung am 18. April 1925 in Paris. |
| 18. April                                                      | Aktionstag                   | international               | Internationaler Denkmaltag                                                              | 1982                                                   | ICOMOS in Zusammenarbeit mit UNESCO |
| 20. April                                                      | Aktionstag                   | international               | Internationaler Kiffertag                                                               |                                                        | Ausgerufen durch Marihuanaliebhaber besonders in amerikanischen Universitätsstädten, wird nach der amerikanischen Datumsschreibweise und des üblichen Starttermins der Partys um 16:20 Uhr (4:20 PM) auch 4/20 genannt. |
| 20. April                                                      | Gedenktag                    | international               | Welttag der chinesischen Sprache                                                        |                                                        | Vereinten Nationen und UNESCO |
| 21. April                                                      | Gedenktag                    | Italien                     | Natale di Roma                                                                          |                                                        | Gedenktag an die Gründung Roms am 21. April 753 v. Chr. |
| 21. April                                                      | Fest                         | Bahai                       | Ridvanfest, erster Tag                                                                  |                                                        | Das wichtigste Fest der Bahai, die Ridvanzeit dauert bis 12. Mai. Das Fest erinnert an die Zeit der Verkündigung des Religionsstifters Baha’u’llah im „Garten Ridvan“ (Najibiyyih Garten) in der Nähe von Bagdad im Jahre 1863. |
| 21. April                                                      | Aktionstag                   | international               | Kindergarten-Tag                                                                        |                                                        | Zur Würdigung des durch den deutschen Pädagogen Friedrich Fröbel geschaffenen ersten Kindergartens 1840 in Bad Blankenburg. |
| 21. April                                                      | Aktionstag                   | international               | Welttag der Kreativität und Innovation                                                  | 2018                                                   | |
| 22. April                                                      | Aktionstag                   | international               | Tag der Erde                                                                            | 1970 / 1990                                            | US-Kongress, international seit 1990 |
| 22. April                                                      | Gedenktag                    | Serbien                     | Nationaler Gedenktag des Genozids an den Serben                                         |                                                        | |
| 23. April                                                      | Aktionstag                   | international               | Welttag des Buches und des Urheberrechts                                                | 1995                                                   | UNESCO |
| 23. April                                                      | Aktionstag                   | international               | Welttag des Labors                                                                      | 1995                                                   | auch: World Laboratory Day |
| 23. April                                                      | Fest                         | Türkei                      | Kinderfest                                                                              | 1920                                                   | von Staatsgründer Mustafa Kemal Atatürk unter dem Motto „Çocuklarımız geleceğimizdir“ (Unsere Kinder sind unsere Zukunft) eingeführt. Seit 1979 trägt der Feiertag den erweiterten Titel „Internationales Kinderfest“. |
| 23. April                                                      | Fest                         | christlich                  | Georgstag                                                                               |                                                        | traditionell, insbesondere Gedenktag der internationalen Pfadfinderbewegung |
| 23. April                                                      | Aktionstag                   | Deutschland                 | Tag des Deutschen Bieres                                                                | 1994                                                   | Deutsche Bierbrauer, Anlass: Erlass des bayerischen Reinheitsgebots im Jahr 1516 |
| 23. April                                                      | Gedenktag                    | international               | Tag der englischen Sprache                                                              | 2010                                                   | |
| 24. April                                                      | Gedenktag                    |                             | Gedenktag für die Opfer des türkischen Völkermords an den Armeniern bis 1917.           |                                                        | Anlass: Deportation der armenischen Elite am 24. April 1915 |
| 24. April                                                      | Aktionstag                   | international               | Internationaler Tag zur Abschaffung der Tierversuche                                    | 1979                                                   | Erstmals in Großbritannien begangen |
| 24. April                                                      | Aktionstag                   | international               | Internationaler Tag des Multilateralismus und der Diplomatie für Frieden                | 2019                                                   | |
| 25. April                                                      | Aktionstag                   | international               | Weltmalariatag                                                                          | 2007                                                   | WHO |
| 25. April                                                      | Aktionstag                   | international               | Internationaler Tag des Baumes                                                          | 1872 / 1951                                            | Vereinigte Staaten, seit 1872 am 10. April; 1951 von Vereinten Nationen beschlossen; in Deutschland seit 1952. |
| 25. April                                                      | Nationalfeiertag             | Färöer                      | Flaggentag                                                                              | 1940                                                   | |
| 25. April                                                      | Nationalfeiertag             | Italien                     | Tag der Befreiung                                                                       |                                                        | Befreiung vom Faschismus und Ende des Zweiten Weltkrieges |
| 25. April                                                      | Nationalfeiertag             | Portugal                    | Tag der Freiheit                                                                        |                                                        | Gedenken an Nelkenrevolution |
| 25. April                                                      | Nationalfeiertag             | Eswatini                    | Flaggentag                                                                              |                                                        | |
| 25. April                                                      | Nationalfeiertag             | Australien Neuseeland Tonga | ANZAC Day                                                                               | 1916                                                   | Akronym für Australian and New Zealand Army Corps: Jahrestag der ersten Militäraktion von australischen und neuseeländischen Truppen sowie Soldaten aus Tonga im Ersten Weltkrieg – der Landung auf Gallipoli (Gelibolu, Türkei) im Jahr 1915. |
| 25. April                                                      | Aktionstag                   | international               | Internationaler Tag der Eltern-Kind-Entfremdung (Parental Alienation Awareness Day)     | 2006                                                   | Initiator: Parental Alienation Awareness Organisation (PAAO), in Kanada initiiert, inzwischen weltweite Beteiligung |
| 25. April                                                      | Aktionstag                   | international               | Welt-Pinguin-Tag                                                                        | 1987                                                   | [ 69 ] [ 70 ] |
| 25. April                                                      | Aktionstag                   | international               | Welt-DNA-Tag                                                                            | 2003                                                   | [ 71 ] |
| 25. April                                                      | Aktionstag                   | international               | Internationaler Tag der Delegierten                                                     | 2019                                                   | |
| 26. April                                                      | Aktionstag                   | international               | Welttag des geistigen Eigentums                                                         | 2001                                                   | angeregt durch UNESCO, ausgerufen von der Weltorganisation für geistiges Eigentum |
| 26. April                                                      | Gedenktag                    |                             | Jahrestag der Nuklearkatastrophe von Tschernobyl                                        |                                                        | |
| 26. April                                                      | Aktionstag                   | international               | Lesbian Visibility Day                                                                  | 2008                                                   | (dt.: „Tag der Lesbischen Sichtbarkeit“) ist Teil der LGBT-Geschichte bzw. Geschichte sexueller Minderheiten und informiert über Lebensrealtiäten von Lesben. |
| 27. April                                                      | Nationalfeiertag             | Slowenien                   | Tag des Nationalaufstands                                                               |                                                        | |
| 27. April                                                      | Nationalfeiertag             | Südafrika                   | Tag der Freiheit                                                                        |                                                        | Gedenktag an die ersten freien Wahlen 1994 |
| 27. April                                                      | Nationalfeiertag             | Togo                        | Unabhängigkeitstag                                                                      |                                                        | |
| 27. April                                                      | Aktionstag                   | international               | Welt-Grafiker-Tag                                                                       |                                                        | Beruht angeblich auf einer Tradition des Grafik-Verbands Icograda, der jährlich an diesem Tag seine Gründung 1963 feiert. |
| 27. April                                                      | Aktionstag                   | international               | Welttag des Designs (World Day of Design)                                               | 2005                                                   | zunächst in den Vereinigten Staaten, getragen von der dortigen AIGA, Berufsvereinigung der Designer |
| 27. April                                                      | Nationalfeiertag             | Niederlande                 | Koningsdag (Tag des Königs)                                                             | 2013; bis 2012 gefeiert am 30. April als Koninginnedag | |
| 27. April                                                      | Gedenktag                    | Frankreich                  | Abschaffung der Sklaverei                                                               | 1848                                                   | Verkündung der Abschaffung der Sklaverei in den französischen Kolonien zur Zeit der Zweiten Französischen Republik. |
| 27. April                                                      | Aktionstag                   | international               | Internationaler Tag der Mädchen im IKT-Sektor                                           | 2011                                                   | |
| 27. April                                                      | Aktionstag                   | international               | Welt-Tapir-Tag                                                                          | 2008                                                   | Der Welt-Tapir-Tag soll das Bewusstsein für die Tapirarten schärfen. |
| 28. April                                                      | Aktionstag                   | international               | Workers’ Memorial Day / Welttag für Sicherheit und Gesundheit am Arbeitsplatz           | 1984                                                   | Internationale Gewerkschaftsbewegung / International Labour Office |
| 29. April                                                      | Aktionstag                   | international               | Welttag des Tanzes (Welttanztag, Internationaler Tag des Tanzes)                        | 1982                                                   | Tanzkomitee des Theaterinstituts der UNESCO |
| 29. April                                                      | Gedenktag                    | international               | Tag der Erinnerung an die Opfer chemischer Waffen                                       | 2005                                                   | UNO, OPCW |
| 29. April                                                      | Aktionstag                   | international               | Tag der Immunologie (Day of Immunology)                                                 | 2005                                                   | Der internationale Day of Immunology wurde von der europäischen Föderation immunologischer Gesellschaften (EFIS) ins Leben gerufen, damit Immunologen in verschiedenen PR-Aktionen das eigene Forschungs- und Interessensgebiet laienverständlich der Öffentlichkeit präsentieren können.                                                                                              |
| 29. April                                                      | Nationalfeiertag             | Japan                       | Shōwa-Tag (Shōwa no hi)                                                                 | 1929 / 2007                                            | bereits von 1929 bis 1988 als „Geburtstag des Kaisers Hirohito (= Shōwa-tennō)“ (tennō tanjōbi), wurde er nach seinem Tod 1989 zum „Grünen Tag“ (= Tag der Natur) umgewidmet. 2007 wurde mit ihm unter neuen Namen wieder der „Shōwa-tennō“ gefeiert und der „Grüne Tag“ auf den früheren „Volksfeiertag“ (kokumin no kyūjitsu) am 4. Mai gelegt.                                      |
| 30. April                                                      | Gedenk- und Aktionstag       | international               | Internationaler Tag des Jazz                                                            | 2011                                                   | UNESCO |
| 30. April                                                      | Nationalfeiertag             | Vietnam                     | Tag der Vereinigung                                                                     |                                                        | |
| 30. April                                                      | Brauchtumstag                | Europa                      | Walpurgisnacht                                                                          |                                                        | traditionell, siehe auch Beltane |
| 30. April                                                      | Gedenk- und Aktionstag       | international               | Tag der gewaltfreien Erziehung                                                          |                                                        | Deutscher Kinderschutzbund |

## Mai
| Datum                                                                              | Charakter               | Nation / Region / Religion           | Titel | Jahr der Einführung                                                       | Anlass / Bemerkungen |
| ---------------------------------------------------------------------------------- | ----------------------- | ------------------------------------ | --- | ------------------------------------------------------------------------- | --- |
| Sonntag vor oder nach 4. Mai                                                       | Gedenktag               | Süddeutschland und Österreich        | Florianitag | traditionell                                                              | Feuerwehr |
| 18. Ijjar                                                                          | Halbfeiertag            | jüdisches Fest                       | Lag baOmer (auch Lag laOmer) | traditionell                                                              | Am 33. Tag des Omer-Zählens zwischen Pessach und Schawuot, also praktisch immer im Mai. |
| Erster Vollmondtag des 6. Mondmonats nach dem Mondkalender                         | Feiertag                | international (von allen Buddhisten) | Visakha Puja (auch Visaka Bucha oder Vesak-Fest) | seit 1999 von der UN-Generalversammlung als weltweiter Feiertag anerkannt | Der wohl wichtigste buddhistische Feiertag erinnert an die Geburt, die Erleuchtung und das vollkommene Verlöschen (Parinirvana) des Buddha (anlässlich seines physischen Todes). |
| Erster Dienstag                                                                    | Aktionstag              | international                        | Welt-Asthma-Tag | 1998                                                                      | organisiert durch Global Initiative for Asthma |
| Erster Donnerstag                                                                  | Aktionstag              | weltweit                             | Welt-Passwort-Tag |                                                                           | Initiiert durch Firmen rund um den Chip-Hersteller Intel. |
| Erster Donnerstag                                                                  | Aktionstag              | Vereinigte Staaten                   | National Day of Prayer | 1952                                                                      | Erstmals durch Harry S. Truman proklamiert, seit 1988 durch den Kongress der Vereinigten Staaten; primär durch konservative evangelikale Christen abgehalten. |
| Erster Sonntag                                                                     | Aktionstag              | international                        | Weltlachtag | 1998                                                                      | initiiert durch Madan Kataria |
| Zweiter Samstag                                                                    | Aktionstag              | Europa                               | Europäischer Weltladentag World Fair Trade Day | 1996                                                                      | organisiert vom Network European World Shops |
| Zweiter Samstag                                                                    | Aktionstag              | Deutschland Österreich Schweiz       | Gratis Comic Tag | 2010                                                                      | |
| Zweiter Samstag und der diesem folgende Sonntag (Zweites vollständiges Wochenende) | Aktionstag              | international                        | Weltzugvogeltag | 2006                                                                      | UNEP |
| Samstag vor Muttertag                                                              | Aktionstag              | national                             | Deutscher Sekttag | 1998                                                                      | |
| Zweiter Sonntag                                                                    | Aktionstag              | international                        | Muttertag | 1914                                                                      | längere unterschiedliche Traditionen; 1914 wurde vom US-Kongress der 2. Sonntag im Mai zum Muttertag erklärt. |
| Dritter Donnerstag                                                                 | Aktionstag              | international                        | Welttag der Barrierefreiheit | 2012                                                                      | |
| Dritter Sonntag                                                                    | Aktionstag              | international                        | Internationaler Museumstag | 1978                                                                      | angeregt durch Internationaler Museumsrat |
| Pfingstmontag (zwischen 11.5. und 14.6.)                                           | Aktionstag              | Deutschland                          | Deutscher Mühlentag | 1994                                                                      | bundesweit über 1000 teilnehmende Wind- und Wassermühlen |
| Letzter Montag                                                                     | Gedenktag               | Vereinigte Staaten                   | Memorial Day | 1868                                                                      | Gedenktag an die Toten |
| Letzter Mittwoch                                                                   | Aktionstag              | international                        | Welt-MS-Tag | 2009                                                                      | in Deutschland organisiert von der Deutschen Multiple Sklerose Gesellschaft (→ Multiple Sklerose) |
| 01. Mai                                                                            | Gedenktag               | international                        | Erster Mai Tag der Arbeit | 1889                                                                      | Gründungskongress der Zweiten Internationalen (Arbeiterbewegung) als „Kampftag der Arbeiterbewegung“ ausgerufen, seit 1919 gesetzlicher Feiertag in Deutschland |
| 01. Mai                                                                            | Nationalfeiertag        | Marshallinseln                       | Unabhängigkeitstag |                                                                           | 1979 |
| 01. Mai                                                                            |                         | Österreich                           | Staatsfeiertag |                                                                           | |
| 01. Mai                                                                            | Fest                    | Bayern, Römisch-katholische Kirche   | Hochfest der Patrona Bavariae |                                                                           | traditionell |
| 02. Mai                                                                            | Gedenktag               | Spanien                              | Stadtfeiertag von Madrid |                                                                           | Gedenken an den Aufstand vom 2. Mai 1808 |
| 02. Mai                                                                            | Fest                    | Bahai                                | Ridvan, zwölfter und letzter Tag |                                                                           | |
| 02. Mai                                                                            | Nationalfeiertag        | Polen                                | Flaggentag | 2004                                                                      | nicht arbeitsfrei |
| 02. Mai                                                                            | Gedenk – und Aktionstag | international                        | Remembrance & Resistance Tag | 1995                                                                      | Der 2. Mai ist der internationale Tag zur Erinnerung an die Verbrechen der NS-Psychiatrie und ihrer Kooperateure und Tag des Widerstandes gegen die Zwangspsychiatrie. |
| 02. Mai                                                                            | Aktionstag              | international                        | Welttag des Thunfischs | 2017                                                                      | |
| 03. Mai                                                                            | Aktionstag              | international                        | Internationaler Tag der Pressefreiheit | 1992                                                                      | angeregt 1991 durch UNESCO, 1992 durch Vereinte Nationen proklamiert |
| 03. Mai                                                                            | Nationalfeiertag        | Polen                                | Tag der Verfassung |                                                                           | 1791 Verfassung vom 3. Mai |
| 03. Mai                                                                            | Nationalfeiertag        | Japan                                | Tag der Nachkriegsverfassung („kenpō kinenbi“) | 1949                                                                      | |
| 04. Mai                                                                            | Gedenktag               | Niederlande                          | Nationales Totengedenken |                                                                           | Gedenktag an die Toten der Kriege, kein freier Tag |
| 04. Mai                                                                            | Nationalfeiertag        | Japan                                | Grüner Tag („midori no hi“) | 2007                                                                      | zuvor am 29. April |
| 04. Mai                                                                            | Aktionstag              | weltweit                             | Star-Wars-Tag |                                                                           | Inoffizieller Star-Wars-Tag („Star Wars Day“) May, the fourth, von George Lucas initiiert. |
| 05. Mai                                                                            | Gedenktag               | Europa                               | Europatag | 1964                                                                      | Jahrestag der Gründung des Europarats (1949) |
| 05. Mai                                                                            | Aktionstag              | Deutschland                          | Tag des herzkranken Kindes | 1998 (mind.)                                                              | Bundesverband Herzkranke Kinder |
| 05. Mai                                                                            | Aktionstag              | international                        | Internationaler Hebammentag | 1990                                                                      | Internationaler Hebammenkongress |
| 05. Mai                                                                            | Aktionstag              | international                        | Welttag der Handhygiene |                                                                           | In Referenz zu den fünf Fingern der Hand von der WHO auf diesen Tag gelegt. |
| 05. Mai                                                                            | Aktionstag              | Europa                               | Europäischer Protesttag zur Gleichstellung von Menschen mit Behinderung | 1992                                                                      | von den Interessenvertretungen Selbstbestimmt Leben Deutschland (ISL) bzw. Disabled Peoples’ International ins Leben gerufen |
| 05. Mai                                                                            | Nationalfeiertag        | Dänemark Niederlande                 | Tag der Befreiung / Bevrijdingsdag |                                                                           | Niederlande: seit 1990 jährlich |
| 05. Mai                                                                            | Fest                    | Japan                                | Kodomo no Hi (Kindertag) |                                                                           | während der Golden Week |
| 05. Mai                                                                            | Nationalfeiertag        | Südkorea                             | Kindertag |                                                                           | |
| 05. Mai                                                                            | Nationalfeiertag        | Mexiko                               | Cinco de Mayo |                                                                           | 5. Mai 1862 Sieg der mexikanischen Armee unter Führung von General Ignacio Zaragoza gegen die zahlenmäßig überlegenen Kräfte einer französischen Expeditionsarmee in der Schlacht bei Puebla (5. Mai 1862) |
| 05. Mai                                                                            | Gedenktag               | Österreich                           | Gedenktag gegen Gewalt und Rassismus im Gedenken an die Opfer des Nationalsozialismus | 1997                                                                      | Gedenktag an die Opfer des Nationalsozialismus, zudem gegen Gewalt und Rassismus; wurde 1998 erstmals begangen, kein arbeitsfreier Tag. |
| 05. Mai                                                                            | Feiertag                | Thailand                             | Krönungstag | 1950                                                                      | anlässlich der Krönung des thailändischen Königs Bhumibol Adulyadej |
| 05. Mai                                                                            | Aktionstag              | international                        | Welttag der portugiesischen Sprache | 2009                                                                      | |
| 06. Mai                                                                            | Aktionstag              | international                        | Internationaler Anti-Diät-Tag | 1992                                                                      | initiiert durch Mary Evans Young |
| 06. Mai                                                                            | Aktionstag              | Römisch-katholische Kirche           | Welttag für die Berufungen („Welttag der geistlichen Berufe“) | 1964                                                                      | von Papst Paul VI. eingeführt |
| 08. Mai                                                                            | Aktionstag              | international                        | Weltrotkreuztag | 1948                                                                      | Beschluss der 16. Internationale Rotkreuzkonferenz 1938, umgesetzt 1948 |
| 08. Mai                                                                            | Gedenktag               | international                        | Tag der Befreiung/Victory in Europe Day als Tag des Sieges über den Nationalsozialismus |                                                                           | Gedenken an das Ende des Zweiten Weltkrieges, in Frankreich außerdem: Tag des Friedens, in den Bundesländern Mecklenburg-Vorpommern und Thüringen staatlicher Gedenktag als: Tag der/Gedenktag anlässlich der Befreiung vom Nationalsozialismus und der Beendigung des Zweiten Weltkrieges [in Europa], von der UNO anerkannt als Tage des Gedenkens und der Versöhnung. |
| 08. Mai                                                                            | Nationalfeiertag        | Slowakei                             | Tag des Sieges über den Faschismus |                                                                           | früher am 9. Mai begangen |
| 09. Mai                                                                            | Gedenktag               | Europa                               | Europatag | 1985                                                                      | Erinnerung an den Aufruf Robert Schumans 1950 |
| 09. Mai                                                                            | Gedenktag               | Russland GUS                         | Tag des Sieges (Russische Föderation und andere GUS-Staaten) |                                                                           | Gedenken an den Sieg über die Nationalsozialisten |
| 10. Mai                                                                            | Aktionstag              | Deutschland                          | Tag gegen den Schlaganfall | 1999                                                                      | bundesweiter Aktions- und Informationstag zu Prävention, Behandlung und Rehabilitation, ins Leben gerufen durch die Stiftung Deutsche Schlaganfall-Hilfe. |
| 10. Mai                                                                            | Gedenktag               | Deutschland                          | Tag des (freien) Buches | 1947                                                                      | Berlin, später DDR (1983 BRD u. a. durch Börsenverein des Deutschen Buchhandels) Gedenktag anlässlich der Bücherverbrennung 1933 in Deutschland. |
| 10. Mai                                                                            | Gedenktag               | international                        | Internationaler Tag des Arganbaums | 2021                                                                      | |
| 12. Mai                                                                            | Aktionstag              | international                        | Internationaler ME/CFS-Tag | 1993                                                                      | Aktionen für mehr Aufmerksamkeit und die Anerkennung der Erkrankung Myalgische Enzephalomyelitis/Chronisches Fatigue-Syndrom (ME/CFS) |
| 12. Mai                                                                            | Aktionstag              | international                        | Internationaler Tag der Pflege („Tag der Krankenpflege“, „International Nurses Day“) | 1967 (mind.)                                                              | am Geburtstag von Florence Nightingale, in Deutschland seit 1967 |
| 12. Mai                                                                            | Aktionstag              | international                        | Internationaler Tag der Pflanzengesundheit | 2022                                                                      | |
| 13. Mai                                                                            | Aktionstag              | international                        | Internationaler Tag des Cocktails |                                                                           | Erstmalige schriftliche Definition des Wortes Cocktail am 13. Mai 1806 |
| 14. Mai                                                                            | Gedenktag               | Ukraine                              | Gedenktag für Judenretter | 2021                                                                      | |
| 14. Mai                                                                            | Aktionstag              | Deutschland                          | Tag des Wanderns | 2016                                                                      | |
| 15. Mai                                                                            | Aktionstag              | international                        | Internationaler Tag der Familie | 1994                                                                      | UNO |
| 15. Mai                                                                            | Aktionstag              | international                        | Internationaler Tag der Kriegsdienstverweigerer | 1998 (mind.)                                                              | |
| 15. Mai                                                                            | Gedenktag               | Palästina, palästinensische Diaspora | Tag der Nakba | 1948                                                                      | Flucht und Vertreibung von etwa 700.000 arabischen Palästinensern nach der Gründung des Staates Israel. Die UN-Generalversammlung erkennt den Gedenktag an und gedachte der Nakba erstmals offiziell am 15. Mai 2023. |
| 16. Mai                                                                            | Aktionstag              | international                        | Internationaler Tag des Lichts | 2018                                                                      | Die UNESCO hebt an diesem Tag die Bedeutung des Lichts unter anderem in der Wissenschaft, Kultur, Kunst, Bildung, Medizin, Kommunikation und Energienutzung hervor. |
| 16. Mai                                                                            | Aktionstag              | international                        | Internationaler Tag des friedlichen Zusammenlebens | 2018                                                                      | |
| 17. Mai                                                                            | Aktionstag              | international                        | Internationaler Tag gegen Homophobie | 2005                                                                      | Tag an dem die WHO 1990 beschloss Homosexualität aus dem ICD zu streichen |
| 17. Mai                                                                            | Aktionstag              | international                        | Weltfernmeldetag World Information Society Day | 1967                                                                      | Union Internationale de Télécommunication, von der UNO anerkannt |
| 17. Mai                                                                            | Aktionstag              | international                        | Welt-Hypertonie-Tag World Hypertension Day | 2005                                                                      | The World Hypertension League, Dachorganisation mehrerer nationaler Gesellschaften |
| 17. Mai                                                                            | Nationalfeiertag        | Norwegen                             | Tag der Verfassung |                                                                           | 17. Mai 1814 Nationalversammlung Eidsvoll |
| 17. Mai                                                                            | Nationalfeiertag        | Nauru                                | Tag der Verfassung |                                                                           | 1968 |
| 18. Mai                                                                            | Aktionstag              | international                        | Internationaler Tag der Frau in der Schifffahrt | 2022                                                                      | |
| 19. Mai                                                                            | Aktionstag              | international                        | Welt-CED-Tag |                                                                           | Globale Sensibilisierungs- und Solidaritätskampagne für Menschen mit chronisch entzündlichen Darmerkrankungen (CED) wie Morbus Crohn oder Colitis ulcerosa. [www.worldibdday.org www.worldibdday.org] In der Schweiz organisiert durch die Patientenorganisation SMCCV                                                                                                   |
| 20. Mai                                                                            | Aktionstag              | Deutschland                          | Deutscher Venentag | 2003 (mind.)                                                              | Deutsche Venen-Liga eV |
| 20. Mai                                                                            | Nationalfeiertag        | Kamerun                              | Nationalfeiertag |                                                                           | |
| 20. Mai                                                                            | Nationalfeiertag        | Osttimor                             | Unabhängigkeitstag | 2002                                                                      | Entlassung in die Unabhängigkeit Osttimors aus UN-Verwaltung am 20. Mai 2002 |
| 20. Mai                                                                            | Gedenktag               | international                        | Weltbienentag | 2018                                                                      | Vereinte Nationen (auf Vorschlag Sloweniens). Mit dem Bienentag soll das Bewusstsein über die wichtige Rolle der Insekten und die schwindenden Bestände geschärft werden. |
| 20. Mai                                                                            | Aktionstag              | international                        | Tag des Messens Weltmetrologietag | 2000                                                                      | Internationales Büro für Maß und Gewicht, Internationale Organisation für das gesetzliche Messwesen |
| 21. Mai                                                                            | Aktionstag              | international                        | Welttag für kulturelle Entwicklung („Welttag der kulturellen Vielfalt für Dialog und Entwicklung“)                                                                                         | 2002                                                                      | UNESCO, Vorläufer seit 1991 |
| 21. Mai                                                                            | Aktionstag              | international                        | Internationaler Tag des Tees | 2020                                                                      | |
| 22. Mai                                                                            | Aktionstag              | international                        | Internationaler Tag der biologischen Vielfalt („Tag der biologischen Vielfalt“; „Internationaler Tag zur Erhaltung der Artenvielfalt“)                                                     | 2000                                                                      | UNEP, früher am 29. Dezember |
| 23. Mai                                                                            | Gedenktag               | Deutschland                          | Tag des Grundgesetzes |                                                                           | 1949 Verkündung des Grundgesetzes der Bundesrepublik Deutschland |
| 23. Mai                                                                            | Aktionstag              | international                        | Welt-Schildkröten-Tag (World Turtle Day) | 2000                                                                      | initiiert durch American Tortoise Rescue, ausgerufen von der Humane Society of the United States |
| 23. Mai                                                                            | Aktionstag              | Deutschland                          | Deutscher Diversity Tag | 2012                                                                      | (dt. Tag der Vielfalt) initiiert durch Charta der Vielfalt e. V. Der Verein ist die größte Arbeitgebendeninitiative zur Förderung von Diversity in Unternehmen und Institutionen Deutschlands. |
| 23. Mai                                                                            | Aktionstag              | international                        | Internationaler Tag zur Beendigung von Geburtsfisteln | 2012                                                                      | UNO, UNFPA |
| 24. Mai                                                                            | Gedenktag               | Bulgarien Nordmazedonien             | Tag der kyrillischen Schrift („Fest der Buchstaben“) |                                                                           | Tag der slawischen Kultur und Schrift Tag der Heiligen Brüder Kyrill und Method, Verfasser der slawischen Schrift (in Bulgarien schulfrei) |
| 24. Mai                                                                            | Aktionstag              | Europa                               | Europäischer Tag der Parke | 1999                                                                      | Europaweiter Aktionstag der Nationalparks, Biosphärenreservate und Naturparks. Der Tag geht auf den 24. Mai 1909 zurück, als in Schweden neun Nationalparke als erste Schutzgebiete dieser Art in Europa ausgewiesen wurden. |
| 24. Mai                                                                            | Aktionstag              | international                        | Internationaler Frauentag für Frieden und Abrüstung | frühe 1980er                                                              | Weltweiter Aktionstag für Frieden und Abrüstung. Der Tag geht auf die Initiative einer Gruppe von Frauen in Europa Anfang der 1980er Jahre zurück. |
| 25. Mai                                                                            | Aktionstag              | Europa                               | Tag der Nachbarschaft | 2004                                                                      | [ 94 ] |
| 25. Mai                                                                            | Gedenktag               | Afrika                               | Afrikatag |                                                                           | 1963 Gründung der Organisation der Afrikanischen Einheit |
| 25. Mai                                                                            | Gedenktag               | Vereinigte Staaten                   | Tag der vermissten Kinder | 1983                                                                      | initiiert durch US-Präsident Ronald Reagan zum Gedenken an den sechsjährigen Etan Patz |
| 25. Mai                                                                            | Gedenktag               |                                      | Towel Day („Tag des Handtuchs“) | 2001                                                                      | zum Gedenken an Douglas Adams († 11. Mai 2001) |
| 25. Mai                                                                            | Aktionstag              | international                        | Beginn der Woche der Solidarität mit den Völkern der Gebiete ohne Selbstregierung (früher „Völker aller kolonialen Gebiete, die für Freiheit, Unabhängigkeit und Menschenrechte kämpfen“). |                                                                           | UNO |
| 25. Mai                                                                            | Fest                    | christlich                           | Urbanstag |                                                                           | traditionell |
| 25. Mai                                                                            | Nationalfeiertag        | Argentinien                          | Tag der Revolution |                                                                           | 1810 |
| 25. Mai                                                                            | Nationalfeiertag        | Jordanien                            | Nationalfeiertag |                                                                           | 1946 Annahme des Königstitels durch Abdallah I. |
| 26. Mai                                                                            | Nationalfeiertag        | Georgien                             | Unabhängigkeitstag |                                                                           | 1918 |
| 26. Mai                                                                            | Gedenktag               | Polen                                | Muttertag |                                                                           | |
| 26. Mai                                                                            | Gedenktag               | Australien                           | National Sorry Day | 1998                                                                      | nichtamtlich, im Gedenken an die Zwangsadoption von ca. 35.000 Aborigineskindern zwischen 1920 und 1969 – die sogenannten Gestohlenen Generationen (Stolen Generations). |
| 28. Mai                                                                            | Aktionstag              | international                        | Internationaler Weltspieltag | 1999                                                                      | International Toy Library Association, Tokio |
| 28. Mai                                                                            | Gedenktag               | Russland                             | Tag des Grenzsoldaten | 1994                                                                      | vom russischen Parlament beschlossen |
| 28. Mai                                                                            | Nationalfeiertag        | Aserbaidschan                        | Unabhängigkeitstag |                                                                           | 1918 |
| 28. Mai                                                                            | Nationalfeiertag        | Äthiopien                            | Tag der Revolution |                                                                           | 1991 |
| 28. Mai                                                                            | Aktionstag              | weltweit                             | Internationaler Aktionstag für Frauengesundheit |                                                                           | [ 95 ] [ 96 ] |
| 28. Mai                                                                            | Aktionstag              | international                        | World Blood Cancer Day | 1991                                                                      | Aktionstag zur Stammzellspende, initiiert durch die DKMS; in Erinnerung an die Gründung der DKMS im Jahr 1991 |
| 29. Mai                                                                            | Aktionstag              | international                        | Internationaler Tag des Friedenssicherungs-Personals der Vereinten Nationen („Internationaler Tag der UN-Friedenstruppen“ bzw. „der UN-Friedenshüter“)                                     |                                                                           | von der Generalversammlung der Vereinten Nationen beschlossen |
| 29. Mai                                                                            | Nationalfeiertag        | Nepal                                | Tag der Einheit |                                                                           | |
| 31. Mai                                                                            | Aktionstag              | international                        | Weltnichtrauchertag (World No Tobacco Day) | 1987                                                                      | WHO |

## Juni
| Datum                                    | Charakter                   | Nation / Region / Religion                                           | Titel | Jahr der Einführung                 | Anlass / Bemerkungen |
| ---------------------------------------- | --------------------------- | -------------------------------------------------------------------- | --- | ----------------------------------- | --- |
| Erster Samstag                           | Aktionstag                  | international                                                        | Tag der Organspende (Tag der Organ-Spender)                                                                     | 2005                                | WHO/Europarat; Vorläufer seit mind. 1982/83 am 3. Juni durch Bundesvereinigung für Dialyse-Patienten und Arbeitskreis Organspende |
| Erster Sonntag                           | Aktionstag                  | international                                                        | Welterbetag (World Heritage Day)                                                                                | 2005                                | von der UNESCO ausgerufen |
| Pfingstmontag (zwischen 11.5. und 14.6.) | Aktionstag                  | Deutschland                                                          | Deutscher Mühlentag                                                                                             | 1994                                | bundesweit über 1000 teilnehmende Wind- und Wassermühlen |
| Zweiter Samstag                          | Feiertag                    | Vereinigtes Königreich                                               | Trooping the Colour                                                                                             | seit 1805 öffentlich                | Militärparade zu Ehren des Geburtstages des jeweiligen britischen Monarchen |
| Zweiter Samstag                          | Aktionstag                  | international                                                        | Weltstricktag/World Wide Knit in Public Day (WWKPDAY)                                                           | 2005                                | Fördert das öffentliche Stricken und stärkt die globale Strickgemeinschaft. |
| Zweiter Sonntag                          | Gedenktag                   | Deutschland                                                          | Tag des Gartens                                                                                                 | 1984                                | Bundesverband Deutscher Gartenfreunde |
| Dritter Samstag                          | Aktionstag                  | Deutschland                                                          | Tag der Verkehrssicherheit                                                                                      | 2005                                | |
| Drittes Wochenende                       | Aktionstag                  | Deutschland                                                          | Tag der Musik                                                                                                   | 2009                                | bundesweit einheitlicher Termin seit 2009 |
| Dritter Sonntag                          | Aktionstag                  | Deutschland                                                          | MOBIL Ohne auto (MOa) – Autofreier Aktionssonntag                                                               | 1973 BRD / 1981 DDR                 | Bundesweiter Autofreier Sonntag für umweltgerechten Verkehr & sozialverträgliche öffentliche Mobilität |
| Letztes Wochenende                       | Aktionstag                  | Deutschland                                                          | Tag der Architektur                                                                                             | 1994 / 2001                         | bundesweit einheitlicher Termin seit 2001 |
| samstags im Juni                         | Aktionstag                  | Deutschland                                                          | Tag der Bundeswehr                                                                                              | 2015                                | Wird standortübergreifend gleichzeitig an mehreren Kasernen und Dienststellen der Bundeswehr durchgeführt |
| 01. Juni                                 | Aktionstag                  | international                                                        | Internationaler Kindertag                                                                                       |                                     | Anfänge in chinesischer Tradition, seit 1950 in vielen – vor allem – Sozialistischen Ländern (z. B. DDR) als Kampftag für eine glückliche Zukunft der Kinder, Weltfrieden, und Kinderrechte eingeführt. In Deutschland seit den 2000er Jahren neben dem 20. September verstärkt auch wieder offiziell begangen |
| 01. Juni                                 | Aktionstag                  | international                                                        | Weltmilchtag Internationaler Tag der Milch                                                                      | 1958                                | Internationaler Milchwirtschaftsverband, FAO |
| 01. Juni                                 | Aktionstag                  | international                                                        | Weltbauerntag                                                                                                   | 2002                                | 2000 in enger Verbindung mit der Weltausstellung Expo 2000 in Hannover wohl erstmals ausgerichtet, dann ab 2002 von der UNO bzw. der UNESCO ausgerufen. |
| 01. Juni                                 | Aktionstag                  | international                                                        | Weltelterntag                                                                                                   | 2012                                | UNO |
| 01. Juni                                 | Nationalfeiertag            | Samoa                                                                | Unabhängigkeitstag                                                                                              |                                     | 1962, vormals neuseeländisch |
| 01. Juni                                 | Gedenktag                   |                                                                      | Albert-Schweitzer-Tag                                                                                           |                                     | Initiiert von den Albert-Schweitzer-Kinderdörfern und Familienwerken Albert-Schweitzer-Kinderdorf in Erinnerung an ihren Paten, den großen Humanisten, Theologen, Arzt und Menschenfreund Albert Schweitzer |
| 01. Juni                                 | Gedenktag                   | Niederlande und seine ehemalige. Kolonien: Suriname, Antillen        | Gedenktag gegen Sklaverei                                                                                       |                                     | 2021 empfohlen von einer Kommission der Regierung der Niederlande |
| 02. Juni                                 | Nationalfeiertag            | Italien                                                              | Festa della Repubblica (Tag der Republik)                                                                       |                                     | |
| 02. Juni                                 | Aktionstag                  | international                                                        | Internationaler Hurentag Welthurentag                                                                           | 1975                                | Ausgangspunkt war die Besetzung der Kirche Saint-Nizier in Lyon in Frankreich durch mehr als hundert Prostituierte (2. Juni 1975) |
| 02. Juni                                 | Aktionstag                  | international                                                        | I-love-my-dentist-day (Ich liebe meinen Zahnarzt-Tag)                                                           |                                     | An diesem Tag wird für die Prävention von Zahnerkrankungen geworben. |
| 03. Juni                                 | Aktionstag                  | Europa                                                               | Europäischer Tag des Fahrrades                                                                                  | 1998                                | |
| 03. Juni                                 | Aktionstag                  | international                                                        | Weltfahrradtag                                                                                                  | 2018                                | Von der UN eingeführt |
| 04. Juni                                 | Gedenktag                   | Volksrepublik China                                                  | Tiananmen-Massaker-Gedenktage                                                                                   |                                     | Gedenken an das Massaker der kommunistischen Partei Chinas auf dem Tian’anmen-Platz |
| 04. Juni                                 | Aktionstag                  | international                                                        | Internationaler Tag der Kinder, die unschuldig zu Aggressionsopfern geworden sind                               | 1982                                | von UN-Vollversammlung beschlossen |
| 04. Juni                                 | Nationalfeiertag            | Tonga                                                                | Unabhängigkeitstag                                                                                              |                                     | 1970 |
| 04. Juni                                 | Gedenktag                   | Ungarn                                                               | Tag des nationalen Zusammenhalts                                                                                | 2010                                | Zum Gedenken an die Unterzeichnung des Vertrags von Trianon am 4. Juni 1920 |
| 05. Juni                                 | Aktionstag                  | international                                                        | Welttag der Umwelt (Weltumwelttag)                                                                              | 1972                                | UNEP (UNO) |
| 05. Juni                                 | Nationalfeiertag            | international                                                        | Internationaler Tag für den Kampf gegen illegale, ungemeldete und unregulierte Fischerei                        | 2018                                | |
| 05. Juni                                 | Nationalfeiertag            | Dänemark                                                             | Tag der Verfassung                                                                                              |                                     | 1849 |
| 05. Juni                                 | Nationalfeiertag            | Seychellen                                                           | Tag der Befreiung                                                                                               |                                     | 1977 |
| 06. Juni                                 | Gedenktag                   |                                                                      | D-Day |                                     | Gedenktag der Landung alliierter Truppen in der Normandie am 6. Juni 1944 |
| 06. Juni                                 | Aktionstag                  | Deutschland                                                          | Sehbehindertentag (Tag der Sehbehinderten)                                                                      | 1998                                | Deutscher Blinden- und Sehbehindertenverband e. V. und seine Mitgliedseinrichtungen |
| 06. Juni                                 | Nationalfeiertag            | Schweden                                                             | Nationalfeiertag                                                                                                |                                     | 1523 Krönung Gustav I. Wasa |
| 06. Juni                                 | Gedenktag                   | international                                                        | Tag der russischen Sprache                                                                                      | 2010                                | |
| 07. Juni                                 | Welttag der Apotheken       |                                                                      | |                                     | |
| 07. Juni                                 | Gedenktag                   | international                                                        | Welttag der Lebensmittelsicherheit                                                                              | 2019                                | |
| 08. Juni                                 | Feiertag                    | Argentinien                                                          | Tag der polnischen Siedler (Día del Colono Polaco)                                                              | 1995                                | Gesetz von der Abgeordnetenkammer am 28. Dezember 1995 verabschiedet |
| 08. Juni                                 | Aktionstag                  | international                                                        | Welthirntumortag („World Brain Tumor Day“)                                                                      | 2000                                | organisiert durch Deutsche Hirntumorhilfe |
| 08. Juni                                 | Aktionstag                  | international                                                        | Tag des Meeres                                                                                                  | 1992                                | seit dem UN-Erdgipfel 1992 in Rio de Janeiro |
| 09. Juni                                 | Gedenktag                   | international                                                        | Internationaler Tag der Archive                                                                                 | 2008                                | International Council on Archives |
| 09. Juni                                 | Gedenktag                   | Russland                                                             | Tag der Gruppe der Sowjetischen Streitkräfte in Deutschland                                                     |                                     | Tag der Formierung der Gruppe der Sowjetischen Besatzungstruppen in Deutschland (1945) |
| 10. Juni                                 | Nationalfeiertag            | Portugal                                                             | Nationalfeiertag                                                                                                |                                     | Todestag des Nationaldichters Camões |
| 10. Juni                                 | Aktionstag                  | Deutschland                                                          | Kindersicherheitstag                                                                                            | 2000                                | Bundesarbeitsgemeinschaft Mehr Sicherheit für Kinder |
| 11. Juni                                 | Fest                        | christlich                                                           | Barnabas-Tag |                                     | traditionell |
| 11. Juni                                 | Aktionstag                  | international                                                        | Internationaler Tag des Luchses                                                                                 |                                     | ins Leben gerufen von dem Projekt 3Lynx |
| 12. Juni                                 | Aktionstag                  | international                                                        | Welttag gegen Kinderarbeit                                                                                      | 2002                                | Internationale Arbeitsorganisation (ILO) |
| 12. Juni                                 | Nationalfeiertag            | Russland                                                             | Tag Russlands                                                                                                   |                                     | Annahme der Deklaration der staatlichen Unabhängigkeit Russlands durch den ersten Parteitag der Volksdeputierten der RSFSR (1990) und erste freie Präsidentschaftswahlen in Russland (1991) |
| 12. Juni                                 | Nationalfeiertag            | Philippinen                                                          | Unabhängigkeitstag                                                                                              |                                     | 1898, vormals spanisch |
| 12. Juni                                 | Aktionstag                  | Vereinigte Staaten                                                   | Tag der roten Rosen                                                                                             |                                     | Es ist ungeklärt, wann der Tag ins Leben gerufen wurde, gefeiert wird er trotzdem. |
| 13. Juni                                 | Aktionstag                  | international                                                        | Internationaler Tag der Aufklärung über Albinismus                                                              | 2014                                | von der UN-Generalversammlung verabschiedet |
| 14. Juni                                 | Aktionstag                  | international                                                        | Weltblutspendetag                                                                                               | 2004                                | WHO, IFRK, ISBT und FIODS |
| 14. Juni                                 | Gedenktag                   | Afghanistan                                                          | Muttertag |                                     | |
| 14. Juni                                 | Nationalfeiertag            | Falklandinseln                                                       | Befreiungstag                                                                                                   |                                     | Befreiung von der argentinischen Besetzung |
| 14. Juni                                 | Gedenktag                   | Lettland                                                             | Tag des Gedenkens an die Opfer des kommunistischen Terrors                                                      |                                     | In der Nacht auf den 14. Juni 1941 und in den folgenden Tagen wurden mehr als 15.000 Einwohner Lettlands (0,8 % der Bevölkerung) in sowjetische Konzentrationslager und Sonderansiedlungsgebiete deportiert.                                                                                                   |
| 14. Juni                                 | Nationalfeiertag            | Südgeorgien und die Südlichen Sandwichinseln, Vereinigtes Königreich | Befreiungstag                                                                                                   |                                     | 1982 |
| 14. Juni                                 | Gedenktag                   | Vereinigte Staaten                                                   | Flag Day | 1949                                | Am 14. Juni 1777 erklärte der Kontinentalkongress das Sternenbanner zur Flagge der Vereinigten Staaten |
| 15. Juni                                 | Aktionstag                  | international                                                        | Welttag gegen die Misshandlung älterer Menschen                                                                 | 2006                                | WHO |
| 15. Juni                                 | Aktionstag                  | international                                                        | Global Wind Day                                                                                                 | 2007                                | GWEC, EWEA |
| 15. Juni                                 | Gedenktag                   | Deutschland                                                          | Nationaler Veteranentag                                                                                         | 2025                                | |
| 16. Juni                                 | Gedenktag                   | international                                                        | Tag des afrikanischen Kindes (Youth Day)                                                                        | 1991                                | Jahrestag des Beginns der Rassenunruhen in Soweto (1976), früherer Name: Soweto-Tag, zunächst in Südafrika, dann OAU, jetzt UNICEF |
| 16. Juni                                 | Gedenktag                   | Irland                                                               | Bloomsday |                                     | Gedenktag, der sich auf das Hauptwerk des irischen Schriftstellers James Joyce Ulysses bezieht, deren Hauptfigur Leopold Bloom Namensgeber ist. |
| 16. Juni                                 | Gedenktag                   | Ungarn                                                               | Imre Nagy Gedenktag                                                                                             |                                     | Gedenken an die Umbettung von Imre Nagy und anderen Opfern des Ungarischen Volksaufstands von 1956 am 16. Juni 1989. |
| 16. Juni                                 | Gedenktag                   | international                                                        | Internationaler Tag der Heimatüberweisungen an Familienangehörige                                               |                                     | |
| 17. Juni                                 | Nationalfeiertag (ehemalig) | Deutschland                                                          | Tag der deutschen Einheit                                                                                       |                                     | Gedenktag an den Aufstand vom 17. Juni 1953, von 1954 bis 1990 Nationalfeiertag (Tag der deutschen Einheit) |
| 17. Juni                                 | Gedenktag                   | Thüringen                                                            | Gedenktag für die Opfer des SED-Unrechts                                                                        | 2016                                | Aufstand des 17. Juni |
| 17. Juni                                 | Aktionstag                  | international                                                        | Welttag für die Bekämpfung der Wüstenbildung und der Dürre                                                      | 1995                                | UNEP |
| 17. Juni                                 | Nationalfeiertag            | Island                                                               | Unabhängigkeitstag                                                                                              |                                     | 1944 |
| 18. Juni                                 | Aktionstag                  | international                                                        | Autistic Pride Day                                                                                              | 2005                                | |
| 18. Juni                                 | Aktionstag                  | international                                                        | Internationaler Tag für die Bekämpfung von Hetze                                                                | 2022                                | |
| 18. Juni                                 | Aktionstag                  | international                                                        | Tag der nachhaltigen Gastronomie                                                                                | 2017                                | |
| 18. Juni                                 | Gedenktag                   | Kolumbien                                                            | Día del Sombrero Vueltiao                                                                                       | 2021                                | |
| 19. Juni                                 | Gedenk- und Feiertag        | Vereinigte Staaten                                                   | Juneteenth - Freedom Day                                                                                        | 1980                                | Gedenktag zur Erinnerung an die Befreiung der afroamerikanischen Bevölkerung der Vereinigten Staaten aus der Sklaverei |
| 19. Juni                                 | Aktionstag                  | international                                                        | Internationaler Tag für die Beseitigung sexueller Gewalt in Konflikten                                          | 2015                                | |
| 20. Juni                                 | Gedenktag                   | Deutschland                                                          | Gedenktag für die Opfer von Flucht und Vertreibung                                                              | 2015                                | Flucht und Vertreibung |
| 20. Juni                                 | Aktionstag                  | international                                                        | Weltflüchtlingstag bis 2000: Tag des afrikanischen Flüchtlings                                                  | 1995                                | UNHCR |
| 20. Juni                                 | Nationalfeiertag            | Argentinien                                                          | Tag der argentinischen Flagge                                                                                   |                                     | |
| 21. Juni                                 | Kalender                    |                                                                      | Sommeranfang |                                     | Internationaler Tag zur Feier der Sonnenwende |
| 21. Juni                                 | Aktionstag                  | international                                                        | #ShowYourStripes                                                                                                | 2018                                | Sichtbarmachung der menschengemachten globalen Erwärmung mittels der Klimastreifen von Ed Hawkins |
| 21. Juni                                 | Aktionstag                  | international                                                        | Internationaler Tag der selbstgemachten Musik (Fête de la Musique)                                              | 1982                                | initiiert vom französischen Kulturminister Jack Lang |
| 21. Juni                                 | Aktionstag                  | international                                                        | Welthumanistentag                                                                                               | späte 1980er bis frühe 1990er Jahre | initiiert von American Humanist Association (AHA) und Internationale Humanistische und Ethische Union (IHEU) |
| 21. Juni                                 | Aktionstag                  | international                                                        | Weltyogatag | 2015                                | Auf Beschluss der Generalversammlung der Vereinten Nationen vom 11. Dezember 2014 |
| 21. Juni                                 | Aktionstag                  | Deutschland Österreich Schweiz                                       | Tag des Sonnenschutzes                                                                                          | 2008                                | Gemeinschaftsaktion von Organisationen aus Gesundheitsschutz und -vorsorge, Medizin, Sport und Verbraucherschutz |
| 21. Juni                                 | Nationalfeiertag            | Grönland Dänemark                                                    | Nationalfeiertag                                                                                                |                                     | |
| 21. Juni                                 | Aktionstag                  | Deutschland                                                          | Tag des Schlafes                                                                                                | 2000                                | Verein „Tag des Schlafes“ |
| 22. Juni                                 | Gedenktag                   | Russland                                                             | Tag der Erinnerung und der Trauer                                                                               | 1996                                | Erinnerung an den 22. Juni 1941, den ersten Tag des Angriffs der Wehrmacht und verbündeter Truppen auf die Sowjetunion und die ca. 27 Millionen sowjetischen Opfer des Deutsch-Sowjetischen Krieges |
| 22. Juni                                 | Nationalfeiertag            | Kroatien                                                             | Tag des antifaschistischen Kampfes                                                                              |                                     | Gedenktag an die Gründung der ersten antifaschistischen Partisaneneinheit Südosteuropas im Wald Brezovica bei Sisak |
| 23. Juni                                 | Aktionstag                  | international                                                        | Tag des öffentlichen Dienstes                                                                                   | 2003 (mind.)                        | UNO |
| 23. Juni                                 | Aktionstag                  | international                                                        | Internationaler Tag der Witwen                                                                                  | 2011                                | UNO |
| 23. Juni                                 | Gedenktag                   | international                                                        | Welt-Olympiatag                                                                                                 | 1948                                | IOC, in Erinnerung an die Gründung des IOC am 23. Juni 1894 |
| 23. Juni                                 | Nationalfeiertag            | Luxemburg                                                            | Luxemburgischer Nationalfeiertag                                                                                | Ende des 18. Jhdt.                  | Geburtstag des jeweiligen Herrschers, seit 1850 am Geburtstag von Königin Sophie von Württemberg (1818–1877) |
| 24. Juni                                 | Fest                        | christlich                                                           | Johannistag |                                     | traditionell |
| 24. Juni                                 | Aktionstag                  | international                                                        | Internationaler Tag der Frauen in der Diplomatie                                                                | 2022                                | |
| 25. Juni                                 | Aktionstag                  | international                                                        | Tag des Seefahrers                                                                                              | 2010                                | IMO |
| 25. Juni                                 | Aktionstag                  |                                                                      | Tag der Freundschaft und Vereinigung der Slaven                                                                 | 1990er                              | |
| 25. Juni                                 | Nationalfeiertag            | Mosambik                                                             | Unabhängigkeitstag                                                                                              |                                     | 1975, vormals portugiesisch |
| 25. Juni                                 | Nationalfeiertag            | Slowenien                                                            | Unabhängigkeitstag                                                                                              |                                     | 1991 |
| 25. Juni                                 | Nationalfeiertag            | Kroatien                                                             | Staatsfeiertag                                                                                                  |                                     | 1991 Deklaration der Souveränität und Selbständigkeit des Landes durch das kroatische Parlament zusammen mit seinen Kammern |
| 26. Juni                                 | Aktionstag                  | international                                                        | Internationaler Tag gegen Drogenmissbrauch und illegalen Drogenhandel kurz: Weltdrogentag auch: Anti-Drogen-Tag | 2003 (mind.)                        | UNO |
| 26. Juni                                 | Aktionstag                  | international                                                        | Internationaler Tag zur Unterstützung der Folteropfer                                                           | 1998                                | UNO |
| 26. Juni                                 | Nationalfeiertag            | Madagaskar                                                           | Unabhängigkeitstag                                                                                              |                                     | 1960, vormals französisch |
| 26. Juni                                 | Gedenktag                   |                                                                      | Bärengedenktag                                                                                                  |                                     | Stiftung für Bären, anlässlich des Todestags von Braunbär Bruno (JJ1) |
| 26. Juni                                 | Aktionstag                  | international                                                        | Tag der Nationalflagge der Krimtataren                                                                          | 2010                                | Seit der Annexion der Krim 2014 gilt Flagge der Krimtataren als Symbol des Kampfes für die Rechte des indigenen Volkes der Krim, für die Befreiung der Halbinsel von der russischen Besatzung sowie für die Wiederherstellung der territorialen Integrität der Ukraine.                                        |
| 27. Juni                                 | Fest                        | christlich                                                           | Siebenschläfertag                                                                                               |                                     | traditionell |
| 27. Juni                                 | Aktionstag                  | international                                                        | Weltdufttag | 2004                                | initiiert durch Matti Niebelschütz, Geschäftsführer eines Parfümunternehmens |
| 27. Juni                                 | Aktionstag                  | international                                                        | Tag der Kleinst-, kleinen und mittleren Unternehmen                                                             | 2017                                | |
| 28. Juni                                 | Gedenktag                   | international                                                        | Christopher Street Day                                                                                          |                                     | ursprünglicher Gedenktag, heutzutage findet er meistens an einem Wochenende zwischen Juni und August statt |
| 29. Juni                                 | Aktionstag                  | international                                                        | Internationaler Tag der Tropen                                                                                  | 2016                                | ausgerufen von den Vereinten Nationen |
| 29. Juni                                 | Fest                        | christlich                                                           | Peter und Paul                                                                                                  |                                     | traditionell |
| 30. Juni                                 | Nationalfeiertag            | Demokratische Republik Kongo                                         | Unabhängigkeitstag                                                                                              |                                     | 1960, vormals belgisch |
| 30. Juni                                 | Aktionstag                  | international                                                        | Internationaler Asteroidentag                                                                                   | 2016                                | Beruht auf Beschluss der Generalversammlung der Vereinten Nationen vom 6. Dezember 2016 |
| 30. Juni                                 | Aktionstag                  | international                                                        | Internationaler Tag des Parlamentarismus                                                                        | 2018                                | |

## Juli
| Datum            | Charakter                        | Nation / Region / Religion                                                  | Titel                                                                                 | Jahr der Einführung | Anlass / Bemerkungen |
| ---------------- | -------------------------------- | --------------------------------------------------------------------------- | ------------------------------------------------------------------------------------- | ------------------- | --- |
| Erster Samstag   | Aktionstag                       | international                                                               | Internationaler Genossenschaftstag                                                    | 1992                | proklamiert durch UNO, vorangehend 1923 durch ICA |
| Dritter Montag   | Feiertag                         | Japan                                                                       | Umi no Hi                                                                             | 1996                | proklamiert durch den japanischen Kommunikationsminister Murata Shōzō |
| Dritter Mittwoch | Feiertag                         | Vereinigte Staaten                                                          | Tag des Hotdogs                                                                       | 1991                | Der „National Hot Dog Day“ (Tag des Hotdogs) geht zurück auf eine Initiative des 1994 vom „American Meat Institute“ gegründeten „National Hot Dog and Sausage Council“ (NHDSC). Anlass ist seit 1991 das alljährliche Hotdog-Essen am Washingtoner Capitol Hill (englisch „Annual Hot Dog Lunch on Capitol Hill“). |
| Letzter Freitag  | Aktionstag                       | international                                                               | System Administrator Appreciation Day (Tag des Systemadministrators)                  | 2000                | erfunden durch Systemadministrator Ted Kekatos |
| Letzter Sonntag  | Aktionstag                       | Deutschland                                                                 | Tag der Seenotretter                                                                  | 1999                | ausgerufen durch die Deutsche Gesellschaft zur Rettung Schiffbrüchiger |
| 01. Juli         | Fest                             | Bulgarien                                                                   | July Morning                                                                          | 1992                | Tradition aus der Zeit der Hippies der 70er-Jahre |
| 01. Juli         | Nationalfeiertag                 | Kanada                                                                      | Canada Day                                                                            |                     | 1. Juli 1867 British North America Act |
| 01. Juli         |                                  | Ruanda                                                                      | Unabhängigkeitstag                                                                    |                     | 1. Juli 1962, vorher belgisch |
| 01. Juli         | Nationalfeiertag                 | Somalia                                                                     | Unabhängigkeitstag                                                                    |                     | 1. Juli 1960, vorher italienisch; Vereinigung von Italienisch-Somaliland mit Britisch-Somaliland zu Somalia |
| 02. Juli         | Regionalfeiertag                 | Franken, Bayern                                                             | Tag der Franken                                                                       | 2006                | 2. Juli 1500, Aufteilung des Heiligen Römischen Reiches in sechs Reichskreise, darunter der Fränkische Reichskreis |
| 02. Juli         | Fest                             | international                                                               | Mittjahrestag, Mittjahrstag                                                           | unbekannt           | am 2. Juli ist mittags in Normaljahren die Hälfte des Jahres vergangen (in Schaltjahren um Mitternacht) |
| 02. Juli         | Fest                             | Römisch-Katholische Kirche, Evangelische Kirche, Anglikanische Kirche       | Mariä Heimsuchung                                                                     |                     | Besuch Marias bei ihrer Verwandten Elisabeth (vgl. Lk 1,39-40 ) |
| 02. Juli         | Fest                             | Orthodoxe Kirche                                                            | Fest der Niederlegung der Muttergottesgewänder                                        |                     | |
| 03. Juli         | Nationalfeiertag                 | Belarus                                                                     | Tag der Befreiung vom Faschismus                                                      |                     | |
| 04. Juli         | Fest                             | christlich                                                                  | Ulrichstag                                                                            |                     | traditionell |
| 04. Juli         | Nationalfeiertag                 | Vereinigte Staaten                                                          | Independence Day Unabhängigkeitstag                                                   |                     | 1776 Unterzeichnung der Unabhängigkeitserklärung |
| 04. Juli         | Gedenktag                        | Lettland                                                                    | Holocaust-Gedenktag                                                                   |                     | Gedenken an den Beginn der Ermordung der lettischen Juden während der NS-Okkupation 1941 |
| 05. Juli         | Nationalfeiertag                 | Venezuela                                                                   | Nationalfeiertag                                                                      |                     | 5. Juli 1811 Freiheitserklärung |
| 05. Juli         | Gedenktag                        | Tschechien                                                                  | Feiertag                                                                              |                     | 862 Eintreffen der Slavenapostel Kyrill von Saloniki und Method in Großmähren |
| 06. Juli         | Nationalfeiertag                 | Tschechien                                                                  | Staatsfeiertag                                                                        | 1925                | Gedenktag an Jan Hus, Lehrer, Märtyrer und Theologe (evangelisch) |
| 06. Juli         | Nationalfeiertag                 | Malawi                                                                      | Unabhängigkeitstag                                                                    |                     | 6. Juli 1964, vormals britisch |
| 06. Juli         | Aktionstag                       | international                                                               | Internationaler Tag des Kusses                                                        |                     | in den 1990er Jahren in Großbritannien etabliert |
| 07. Juli         | Fest                             | Japan                                                                       | Tanabata (Sternenfest)                                                                |                     | |
| 07. Juli         | Gedenktag                        | international                                                               | Welttag der Kisuaheli-Sprache                                                         | 2022                | |
| 08. Juli         | Fest                             | christlich                                                                  | Kilianstag                                                                            |                     | traditionell |
| 09. Juli         | Nationalfeiertag                 | Argentinien                                                                 | Unabhängigkeitstag                                                                    |                     | 9. Juli 1816, vormals spanisch |
| 09. Juli         | Nationalfeiertag                 | Südsudan                                                                    | Unabhängigkeitstag                                                                    |                     | 9. Juli 2011, vormals sudanesisch |
| 10. Juli         | Nationalfeiertag                 | Bahamas                                                                     | Unabhängigkeitstag                                                                    |                     | 10. Juli 1973, vormals britisch |
| 11. Juli         | Aktionstag                       | international                                                               | Weltbevölkerungstag                                                                   | 1989                | proklamiert durch UNDP/UNFPA |
| 11. Juli         | Gedenktag                        | international                                                               | Tag des Genozid in Srebrenica                                                         |                     | Gedenken an das Massaker von Srebrenica im Jahre 1995, von der UNO anerkannt |
| 11. Juli         | Fest                             | Mongolei                                                                    | Naadam Beginn des Nationalfestes der Mongolei                                         |                     | dauert bis 13. Juli, Feiertag bis 15. Juli |
| 12. Juli         | Nationalfeiertag                 | Kiribati                                                                    | Unabhängigkeitstag                                                                    |                     | 1979, vormals britisch |
| 12. Juli         | Nationalfeiertag                 | São Tomé und Príncipe                                                       | Unabhängigkeitstag                                                                    |                     | 1975, vormals portugiesisch |
| 12. Juli         | Gesetzlicher Feiertag, Gedenktag | Nordirland, Vereinigtes Königreich Provinz Neufundland und Labrador, Kanada | Orangemen’s Day                                                                       |                     | |
| 14. Juli         | Aktionstag                       | international                                                               | Internationaler Tag der nichtbinären Menschen (International Non-Binary People’s Day) | 2012                | Vorschlag in einem kanadischen Blog, mittlerweile international verbreitet |
| 14. Juli         | Nationalfeiertag                 | Frankreich                                                                  | Nationalfeiertag                                                                      |                     | 1790 (Fete de la Fédération)/1880 |
| 15. Juli         | Fest                             | christlich                                                                  | Zwölfbotentag                                                                         |                     | traditionell |
| 15. Juli         | Nationalfeiertag                 | Türkei                                                                      | Tag der Demokratie und nationalen Einheit                                             | 2017                | |
| 15. Juli         | Aktionstag                       | international                                                               | Welttag für den Kompetenzerwerb junger Menschen                                       | 2015                | |
| 16. Juli         | Aktionstag                       | international                                                               | Weltschlangentag                                                                      |                     | |
| 17. Juli         | Aktionstag                       | international                                                               | World Day for International Justice                                                   | 2010                | 1998 Annahme des Römischen Statut des Internationalen Strafgerichtshofs |
| 18. Juli         | Gedenktag                        | international                                                               | Nelson-Mandela-Tag                                                                    | 2009                | UNO |
| 20. Juli         | Gedenktag                        | Deutschland                                                                 | Gedenktag zum Attentat vom 20. Juli 1944                                              |                     | Staatliche Gedenkfeiern der BRD ab 1952 in Berlin mit Grundsteinlegung für ein Mahnmal |
| 20. Juli         | Aktionstag                       | international                                                               | Weltraumforschungstag                                                                 |                     | Gedenktag der ersten bemannten Landung auf Mond (Apollo 11, 1969) und der ersten amerikanischen Landung auf dem Mars (Viking 1, 1976) |
| 20. Juli         | Nationalfeiertag                 | Kolumbien                                                                   | Unabhängigkeitstag                                                                    |                     | 1831, vormals spanisch |
| 20. Juli         | Aktionstag                       | international                                                               | Internationaler Schachtag                                                             | 1966                | Gründungstag des Internationalen Schachverbandes (1924) |
| 21. Juli         | Gedenktag                        | Deutschland                                                                 | Nationaler Gedenktag für verstorbene Drogenabhängige                                  | 1998                | in Deutschland |
| 21. Juli         | Nationalfeiertag                 | Belgien                                                                     | Nationalfeiertag                                                                      |                     | 1831 Tag der Vereidigung des ersten belgischen Königs, Leopold I. |
| 22. Juli         | Aktionstag                       | Vereinigte Staaten / international                                          | Tag der Hängematte                                                                    | 2008                | |
| 22. Juli         | Gedenktag                        | Ungarn                                                                      | Gedenktag des Sieges von Nándorfehérvár                                               |                     | Sieg der Ungarn gegen die zahlenmäßig vielfach überlegenen Osmanen in der Belagerung von Belgrad (1456). |
| 23. Juli         | Nationalfeiertag                 | Ägypten                                                                     | Nationalfeiertag                                                                      |                     | 1952 Sturz der Monarchie |
| 24. Juli         | Fest                             |                                                                             | Tag der Freude                                                                        | 1981                | |
| 24. Juli         | Feiertag                         | Utah, Kirche Jesu Christi der Heiligen der Letzten Tage                     | Pioneer Day                                                                           | 1857                | Ankunft Brigham Youngs und der ersten mormonischen Pioniere im Salt Lake Valley im Jahr 1847 |
| 25. Juli         | Fest                             | christlich                                                                  | Jakobstag (Apostel Jakobus der Ältere)                                                |                     | traditionell |
| 25. Juli         | Nationalfeiertag                 | Tunesien                                                                    | Tag der Republik                                                                      |                     | 1957 Erklärung der Republik |
| 25. Juli         | Aktionstag                       | international                                                               | Welttag zur Verhütung des Ertrinkens                                                  | 2021                | |
| 26. Juli         | Fest                             | christlich                                                                  | Annentag                                                                              |                     | traditionell |
| 26. Juli         | Nationalfeiertag                 | Liberia                                                                     | Unabhängigkeitstag                                                                    | 1847                | Erklärung der Unabhängigkeit |
| 26. Juli         | Fest                             | Esperantosprecher                                                           | Esperanto-Tag                                                                         | 1887                | Veröffentlichung des ersten Esperanto-Lehrbuchs |
| 28. Juli         | Nationalfeiertag                 | Peru                                                                        | Unabhängigkeitstag                                                                    |                     | 1821, vormals spanisch |
| 28. Juli         | Aktionstag                       | international                                                               | Welt-Hepatitis-Tag (World Hepatitis Day)                                              |                     | World Hepatitis Alliance, fand bis 2007 am 1. Oktober, bis 2010 am 19. Mai statt |
| 29. Juli         | Nationalfeiertag                 | Färöer, Dänemark                                                            | Ólavsøka                                                                              |                     | seit dem 13. Jhdt. |
| 30. Juli         | Nationalfeiertag                 | Marokko                                                                     | Nationalfeiertag                                                                      |                     | Thronbesteigung des Königs |
| 30. Juli         | Aktionstag                       | international                                                               | Internationaler Tag der Freundschaft                                                  | 2011                | Proklamiert durch die UNO |
| 30. Juli         | Aktionstag                       | international                                                               | Welttag gegen Menschenhandel                                                          | 2014                | |
| 31. Juli         | Aktionstag                       | Deutschland, Österreich                                                     | Tag der Lebensmittelvielfalt                                                          | 2020                | Proklamiert durch den Lebensmittelverband Deutschland, unterstützt vom Fachverband der Nahrungs- und Genussmittelindustrie (Lebensmittelindustrie) der Wirtschaftskammer Österreich. |

## August
| Datum          | Charakter                   | Nation / Region / Religion | Titel | Jahr der Einführung | Anlass / Bemerkungen |
| -------------- | --------------------------- | -------------------------- | --- | ------------------- | --- |
| Erster Freitag | Aktionstag                  | international              | Internationaler Tag des Bieres                                                                                    | 2007                | Entstanden in den USA |
| 01. August     | Nationalfeiertag            | Schweiz                    | Bundesfeiertag | 1891                | Anfang August 1291 Abschluss des Bundesbriefs |
| 01. August     | Nationalfeiertag            | Benin                      | Unabhängigkeitstag                                                                                                |                     | 1960, vormals französisch |
| 02. August     | Gedenktag                   | Bulgarien                  | Gedenktag für die im Ilinden-Preobraschenie-Aufstand Gefallenen                                                   |                     | 1903 brach der Ilinden-Preobraschenie-Aufstand in Makedonien und Thrakien aus, organisiert durch die BMARK                                                                             |
| 02. August     | Nationalfeiertag            | Nordmazedonien             | Nationalfeiertag                                                                                                  |                     | 1903 Ilinden-Aufstand, organisiert durch die BMARK |
| 02. August     | Gedenktag                   | international              | Internationaler Tag des Gedenkens an den Genozid an Sinti und Roma                                                |                     | 1944 Liquidierung des Zigeunerlagers Auschwitz |
| 05. August     | Fest                        | Römisch-katholische Kirche | Maria Schnee |                     | Weihetag der römischen Basilika Santa Maria Maggiore |
| 05. August     | Gedenktag                   | Kroatien                   | Tag des Sieges und der heimatlichen Dankbarkeit                                                                   |                     | 1995 Beginn der Operation Oluja |
| 06. August     | Gedenktag                   | international              | Gedenktag an Atombombenabwurf auf Hiroshima 1945                                                                  |                     | Tag des Gedenkens an den Atombombenabwurf auf Hiroshima 1945 |
| 06. August     | Nationalfeiertag            | Jamaika                    | Unabhängigkeitstag                                                                                                |                     | 1962, vormals britisch |
| 06. August     | Nationalfeiertag            | Bolivien                   | Unabhängigkeitstag                                                                                                |                     | 1825 |
| 06. August     | Fest                        | christlich                 | Verklärung des Herrn                                                                                              |                     | römisch-katholisch, orthodox, anglikanisch |
| 07. August     | Nationalfeiertag            | Elfenbeinküste             | Unabhängigkeitstag                                                                                                |                     | 1960, vormals französisch |
| 07. August     | Nationalfeiertag            | Kolumbien                  | Unabhängigkeitstag                                                                                                |                     | 1819, vormals spanisch |
| 08. August     | Gedenktag                   | Deutschland                | Augsburger Friedensfest                                                                                           | 1650                | einziger geschützter Stadtfeiertag in Deutschland |
| 08. August     | Aktionstag                  | international              | Weltkatzentag | 2002                | Urheber unbekannt |
| 08. August     | Fest                        | Römisch-katholische Kirche | Dominikustag |                     | |
| 09. August     | Aktionstag                  | international              | Internationaler Tag der autochthonen Bevölkerungsgruppen der Welt auch: Internationaler Tag der indigenen Völker  | 1995                | |
| 09. August     | Nationalfeiertag            | Singapur                   | Unabhängigkeitstag                                                                                                |                     | 1965, vormals zu Malaysia |
| 09. August     | Gedenktag                   | Südafrika                  | Women’s Day |                     | 1956 Frauen-Demonstration gegen das Pass-Gesetz |
| 10. August     | Nationalfeiertag            | Ecuador                    | Unabhängigkeitstag                                                                                                |                     | 1808/09 in Quito: „Erster Schrei nach Unabhängigkeit“ |
| 10. August     | Fest                        | Römisch-katholische Kirche | Laurentiustag |                     | traditionell |
| 10. August     | Gedenktag                   | international              | Internationaler Tag gegen Hexenwahn                                                                               |                     | 2020: erstmals initiiert durch missio Aachen zum Gedenken an die Menschen, die als vermeintliche „Hexe“ beschuldigt, verfolgt und in vielen Fällen getötet werden.                     |
| 10. August     | Gedenktag                   | Vietnam                    | Orange Day | 2009                | Gedenktag der Agent-Orange-Opfer. Am 10. August 1961 versprühte die US-Luftwaffe erstmals Pflanzenvernichtungsmittel über Vietnam                                                      |
| 11. August     | Nationalfeiertag (ehemalig) | Deutsches Reich            | Verfassungstag (Weimarer Republik)                                                                                | 1921                | Gedenktag der Unterzeichnung der Weimarer Verfassung am 11. August 1919, von 1921 bis 1932 Nationalfeiertag in der Weimarer Republik                                                   |
| 11. August     | Nationalfeiertag            | Tschad                     | Unabhängigkeitstag                                                                                                |                     | 1960, vormals französisch |
| 12. August     | Aktionstag                  | international              | Internationaler Tag der Jugend Weltjugendtag                                                                      | 1985                | proklamiert durch die UNO |
| 13. August     | Aktionstag                  | international              | Internationaler Linkshändertag Weltlinkshändertag                                                                 | 1976                | vom Gründer der Lefthanders international, Dean R. Campbell, ausgerufen |
| 13. August     | Gedenktag                   | Deutschland                | Jahrestag des Mauerbaus 1961                                                                                      |                     | |
| 14. August     | Aktionstag                  | Vereinigte Staaten         | Nationaler Navajo-Codesprecher-Tag                                                                                | 1982                | |
| 15. August     | Aktionstag                  | international              | Welttag des Panamakanals                                                                                          |                     | |
| 15. August     | Nationalfeiertag            | Liechtenstein              | Nationalfeiertag                                                                                                  |                     | Mariä Himmelfahrt in Kombination mit dem Geburtstag von Fürst Franz Josef II. (1906–1989) am 16. August. Erstmals 1940 zusammengelegt, dann auch nach dem Tod des Fürsten beibehalten. |
| 15. August     | Nationalfeiertag            | Republik Kongo             | Unabhängigkeitstag                                                                                                |                     | 1960, vormals französisch |
| 15. August     | Nationalfeiertag            | Polen                      | Tag der polnischen Armee                                                                                          |                     | |
| 15. August     | Nationalfeiertag            | Indien                     | Unabhängigkeitstag                                                                                                |                     | 1947, vormals britisch |
| 15. August     | Gedenktag                   | Japan                      | „Gedenktag des Kriegsendes“ (shûsen kinenbi)                                                                      |                     | Bekanntgabe der Kapitulation Japans im Zweiten Weltkrieg durch Kaiser Hirohito 1945.                                                                                                   |
| 15. August     | Nationalfeiertag            | Südkorea                   | Unabhängigkeitstag                                                                                                |                     | Gedenken an die Unabhängigkeit von Japan. |
| 15. August     | Fest                        | Römisch-katholische Kirche | Mariä Himmelfahrt                                                                                                 |                     | |
| 16. August     | Gedenktag                   | Vereinigte Staaten         | Bennington Battle Day                                                                                             | 1777                | |
| 16. August     | Gedenktag                   | Vereinigte Staaten         | National Roller Coaster Day (Tag der Achterbahn)                                                                  | 1986                | Am 16. August 1878 wurde das Patent für die erste Achterbahn aus Holz erteilt. |
| 17. August     | Nationalfeiertag            | Argentinien                | Nationalfeiertag                                                                                                  |                     | Gedenktag zu Ehren des Generals José de San Martín |
| 17. August     | Nationalfeiertag            | Indonesien                 | Tag der Republik                                                                                                  |                     | 1945 Indonesische Unabhängigkeitserklärung |
| 17. August     | Nationalfeiertag            | Gabun                      | Unabhängigkeitstag                                                                                                |                     | 1960, vormals französisch |
| 19. August     | Nationalfeiertag            | Afghanistan                | Nationalfeiertag                                                                                                  |                     | |
| 19. August     | Aktionstag                  | international              | Welttag der humanitären Hilfe                                                                                     | 2008                | UNO |
| 20. August     | Nationalfeiertag            | Ungarn                     | Gründungstag |                     | Gründung des Königreich Ungarn im Jahr 1000 |
| 20. August     | Nationalfeiertag            | Marokko                    | Tag der Revolution des Königs und des Volkes                                                                      |                     | Die französische Protektoratsregierung setzte Sultan (und späteren König) Mohammed V. ab und bringt ihn ins Exil                                                                       |
| 20. August     | Nationaler Gedenktag        | Osttimor                   | Tag der FALINTIL                                                                                                  | 2002                | Gründung der FALINTIL am 20. August 1975 |
| 21. August     | Fest                        | Marokko                    | Fest der Jugend                                                                                                   |                     | Formal Fest der Jugend, aber gleichzeitig der Geburtstag von König Mohammed VI. (1963)                                                                                                 |
| 21. August     | Aktionstag                  | international              | Internationaler Tag des Gedenkens und Tributs an die Opfer des Terrorismus                                        | 2018                | |
| 22. August     | Fest                        | Römisch-katholische Kirche | Maria Königin |                     | |
| 22. August     | Gedenktag                   | international              | Internationaler Tag des Gedenkens an die Opfer von Gewalthandlungen aufgrund der Religion oder der Weltanschauung | 2019                | |
| 23. August     | Aktionstag                  | international              | Internationaler Tag zur Erinnerung an den Sklavenhandel und an seine Abschaffung                                  | 1998                | UNESCO |
| 23. August     | Gedenktag                   | Europa                     | Europäischer Tag des Gedenkens an die Opfer von Stalinismus und Nationalsozialismus                               | 2009                | Unterzeichnung des deutsch-sowjetischen Nichtangriffspakts am 23. August 1939 |
| 24. August     | Nationalfeiertag            | Ukraine                    | Unabhängigkeitstag                                                                                                |                     | |
| 27. August     | Nationalfeiertag            | Moldau                     | Unabhängigkeitstag                                                                                                |                     | 1991, vormals sowjetisch |
| 28. August     | Gedenktag                   | Deutschland                | Tag der Russlanddeutschen                                                                                         | 1982                | in Erinnerung an das Stalin-Dekret vom 28. August 1941 zur Zwangsdeportation der Wolgadeutschen nach Sibirien eingeführt                                                               |
| 28. August     | Nationaler Feiertag         | Nordkorea                  | Tag der Jugend | 1927 (?)            | Jahrestag der Gründung des Sozialistischen Patriotischen Jugendverbandes (사회주의애국청년동맹, ehemals „Kimilsungistisch-Kimjongilistischer Jugendverband“)                           |
| 29. August     | Nationalfeiertag            | Slowakei                   | Nationalfeiertag                                                                                                  |                     | 1944 Aufstand der Slowaken gegen das nationalsozialistische Deutschland |
| 29. August     | Gedenktag                   | international              | Internationaler Tag gegen Nuklearversuche                                                                         | 2009                | UNO – von Kasachstan initiierter Tag in Gedenken an den ersten sowjetischen Atomwaffentest am 29. August 1949                                                                          |
| 30. August     | Aktionstag                  | international              | Internationaler Tag der Verschwundenen                                                                            |                     | von lateinamerikanischen Menschenrechtsorganisationen eingeführt |
| 30. August     | Nationalfeiertag            | Türkei                     | Tag des Sieges | 1922                | Feiertag zum Gedenken an den türkischen Sieg in der Schlacht von Dumlupınar während des Griechisch-Türkischen Krieges unter Leitung von Mustafa Kemal Atatürk                          |
| 30. August     | Nationalfeiertag            | Osttimor                   | „Consulta“ – Tag der Volksbefragung                                                                               | 2002                | Gedenken an das Unabhängigkeitsreferendum in Osttimor 1999 |
| 31. August     | Nationalfeiertag            | Malaysia                   | Unabhängigkeitstag                                                                                                |                     | 1957, vormals britisch |
| 31. August     | Nationalfeiertag            | Kirgisistan                | Unabhängigkeitstag                                                                                                |                     | 1991, vormals sowjetisch |
| 31. August     | Nationalfeiertag            | Trinidad und Tobago        | Unabhängigkeitstag                                                                                                |                     | 1962 |
| 31. August     | Gedenktag                   | international              | Internationaler Tag der Menschen afrikanischer Abstammung                                                         | 2021                | |

## September
| Datum                                       | Charakter                   | Nation / Region / Religion                          | Titel                                                                              | Jahr der Einführung                | Anlass / Bemerkungen |
| ------------------------------------------- | --------------------------- | --------------------------------------------------- | ---------------------------------------------------------------------------------- | ---------------------------------- | --- |
| Erster Neumond                              | Aktionstag                  | international                                       | Earth Night                                                                        | 2020                               | initiiert durch die „Paten der Nacht“ |
| Erster Montag                               | Aktionstag                  | Vereinigte Staaten                                  | Labor Day Tag der Arbeit                                                           | 1882                               | initiiert durch Central Labor Union |
| Erster Sonntag                              | Aktionstag                  | Europa                                              | Europäischer Tag der jüdischen Kultur                                              | 1999                               | |
| Zweiter Samstag                             | Aktionstag                  | Deutschsprachige                                    | Tag der deutschen Sprache                                                          | 2001                               | u. a. Verein Deutsche Sprache e. V. |
| Zweiter Samstag                             | Aktionstag                  | international                                       | Internationaler Tag der Ersten Hilfe                                               | 2000                               | in Deutschland durch Bundesarbeitsgemeinschaft Erste Hilfe |
| Zweites Wochenende                          | Aktionstag                  | Schweiz                                             | Europäische Tage des Denkmals                                                      | 1994                               | Beitrag zu den European Heritage Days |
| Zweiter Sonntag                             | Gedenktag                   | Deutschland                                         | Bayerischer Gedenktag für die Opfer von Flucht, Vertreibung und Deportation        | 2014                               | Freistaat Bayern |
| Zweiter Sonntag                             | Gedenktag                   | Deutschland                                         | Hessischer Gedenktag für die Opfer von Flucht, Vertreibung und Deportation         | 2014                               | Hessen |
| Zweiter Sonntag                             | Gedenktag                   | Deutschland                                         | Sächsischer Gedenktag für die Opfer von Flucht, Vertreibung und Zwangsumsiedlung   | 2014                               | Freistaat Sachsen |
| Zweiter Sonntag                             | Gedenktag                   | Deutschland                                         | Tag der Heimat                                                                     | 1949                               | Bund der Vertriebenen |
| Zweiter Sonntag                             | Aktionstag                  | Deutschland                                         | Tag der Erinnerung und Mahnung                                                     | 1945                               | von der VVN-BdA am 9. September 1990 mit einer Versammlung im Berliner Lustgarten begangen – in Wiederaufnahme des ursprünglichen „OdF-Gedenktages“, den die gesamtdeutsche VVN 1945 einführte, der aber durch den Beginn des Kalten Krieges eine getrennte Entwicklung in Ost und West nahm                |
| Zweiter Sonntag                             | Aktionstag                  | Deutschland                                         | Tag des offenen Denkmals                                                           | 1993                               | Deutsche Stiftung Denkmalschutz |
| Dritter Samstag                             | Aktionstag                  | international                                       | ICC – International Coastal Cleanup Day                                            | 1986                               | Internationaler Aktionstag zur Säuberung von Küsten, Gewässern und Flussufern von Müll |
| Dritter Samstag                             | Aktionstag                  | Deutschland                                         | Tag des Handwerks                                                                  | 2010                               | Über 130 Gewerke aus dem Handwerk feiern an diesem Tag bundesweit in zahlreichen regionalen Veranstaltungen zu Ehren von 5,6 Mio. Handwerkern/innen den Tag des Handwerks. |
| Dritter Samstag und darauffolgender Sonntag | Aktionstag                  | Deutschland                                         | Tag des Friedhofs                                                                  | 2001                               | aufgrund einer bundesweiten Initiative von Friedhofsgärtnern in Zusammenarbeit mit Friedhofsverwaltungen, Bestattern, Floristen und Bildhauern sowie Initiativen, Vereinen und Religionsgemeinschaften. |
| Dritter Sonntag                             | Gedenktag                   | Schweiz                                             | Eidgenössischer Dank-, Buss- und Bettag                                            |                                    | |
| Dritter Sonntag                             | Aktionstag                  | Deutschland                                         | Tag des Geotops                                                                    | 2002                               | Deutsche Gesellschaft für Geowissenschaften |
| Vierter Freitag                             | Aktionstag                  | international                                       | Umarme-einen-Vegetarier Tag                                                        | 2011                               | Tierschutzorganisation PETA (People for the Ethical Treatment of Animals), ausgerufen für den vierten Freitag im September |
| Letzter Donnerstag                          | Aktionstag                  | international                                       | Weltschifffahrtstag                                                                |                                    | Internationale Seeschifffahrts-Organisation, ausgerufen für die letzte Septemberwoche, in Deutschland letzter Donnerstag im September |
| Letzter Freitag                             | Aktionstag                  | Deutschland                                         | Tag des Deutschen Butterbrotes                                                     | 1999                               | Von der CMA initiiert, deutsche Bäckereien werben für eine gesunde Pausenmahlzeit |
| Letzter Samstag                             | Aktionstag                  | international                                       | Internationaler Tag des Hasen                                                      | 2010                               | House Rabbit Society |
| Letzter Samstag                             | Aktionstag                  | international                                       | Internationaler Tag der Netzhaut                                                   | 1994                               | Der „World Retina Day“ bzw. der „internationale Tag der Netzhaut“ (Retina) weist seit 1994 auf die Problematik von Netzhauterkrankungen hin. |
| Letztes Wochenende                          | Aktionstag                  | Deutschland                                         | Lungentag                                                                          | 1998                               | Verein Deutscher Lungentag e. V. (2001/2002 abweichende Termine) |
| Letzter Sonntag                             | Aktionstag                  | Römisch-katholische Kirche                          | Welttag des Migranten und Flüchtlings                                              | 1914                               | von Papst Benedikt XV. eingeführt |
| Letzter Sonntag                             | Aktionstag                  | international                                       | Weltherztag                                                                        | 2000                               | World Heart Federation (WHF) |
| Letzter Sonntag                             | Aktionstag                  | Österreich                                          | Tag des Denkmals                                                                   | 1998                               | Beitrag zu den European Heritage Days |
| Letzter Sonntag                             | Aktionstag                  | international                                       | Internationaler Tag der Flüsse                                                     | 2005                               | über 70 Staaten nehmen am World Rivers Day teil |
| 01. September                               | Aktionstag                  | Deutschland                                         | Antikriegstag                                                                      | 1950er Jahre                       | Beginn des Zweiten Weltkriegs, seit den 1950er Jahren in der DDR als „Weltfriedenstag“, von DGB und DAG in der BRD 1966 eingeführt |
| 01. September                               | Nationalfeiertag            | Slowakei                                            | Tag der Verfassung                                                                 |                                    | 1993 |
| 01. September                               | Nationalfeiertag            | Libyen                                              | Tag der Revolution                                                                 |                                    | 1969 |
| 01. September                               | Nationalfeiertag            | Usbekistan                                          | Unabhängigkeitstag                                                                 |                                    | 1991, vormals sowjetisch |
| 02. September                               | Nationalfeiertag (ehemalig) | Deutsches Reich                                     | Sedantag                                                                           |                                    | |
| 02. September                               | Nationalfeiertag            | Vietnam                                             | Unabhängigkeitstag                                                                 |                                    | 1945, vormals französisch |
| 03. September                               | Aktionstag                  | international                                       | Skyscraper Day (Wolkenkratzertag)                                                  |                                    | wahrscheinlich zu Ehren des Geburtstages von Architekt Louis Sullivan eingeführt |
| 03. September                               | Nationalfeiertag            | San Marino                                          | Nationalfeiertag                                                                   |                                    | 301 Gründung San Marinos |
| 03. September                               | Nationalfeiertag            | Katar                                               | Unabhängigkeitstag                                                                 |                                    | 1971, vormals britisch |
| 04. September                               | Aktionstag                  | international                                       | Welttag für sexuelle Gesundheit                                                    | 2010                               | Deutsche Gesellschaft zur Förderung der sexuellen Gesundheit, World Association for Sexual Health |
| 05. September                               | Aktionstag                  | international                                       | Internationaler Tag der Wohltätigkeit                                              | 2013                               | UNO |
| 05. September                               | Aktionstag                  | Deutschland                                         | Kopfschmerztag                                                                     | 2001                               | Bundesverband Deutsche Schmerzhilfe e. V. |
| 06. September                               | Nationalfeiertag            | Eswatini                                            | Unabhängigkeitstag                                                                 |                                    | 1968, vormals britisch |
| 06. September                               | Nationalfeiertag            | Bulgarien                                           | Nationalfeiertag                                                                   |                                    | 1885 Vereinigung Bulgariens mit Ostrumelien |
| 06. September                               | Fest                        | christlich                                          | Abfraßtag (Magnus-Tag)                                                             |                                    | traditionell |
| 07. September                               | Aktionstag                  | international                                       | Internationaler Tag der sauberen Luft für einen blauen Himmel                      | 2020                               | UNO |
| 07. September                               | Gedenktag                   | Deutschland                                         | Gedenktag                                                                          |                                    | 7. September 1949 Konstituierung des 1. Deutschen Bundestages |
| 07. September                               | Nationalfeiertag            | Brasilien                                           | Unabhängigkeitstag                                                                 |                                    | 1822, vormals portugiesisch |
| 07. September                               | Gedenktag                   | international                                       | Internationaler Tag der polizeilichen Zusammenarbeit                               | 2023                               | |
| 08. September                               | Aktionstag                  | international                                       | Weltbildungstag/Weltalphabetisierungstag                                           | 1967                               | UNESCO, 1966 proklamiert |
| 08. September                               | Nationalfeiertag            | Andorra                                             | Gründungstag                                                                       |                                    | 1278 Gründung Andorras |
| 08. September                               | Nationalfeiertag            | Montenegro                                          | Unabhängigkeitstag                                                                 |                                    | 1991, vormals jugoslawisch |
| 08. September                               | Fest                        | christlich                                          | Mariä Geburt                                                                       | anglikanisch, katholisch, orthodox | |
| 08. September                               | Aktionstag                  | international                                       | Welt-Tollwuttag (World Rabies Day)                                                 | 2007                               | auf Initiative der gemeinnützigen Vereinigung „Alliance for Rabies Control“. In Deutschland wurde der Tag 2007 am 8. September, dem Jahrestag der ersten erfolgreichen Tollwutimpfung durch Louis Pasteur im Jahre 1895, begangen. In anderen Ländern am 28. September.                                     |
| 09. September                               | Aktionstag                  | international                                       | Tag des alkoholgeschädigten Kindes                                                 | mindestens 2004                    | Initiative FASworld |
| 09. September                               | Nationalfeiertag            | Nordkorea                                           | Nationalfeiertag                                                                   |                                    | 1948 Proklamation der Demokratischen Volksrepublik Korea |
| 09. September                               | Nationalfeiertag            | Tadschikistan                                       | Unabhängigkeitstag, vormals sowjetisch                                             |                                    | 1991 |
| 09. September                               | Aktionstag                  | international                                       | Internationaler Tag zum Schutz der Bildung vor Angriffen                           | 2021                               | |
| 10. September                               | Aktionstag                  | international                                       | Welt-Suizid-Präventionstag                                                         | 2003                               | WHO |
| 11. September                               | Gedenktag                   | Vereinigte Staaten, international                   | Gedenktag zu Ehren der Opfer der Terroranschläge 2001 (Patriot Day)                |                                    | |
| 11. September                               | Nationalfeiertag            | Katalonien, Spanien                                 | Diada Nacional de Catalunya                                                        |                                    | |
| 11. September                               | Aktionstag                  | Deutschland                                         | Tag der Wohnungslosen                                                              |                                    | |
| 11. September                               | Feiertag                    | Zürich, Schweiz                                     | Stadtfeiertag                                                                      |                                    | Gedenktag der Stadtpatrone Felix und Regula |
| 12. September                               | Aktionstag                  | international                                       | UN-Tag für die Süd-Süd-Zusammenarbeit                                              | 2003                               | UNO, bis 2011 am 19. Dezember |
| 12. September                               | Nationalfeiertag            | Kap Verde                                           | Nationalfeiertag                                                                   |                                    | |
| 13. September                               | Aktionstag                  | international                                       | Welt-Sepsis-Tag                                                                    | 2012                               | Als World Sepsis Day von der Global Sepsis Alliance initiiert. |
| 13. September                               | Aktionstag                  | international                                       | Internationaler Tag des Testaments                                                 | 2011                               | Von gemeinnützigen Organisationen ausgerufen, um auf die Möglichkeit von Testamentsspenden aufmerksam zu machen. |
| 13. September                               | Aktionstag                  | Russland                                            | Tag des Programmierers                                                             | 2009                               | der 256. (= 28) Tag im Jahr (an Schaltjahren also am 12. September) |
| 14. September                               | Aktionstag                  | international                                       | Tag der Tropenwälder                                                               | 1989                               | WWF (Geburtstag des bedeutenden Dschungel-Forschers Alexander von Humboldt) |
| 14. September                               | Fest                        | christlich                                          | Kreuzerhöhung                                                                      |                                    | traditionell |
| 15. September                               | Aktionstag                  | international                                       | Internationaler Tag der Demokratie                                                 | 2007                               | UNO |
| 15. September                               | Aktionstag                  | Europa                                              | Europäischer Prostata-Tag                                                          | 2005                               | Urologen- und Patientenverbände aus Europa |
| 15. September                               | Nationalfeiertag            | Costa Rica El Salvador Guatemala Honduras Nicaragua | Unabhängigkeitstag, Unabhängigkeitstag                                             |                                    | 1821, vormals spanisch |
| 15. September                               | Gedenktag                   | Vereinigtes Königreich                              | Battle of Britain Day                                                              |                                    | Erinnerung an die Luftschlacht um England |
| 16. September                               | Aktionstag                  | international                                       | Tag für die Erhaltung der Ozonschicht                                              | 1995                               | UNO |
| 16. September                               | Gedenktag                   | Wisconsin, USA                                      | Schulgedenktag für Mildred Harnack-Fish                                            | 1986                               | Gesetz über die Einführung eines Schulgedenktages für Mildred Harnack-Fish |
| 16. September                               | Nationalfeiertag            | Mexiko                                              | Unabhängigkeitstag                                                                 |                                    | 1810, vormals spanisch |
| 16. September                               | Nationalfeiertag            | Papua-Neuguinea                                     | Unabhängigkeitstag                                                                 |                                    | 1976 |
| 16. September                               | Gedenktag                   | international                                       | Internationaler Tag der interventionellen Kardiologie                              | 2022                               | |
| 17. September                               | Nationalfeiertag            | Angola                                              | Tag der Nationalhelden                                                             |                                    | |
| 17. September                               | Feiertag                    | Sofia, Bulgarien                                    | Stadtfeiertag                                                                      |                                    | |
| 17. September                               | Aktionstag                  | international                                       | Tag der Patientensicherheit                                                        |                                    | Aktionsbündnis Patientensicherheit |
| 18. September                               | Nationalfeiertag            | Chile                                               | Unabhängigkeitstag                                                                 |                                    | 1810 Beginn des Unabhängigkeitsprozesses |
| 18. September                               | Aktionstag                  | international                                       | Internationaler Tag für gleiches Entgelt                                           | 2020                               | |
| 19. September                               | Nationalfeiertag            | St. Kitts und Nevis                                 | Unabhängigkeitstag                                                                 |                                    | |
| 19. September                               | Aktionstag                  | international                                       | Sprich-wie-ein-Pirat-Tag                                                           | 1995                               | |
| 19. September                               | Aktionstag                  | Deutschland                                         | Tag der Zivilcourage                                                               | 2015                               | |
| 20. September                               | Aktionstag                  | Deutschland                                         | Deutscher Weltkindertag                                                            |                                    | international am 1. Juni bzw. 20. November |
| 20. September                               | Nationalfeiertag            | Osttimor                                            | Freiheitstag                                                                       | 2002                               | Landung der ersten Soldaten der INTERFET in Osttimor am 20. September 1999 |
| 21. September                               | Aktionstag                  | international                                       | Welt-Alzheimertag                                                                  | 1994                               | WHO |
| 21. September                               | Aktionstag                  | international                                       | Weltfriedenstag Internationaler Tag des Friedens                                   |                                    | UNO; fand bis 1999 am dritten Dienstag im September statt, dem Eröffnungstag der Jahrestagung der Generalversammlung der Vereinten Nationen, wurde dann kurzzeitig auf den zweiten Dienstag verlegt, bevor ab 2002 von der Generalversammlung beschlossen wurde, den Tag auf den 21. September festzulegen. |
| 21. September                               | Nationalfeiertag            | Armenien                                            | Unabhängigkeitstag                                                                 |                                    | 1991 |
| 21. September                               | Nationalfeiertag            | Malta                                               | Unabhängigkeitstag                                                                 |                                    | 1964 |
| 21. September                               | Nationalfeiertag            | Belize                                              | Unabhängigkeitstag                                                                 |                                    | 1981 |
| 22. September                               | Aktionstag                  | international                                       | Welt-CML-Tag                                                                       | 2008                               | |
| 22. September                               | Nationalfeiertag            | Mali                                                | Unabhängigkeitstag                                                                 |                                    | |
| 22. September                               | Nationalfeiertag            | Bulgarien                                           | Unabhängigkeitstag                                                                 |                                    | |
| 22. September                               | Aktionstag                  | Europa                                              | Autofreier Tag der Kampagne „In die Stadt – ohne mein Auto“                        | 1998                               | in Frankreich lanciert, heute unter der Schirmherrschaft der EU |
| 22. September                               | Aktionstag                  | international                                       | internationaler Tag des Schulwegs zu Fuß (walk to school day)                      |                                    | |
| 22. September                               | Aktionstag                  | international                                       | Hobbit-Tag                                                                         | 1978                               | Inoffizieller Feiertag zu Ehren der Geburtstage von Bilbo und Frodo Beutlin |
| 23. September                               | Aktionstag                  | international                                       | Internationaler Tag der Gebärdensprache                                            | 1951                               | Vom Weltverband der Gehörlosen 1951 ins Leben gerufen und 2018 durch die Vereinten Nationen offiziell bestätigt |
| 23. September                               | Nationalfeiertag            | Saudi-Arabien                                       | Gründungstag                                                                       |                                    | 1932 Gründung durch Vereinigung |
| 23. September                               | Feiertag                    | Japan                                               | Herbstanfang                                                                       |                                    | |
| 23. September                               | Aktionstag                  | international                                       | Tag der Bisexualität                                                               | 1999                               | Auch bekannt als: Celebrate Bisexuality Day, Bisexual Pride Day, Bi Visibility Day, CBD, Bisexual Pride, Bi Visibility Day oder Bisexuality+ Day. In Deutschland aktiv als Bi+Pride |
| 24. September                               | Aktionstag                  | Deutschland                                         | Tag der Raumfahrt                                                                  | 1998                               | DLR und ESA |
| 24. September                               |                             | Guinea-Bissau                                       | Nationalfeiertag                                                                   |                                    | 1973 Unabhängigkeitserklärung, vorher portugiesisch |
| 24. September                               | Gedenktag                   | Südafrika                                           | Heritage Day                                                                       |                                    | |
| 24. September                               | Feiertag                    | Land Salzburg                                       | Rupertitag oder Rupertstag                                                         |                                    | Rupert von Salzburg |
| 25. September                               | Aktionstag                  | Deutschland                                         | Tag der Zahngesundheit                                                             | 1991                               | |
| 26. September                               | Aktionstag                  | Europa                                              | Europäischer Tag der Sprachen                                                      | 2001                               | Europarat |
| 26. September                               | Aktionstag                  | international                                       | Internationaler Tag für die vollständige Beseitigung der Kernwaffen                | 2013                               | |
| 27. September                               | Aktionstag                  | international                                       | Welttourismustag                                                                   | 1980                               | UNWTO |
| 28. September                               | Aktionstag                  | international                                       | Welt-Tollwut-Tag                                                                   | 2007                               | WHO, FAO, OIE |
| 28. September                               | Aktionstag                  | international                                       | Tag der Informationsfreiheit                                                       | 2019                               | UNO |
| 28. September                               | Nationalfeiertag            | Tschechien                                          | St. Wenzel-Tag bzw. Tag der tschechischen Staatlichkeit                            |                                    | Staatsfeiertag |
| 29. September                               | Fest                        | Christlich                                          | Michaelistag                                                                       |                                    | traditionell |
| 29. September                               | Aktionstag                  | international                                       | Weltherztag                                                                        | 2000                               | World Heart Federation (WHF), unterstützt von der WHO |
| 29. September                               | Aktionstag                  | international                                       | Internationaler Tag der Aufmerksamkeit für Lebensmittelverluste und -verschwendung | 2020                               | |
| 30. September                               | Nationalfeiertag            | Botswana                                            | Unabhängigkeitstag                                                                 |                                    | |
| 30. September                               | Aktionstag                  | international                                       | Internationaler Übersetzertag, Hieronymus-Tag                                      | 1991                               | Verband deutschsprachiger Übersetzer literarischer und wissenschaftlicher Werke u. a. (Todestag von Hieronymus, Patron der Übersetzer) |
| 30. September                               | Aktionstag                  | Deutschland                                         | Tag der Legasthenie und Dyskalkulie                                                | 2015                               | ins leben gerufen durch die Deutsche Kinderhilfe und dem Bundesverband Legasthenie und Dyskalkulie e. V. |

## Oktober
| Datum                              | Charakter                   | Nation / Region / Religion            | Titel                                                                                           | Jahr der Einführung | Anlass / Bemerkungen |
| ---------------------------------- | --------------------------- | ------------------------------------- | ----------------------------------------------------------------------------------------------- | ------------------- | --- |
| Erster Montag                      | Aktionstag                  | international                         | Welttag des Wohn- und Siedlungswesens Habitat-Tag                                               | 1991                | Vereinte Nationen |
| Erster Freitag                     | Aktionstag                  | international                         | Welttag des Lächelns (englisch World Smile Day)                                                 | 1999                | Hauptsponsor: Harvey Ball World Smile Foundation |
| Erster Sonntag                     | Fest                        | christlich                            | Erntedankfest                                                                                   |                     | traditionell |
| Donnerstag nach dem ersten Sonntag | Fest                        | Leoben, Steiermark                    | Gösser Kirtag                                                                                   | 1836                | |
| Zweiter Montag                     | Fest                        | Vereinigte Staaten                    | Columbus Day                                                                                    |                     | |
| Zweiter Dienstag                   | Aktionstag                  | Ada-Lovelace-Tag                      | Gedenktag der Beiträge von Frauen im MINT-Bereich                                               | 2009                | |
| Zweiter Donnerstag                 | Aktionstag                  | international                         | Welttag des Sehens                                                                              | 2000                | initiiert durch die Lions Club International Foundation, weist auf die weltweite Kampagne „Vision 2020 – das Recht auf Augenlicht“ hin; Teil der Woche des Sehens                                                                                          |
| Zweiter Freitag                    | Aktionstag                  | international                         | Internationaler Tag des Eies (englisch World Egg Day)                                           | 1996                | International Egg Commission / Verband der Eierproduzenten 1997 |
| Zweiter Samstag                    | Aktionstag                  | international                         | Welthospiztag (World hospice and palliative care Day)                                           | 2005                | |
| Zweiter Samstag                    | Aktionstag                  | international                         | Home Movie Day                                                                                  | 2002                | initiiert von Filmarchivaren aus den USA |
| Dritter Samstag                    | Aktionstag                  | international                         | Internationaler Tag für Reparatur                                                               | 2017                | initiiert von der Open Repair Alliance u. a. IFixit, Anstiftung (Stiftung) |
| Letzter Werktag                    | Aktionstag                  | Deutschland                           | Weltspartag                                                                                     | 1924                | Vom 1. Internationaler Sparkassenkongress ausgerufen; international auf den 31. Oktober festgelegt |
| 01. Oktober                        | Aktionstag                  | international                         | Internationaler Tag der älteren Menschen                                                        | 1990                | UNO |
| 01. Oktober                        | Aktionstag                  | international                         | Weltmusiktag                                                                                    | 1975                | Internationaler Musikrat und UNESCO |
| 01. Oktober                        | Aktionstag                  | international                         | Weltvegetariertag                                                                               | 1977                | North American Vegetarian Society |
| 01. Oktober                        | Nationalfeiertag            | Volksrepublik China                   | Gründungstag                                                                                    | 1949                | |
| 01. Oktober                        | Nationalfeiertag            | Zypern                                | Unabhängigkeitstag                                                                              |                     | |
| 01. Oktober                        | Nationalfeiertag            | Nigeria                               | Unabhängigkeitstag                                                                              | 1960                | vormals britisch |
| 01. Oktober                        | Nationalfeiertag            | Tuvalu                                | Unabhängigkeitstag                                                                              | 1978                | |
| 02. Oktober                        | Fest                        | Römisch-katholische Kirche            | Schutzengelfest                                                                                 |                     | traditionell |
| 02. Oktober                        | Nationalfeiertag            | Guinea                                | Unabhängigkeitstag                                                                              |                     | 1958, vormals französisch |
| 02. Oktober                        | Nationalfeiertag            | Indien                                | Gandhi Jayanti                                                                                  |                     | Geburtstag Mahatma Gandhis |
| 02. Oktober                        | Aktionstag                  | international                         | Internationaler Tag der Gewaltlosigkeit                                                         | 2007                | Geburtstag Mahatma Gandhis |
| 02. Oktober                        | Gedenktag                   | national                              | Gedenktag der Psychiatrietoten                                                                  | 2006                | Demonstration des Bundesverbandes Psychiatrie-Erfahrener (BPE) |
| 03. Oktober                        | Nationalfeiertag            | Deutschland                           | Tag der Deutschen Einheit                                                                       | 1990                | Tag der Wiedervereinigung |
| 03. Oktober                        | Aktionstag                  | Deutschland                           | Tag der offenen Moschee                                                                         | 1997                | Zentralrat der Muslime in Deutschland (ZMD) |
| 03. Oktober                        | Gedenktag                   | Südkorea                              | Gaecheonjeol                                                                                    |                     | Nationaler Gründungstag in Korea (2333 v. Chr.) |
| 04. Oktober                        | Aktionstag                  | international                         | Welttierschutztag Tag des Tieres Welttag des Tierschutzes                                       | 1929                | am kirchlichen Gedenktag des heiligen Franz von Assisi; Internationaler Kongress der Vereine für Tierschutz |
| 04. Oktober                        | Aktionstag                  | international                         | Beginn der Internationalen Weltraumwoche                                                        | 1999                | UNO |
| 04. Oktober                        | Nationalfeiertag            | Lesotho                               | Unabhängigkeitstag                                                                              | 1966                | vormals britisch |
| 05. Oktober                        | Aktionstag                  | international                         | Weltlehrertag Internationaler Tag des Lehrers                                                   | 1994                | UNESCO |
| 05. Oktober                        | Aktionstag                  | Deutschland                           | Tag der Epilepsie                                                                               | 1996                | Deutsche Epilepsievereinigung gem. e. V. |
| 05. Oktober                        | Aktionstag                  | international                         | Welt-Meningitis-Tag                                                                             | 2009                | Confederation of Meningitis Organisations |
| 05. Oktober                        | Nationalfeiertag            | Vanuatu                               | Tag der Verfassung                                                                              |                     | |
| 05. Oktober                        | Nationalfeiertag            | Portugal                              | Tag der Ausrufung der Republik                                                                  |                     | |
| 06. Oktober                        | Gedenktag                   | Deutschland / Vereinigte Staaten      | German-American Day Deutsch-amerikanischer Tag                                                  | 1987                | Deutsch-amerikanischer Nationalkongress |
| 06. Oktober                        | Gedenk- und Aktionstag      | Deutschsprachiger Raum                | Tag der Gewaltfreien Kommunikation                                                              | 2016                | Ins Leben gerufen von mehreren Organisationen (Geburtstag des verstorbenen Begründers Marshall B. Rosenberg) |
| 06. Oktober                        | Gedenktag                   | Ungarn                                | Gedenktag der Märtyrer von Arad                                                                 |                     | Erinnerung an die 13 Anführer und Generäle des Ungarischen Unabhängigkeitskriegs 1848/49, die am 6. Oktober 1849 in Arad hingerichtet wurden, obwohl ihnen freies Geleit zugesichert worden war.                                                           |
| 07. Oktober                        | Nationalfeiertag (ehemalig) | Deutsche Demokratische Republik       | Tag der Republik                                                                                | 1949                | bis 1989 Gründung der DDR am 7. Oktober 1949 |
| 07. Oktober                        | Aktionstag                  | international                         | Welttag für menschenwürdige Arbeit                                                              | 2006                | Internationaler Gewerkschaftsbund (IGB) |
| 07. Oktober                        | Fest                        | Römisch-katholische Kirche            | Rosenkranzfest                                                                                  |                     | traditionell |
| 07. Oktober                        | Gedenktag                   | international                         | Weltbaumwolltag                                                                                 | 2021                | |
| 07. Oktober                        | Aktionstag                  | international                         | Welttag des Wohn- und Siedlungswesens (Habitat-Tag)                                             | 1986                | |
| 08. Oktober                        | Aktionstag                  | Deutschland Österreich Schweiz        | Tag für Klimaschutz in der Industrie                                                            | 2021                | |
| 08. Oktober                        | Nationalfeiertag            | Kroatien                              | Unabhängigkeitstag                                                                              |                     | |
| 09. Oktober                        | Gedenktag                   | international                         | Weltposttag der Vereinten Nationen                                                              | 1969                | Zum Gedenken an den Gründungstag des Weltpostvereins 1874 |
| 09. Oktober                        | Nationalfeiertag            | Südkorea                              | Hangeul-Tag                                                                                     |                     | |
| 09. Oktober                        | Nationalfeiertag            | Uganda                                | Unabhängigkeitstag                                                                              | 1962                | |
| 09. Oktober                        | Gedenktag                   | Vereinigte Staaten                    | Leif-Eriksson-Tag                                                                               | 1964                | Ehrentag für Leif Eriksson, mit einer Würdigung durch den Präsidenten begangen |
| 10. Oktober                        | Aktionstag                  | international                         | Welttag gegen die Todesstrafe                                                                   | 2003                | World Coalition against Death Penalty und Amnesty International |
| 10. Oktober                        | Aktionstag                  | international                         | Welttag für psychische Gesundheit Internationaler Tag der seelischen Gesundheit                 | 1992                | World Federation for Mental Health, Weltbund für Psychische Hygiene WHO |
| 10. Oktober                        | Aktionstag                  | international                         | Welthundetag                                                                                    |                     | |
| 10. Oktober                        | Nationalfeiertag            | Taiwan                                | Tag der Republik                                                                                |                     | Gedenktag für den Wuchang-Aufstand, Gründung der Chinesischen Republik 1912 |
| 10. Oktober                        | Gedenktag                   | Luxemburg                             | Nationaler Gedenktag für die Opfer des Zweiten Weltkriegs Journée de la Commémoration Nationale |                     | |
| 10. Oktober                        | Landesfeiertag              | Kärnten                               | Kärntner Landesfeiertag                                                                         |                     | Volksabstimmung 1920 für den Verbleib Südkärntens bei Österreich |
| 10. Oktober                        | Nationalfeiertag            | Fidschi                               | Unabhängigkeitstag                                                                              | 1970                | vormals britisch |
| 11. Oktober                        | Aktionstag                  | international                         | Coming Out Day                                                                                  | 1988                | |
| 11. Oktober                        | Aktionstag                  | international                         | Internationaler Mädchentag                                                                      | 2012                | Vereinte Nationen, Kinderhilfswerk Plan |
| 12. Oktober                        | Feiertag                    | Lateinamerika, Portugal Spanien       | Columbus-Tag Día de la Raza, Día de la Hispanidad                                               |                     | Erinnerungstag an die Entdeckung Amerikas durch Christoph Kolumbus 1492 |
| 12. Oktober                        | Aktionstag                  | international                         | Welt-Rheumatag                                                                                  | 1996                | initiiert durch die „Arthritis and Rheumatism International“ (ARI) |
| 12. Oktober                        | Nationalfeiertag            | Äquatorialguinea                      | Unabhängigkeitstag                                                                              |                     | 1968 |
| 12. Oktober                        | Fest                        | Brasilien, Römisch-katholische Kirche | Nossa Senhora Aparecida                                                                         |                     | Erscheinung der Gottesmutter Maria |
| 13. Oktober                        | Aktionstag (ehemalig)       | Deutsche Demokratische Republik       | Tag der Aktivisten und Tag der Seeverkehrswirtschaft                                            |                     | |
| 13. Oktober                        | Aktionstag                  | international                         | Tag der Katastrophenvorbeugung („International Day for Disaster Reduction“)                     | 2009                | Vereinte Nationen |
| 14. Oktober                        | Aktionstag                  | Deutschland                           | Hospiztag                                                                                       | 2000                | Deutscher Hospiz- und PalliativVerband e. V. |
| 14. Oktober                        | Feiertag                    | Ukraine                               | Tag der ukrainischen Kosaken                                                                    | 2015                | Nachfolge des Tag des Verteidigers des Vaterlandes |
| 14. Oktober                        | Aktionstag                  | international                         | Welttag der Standards (ISO)                                                                     |                     | |
| 15. Oktober                        | Aktionstag                  | international                         | Internationaler Tag der Frauen in ländlichen Gebieten                                           | 2008                | Vereinte Nationen |
| 15. Oktober                        | Aktionstag                  | Vereinigte Staaten                    | Tag des weißen Stockes Tag der Rücksichtnahme auf Nichtsehende                                  | 1969                | ausgerufen durch die Vereinten Nationen, auf Initiative des amerikanischen Präsidenten Johnson; Teil der Woche des Sehens |
| 15. Oktober                        | Aktionstag                  | international                         | Internationaler Hände-Waschtag                                                                  | 2008                | WHO |
| 15. Oktober                        | Aktionstag                  | Lettland                              | Tag der [lettischen] Staats- bzw. Landessprache (Valsts valodas diena)                          | 2021                | ausgerufen auf Anregung von Staatspräsident Egils Levits; am 15. Oktober 1998 wurde Lettisch als einzige Staatssprache in der Verfassung der Republik Lettland verankert                                                                                   |
| 15. Oktober                        | Gedenktag                   | international                         | Tag der Sternenkinder                                                                           | 2001                | Zuerst in den USA, Kampagne initiiert von Robyn Bear, Lisa Brown, and Tammy Novak 2001, von der US-Regierung gebilligt 2009 |
| 16. Oktober                        | Gedenktag                   | international                         | Welttag des Brotes                                                                              | 2006                | International Union of Bakers und Confections UIBC, Madrid |
| 16. Oktober                        | Gedenktag                   | international                         | Welternährungstag Welthungertag World Food Day                                                  | 1979                | Gründungstag der FAO 1945 |
| 16. Oktober                        | Fest                        | Römisch-katholische Kirche            | Gallustag                                                                                       |                     | traditionell |
| 16. Oktober                        | Feiertag                    | Vereinigte Staaten                    | Boss Day                                                                                        | 1958                | nichtstaatlich |
| 17. Oktober                        | Aktionstag                  | international                         | Internationaler Tag für die Beseitigung der Armut                                               | 1987 / 1992         | 1987 von Joseph Wresinski initiiert, 1992 von der Generalversammlung der Vereinten Nationen proklamiert |
| 17. Oktober                        | Aktionstag                  | Österreich                            | Tag der Trittsteinbiotope                                                                       | 2022                | Vom Bundesforschungs- und Ausbildungszentrum für Wald, Naturgefahren und Landschaft ins Leben gerufen |
| 18. Oktober                        | Gedenktag                   | Alaska, USA                           | Alaska Day                                                                                      |                     | 1867, formelle Übergabe der russischen Besitzungen in Alaska an die Vereinigten Staaten |
| 18. Oktober                        | Aktionstag                  | Europa                                | Europäischer Tag gegen Menschenhandel                                                           |                     | 2007, wurde der Europäische Tag gegen Menschenhandel, von der Europäischen Kommission eingeführt |
| 20. Oktober                        | Aktionstag                  | international                         | Weltosteoporosetag                                                                              | 1997                | IOF, WHO |
| 20. Oktober                        | Aktionstag                  | international                         | Weltstatistiktag                                                                                | 2010                | UN-Statistikkommission |
| 21. Oktober                        | Gedenktag                   |                                       | Trafalgar Day                                                                                   |                     | Gedenktag an die Schlacht von Trafalgar 1805 |
| 22. Oktober                        | Aktionstag                  | international                         | Welttag des Stotterns (International Stuttering Awareness Day)                                  | 1998                | von den vier Organisationen American Speech-Language-Hearing Association, European League of Stuttering Associations, International Fluency Association, International Stuttering Association ins Leben gerufen                                            |
| 23. Oktober                        | Nationalfeiertag            | Ungarn                                | Tag der Republik                                                                                |                     | Zum Gedenken an den Beginn des Ungarischen Volksaufstandes 1956 |
| 23. Oktober                        | Gedenktag                   | Thailand                              | Chulalongkorn-Tag                                                                               | 1910                | Todestag von König Chulalongkorn (Rama V.) |
| 23. Oktober                        | Aktionstag                  | Russland                              | Tag des Werbers                                                                                 | 1994                | |
| 23. Oktober                        | Aktionstag                  | international                         | Welt-Speiseinsekten-Tag (World Edible Insect Day)                                               | 2015                | Zur Förderung des Konsums von Speiseinsekten, initiiert vom Koch und Unternehmer Chris Derudder |
| 24. Oktober                        | Gedenktag                   | international                         | Tag der Vereinten Nationen                                                                      |                     | Vereinte Nationen, Jahrestag der UN-Charta, 1945 in Kraft getreten |
| 24. Oktober                        | Aktionstag                  | international                         | Welttag der Information über Entwicklungsfragen                                                 | 1972                | von Vereinten Nationen proklamiert |
| 24. Oktober                        | Aktionstag                  | international                         | Beginn der Abrüstungswoche                                                                      | 1978                | UNO, die Abrüstungswoche dauert bis 30. Oktober |
| 24. Oktober                        | Aktionstag                  | international                         | Welt-Poliotag                                                                                   | 1988                | WHO |
| 24. Oktober                        | Aktionstag                  | Deutschland                           | Tag der Bibliotheken                                                                            | 1995                | Dachverband der Deutschen Literaturkonferenz oder Bundesvereinigung Deutscher Bibliotheksverbände |
| 24. Oktober                        | Nationalfeiertag            | Sambia                                | Unabhängigkeitstag                                                                              | 1964                | vormals britisch |
| 25. Oktober                        | Aktionstag                  | international                         | Weltnudeltag                                                                                    | 1995                | 40 internationale Pasta-Produzenten |
| 25. Oktober                        | Gedenktag                   | Taiwan                                | Taiwan-Rückgabe-Tag                                                                             |                     | Gedenktag für die Rückgabe Taiwans infolge der Befreiung von der Japanischen Besetzung 1945 |
| 25. Oktober                        | Aktionstag                  | international                         | Weltoperntag                                                                                    | 2019                | |
| 26. Oktober                        | Nationalfeiertag            | Österreich                            | Nationalfeiertag in Österreich                                                                  |                     | anlässlich der Verabschiedung der Österreichischen Neutralitätserklärung 1955, bis 1967 als „Tag der (österreichischen) Fahne“ bezeichnet |
| 26. Oktober                        | Nationalfeiertag            | Nauru                                 | Angam Day                                                                                       | 1932                | |
| 26. Oktober                        | Aktionstag                  | international                         | Intersex Awareness Day                                                                          | 1996                | Organisation Intersex International Australia anlässlich der Einführung des „dritten“ Geschlechts in Australien |
| 27. Oktober                        | Nationalfeiertag            | Turkmenistan                          | Unabhängigkeitstag                                                                              |                     | |
| 27. Oktober                        | Aktionstag                  | international                         | Welttag des audiovisuellen Erbes                                                                | 2005                | UNESCO (Aktionstag zum Erhalt historischer Film-, Video- und Tondokumente) |
| 27. Oktober                        | Aktionstag                  | international                         | Welt-Ergotherapie-Tag / Welttag der Ergotherapie                                                | 2010 umbenannt      | Engl. „World Occupational Therapy Day“ Anlass: Kontakte zwischen dem „Weltverband der Ergotherapeuten“ (World Federation of Occupational Therapists, WFOT) und der WHO seit 1959. Bis April 2010 unter dem Namen „International Occupational Therapy Day“. |
| 27. Oktober                        |                             | Südkorea                              | Tag des koreanischen Films                                                                      | 1966                | Filmemacher und die Regierung Südkoreas einigten sich, den koreanischen Film am Tag der Erstaufführung von „Kampf für Gerechtigkeit“ (27. Oktober 1919) zu würdigen.                                                                                       |
| 28. Oktober                        | Nationalfeiertag            | Griechenland                          | Ochi-Tag                                                                                        | 1943                | sogenannter „Nein-Tag“ in Erinnerung an die Ablehnung des italienischen Ultimatums zur Kapitulation am 28. Oktober 1940. |
| 28. Oktober                        | Nationalfeiertag            | Tschad                                | Unabhängigkeitstag                                                                              |                     | 1918 |
| 29. Oktober                        | Aktionstag                  | international                         | Welt-Psoriasistag                                                                               | 2004                | International Federation of Psoriasis Associations |
| 29. Oktober                        | Nationalfeiertag            | Türkei                                | Tag der Republik                                                                                | 1923                | Feiertag zur Erinnerung an die Ausrufung der Republik Türkei |
| 29. Oktober                        | Nationalfeiertag            | Iran                                  | Kyros-der-Große-Tag                                                                             |                     | inoffizieller Nationalfeiertag |
| 29. Oktober                        | Aktionstag                  | international                         | Welt-Schlaganfalltag                                                                            |                     | World Stroke Organization (WSO) |
| 30. Oktober                        | Gedenktag                   | Russland                              | Gedenktag für die Opfer politischer Gewalt                                                      | 1991                | |
| 31. Oktober                        | Fest                        | evangelisch                           | Reformationstag                                                                                 |                     | |
| 31. Oktober                        | Fest                        | katholisch                            | Wolfgangstag                                                                                    |                     | traditionell, insbesondere im Bistum Regensburg |
| 31. Oktober                        | Fest                        | allgemein                             | Halloween und Samhain                                                                           |                     | traditionell |
| 31. Oktober                        | Feiertag                    | Mexiko                                | Dia de los Muertos                                                                              |                     | traditionell |
| 31. Oktober                        | Aktionstag                  | international                         | Weltspartag                                                                                     | 1924                | Vom 1. Internationaler Sparkassenkongress ausgerufen; in Deutschland immer am letzten Werktag des Oktobers |
| 31. Oktober                        | Welttag                     | UN                                    | Welttag der Städte                                                                              | 2014                | Die UN möchten mit diesem Welttag für die Situation in den Städten sensibilisieren |

## November
| Datum                                                | Charakter             | Nation / Region / Religion                 | Titel | Jahr der Einführung  | Anlass / Bemerkungen |
| ---------------------------------------------------- | --------------------- | ------------------------------------------ | --- | -------------------- | --- |
| Erster Vollmond nach dem thailändischen Mondkalender | Feiertag              | Thailand                                   | Loi Krathong (Lichterfest) |                      | Das Fest stammt vermutlich aus Indien als ein Hindufest als Danksagung an die Gottheit des Ganges mit schwimmenden Laternen gefeiert wird, die das ganze Jahr lebensspendend wirken sollen.                    |
| Zweiter Donnerstag                                   | Aktionstag            | international                              | World Usability Day | 2005                 | Ausgerufen von der Usability Professionals Association, um die Gebrauchstauglichkeit und Benutzerfreundlichkeit technischer Geräte zu verbessern; in Deutschland jedes Jahr Aktionen in verschiedenen Städten. |
| Zweiter Donnerstag                                   | Aktionstag            | international                              | Weltqualitätstag | 1989                 | Initiiert von den Qualitäts-Organisationen Europas (EOQ), der USA (ASQC) und Japans (JUSE). |
| Zweiter Samstag                                      | Aktionstag            | Deutschland                                | Rettet die Kastanie | 2008                 | Ausgerufen von der Schutzgemeinschaft Deutscher Wald (SDW) zur Eindämmung der Vermehrung der Kastanienminiermotte                                                                                              |
| Zweiter Sonntag                                      | Gedenktag             | Vereinigtes Königreich Commonwealth        | Remembrance Sunday | 1945                 | Erinnert an die britischen und Commonwealth-Kriegsopfer seit dem Ersten Weltkrieg |
| Dritter Donnerstag                                   | Aktionstag            | international                              | Welttag der Philosophie | 2005                 | UNESCO |
| Dritter Freitag                                      | Aktionstag            | Deutschland                                | Bundesweiter Vorlesetag | 2004                 | An einem Tag im November, initiiert durch die Stiftung Lesen und der Wochenzeitung Die Zeit |
| Dritter Samstag                                      | Aktionstag            | Deutschland                                | Bundesweiter AMD-Tag | 2022                 | Ausgerufen von der Selbsthilfeorganisation Pro Retina Deutschland zur Sensibilisierung für die Volkskrankheit Altersabhängige Makula-Degeneration                                                              |
| Dritter Sonntag                                      | Gedenktag             | international                              | Weltgedenktag für die Straßenverkehrsopfer („World Day of Remembrance for Road Traffic Victims“)                                         | 1995                 | UNO |
| Mittwoch vor dem 23. November                        | Feiertag              | Deutschland                                | Buß- und Bettag |                      | Nur in Sachsen gesetzlicher Feiertag |
| Vierter Donnerstag                                   | Fest                  | Kanada Vereinigte Staaten                  | Thanksgiving | 16. Jhdt.            | kanadisches und US-amerikanisches Erntedankfest |
| Tag nach dem vierten Donnerstag                      | Aktionstag            | Vereinigte Staaten                         | Black Friday | 1966                 | Start in ein traditionelles Familienwochenende und Beginn der Weihnachtseinkaufssaison |
| Vierter Samstag                                      | Gedenktag             | Ukraine                                    | Holodomorgedenktag | 1998                 | Gedenken an die Hungersnot in der Ukrainischen Sozialistischen Sowjetrepublik |
| Zweiter Sonntag vor dem 1. Adventssonntag            | Gedenktag             | Deutschland                                | Volkstrauertag | 1952                 | Nationaler Trauertag für die Toten zweier Kriege an den Fronten und in der Heimat, die Opfer der Gewaltherrschaft aller Nationen; seit 1952 am zweiten Sonntag vor dem 1. Adventssonntag                       |
| Letzter Samstag (Nordamerika: letzter Freitag)       | Aktionstag            | Europa, Nordamerika                        | Kauf-nix-Tag | 1992                 | Konsumkritischer Feiertag der 1992 vom Kanadier Ted Dave ins Leben gerufen wurde |
| 01. November                                         | Aktionstag            | international                              | Weltvegantag | 1994                 | Eingeführt zum 50. Jahrestag der Gründung der Vegan Society |
| 01. November                                         | Nationalfeiertag      | Algerien                                   | Nationalfeiertag | 1954                 | |
| 01. November                                         | Nationalfeiertag      | Mexiko                                     | Tag der Toten (zweiter Tag) |                      | |
| 01. November                                         | Nationalfeiertag      | Antigua und Barbuda                        | Unabhängigkeitstag |                      | 1981 von Großbritannien unabhängig |
| 01. November                                         | Fest                  | Römisch-katholische Kirche                 | Allerheiligen |                      | traditionell |
| 01. November                                         | Fest                  | Evangelisch-lutherische Kirche             | Gedenktag der Heiligen |                      | |
| 01. November                                         | Fest                  | Spanien                                    | Magosto (erster Tag) |                      | traditionell |
| 02. November                                         | Fest                  | Römisch-katholische Kirche                 | Allerseelen |                      | traditionell |
| 02. November                                         | Fest                  | Mexiko                                     | Tag der Toten (dritter Tag) |                      | |
| 02. November                                         | Aktionstag            | international                              | Internationaler Tag zur Beendigung der Straflosigkeit für Verbrechen gegen journalistisch tätige Personen                                | 2014                 | |
| 03. November                                         | Aktionstag            | international                              | Weltmännertag Welttag des Mannes | 2000                 | Ins Leben gerufen von Andrologen der Universität Wien. |
| 03. November                                         | Feiertag              | Japan                                      | Tag der Kultur Bunka no Hi |                      | |
| 03. November                                         | Nationalfeiertag      | Panama                                     | Unabhängigkeitstag |                      | 1903 von Kolumbien unabhängig |
| 03. November                                         | Fest                  | Römisch-katholische Kirche                 | Hubertustag |                      | traditionell |
| 03. November                                         | Nationaler Gedenktag  | Osttimor                                   | Nationaler Tag der Frau | 2005                 | Todestag von Maria Tapó 1975 |
| 04. November                                         | Gedenktag             | Russland                                   | Tag der Einheit des Volkes | 2005                 | |
| 04. November                                         | Gedenktag             | Ungarn                                     | Gedenktag der Niederschlagung des Volksaufstands von 1956                                                                                |                      | Gedenkt der militärischen Intervention und anschließenden Niederschlagung des Ungarischen Volksaufstands von 1956 durch die Sowjetunion                                                                        |
| 04. November                                         | Nationaler Gedenktag  | Vereinigte Staaten                         | National Candy Day |                      | traditionell |
| 05. November                                         | Fest                  | Vereinigtes Königreich                     | Bonfire Night |                      | traditionell |
| 05. November                                         | Aktionstag            | international                              | Welttag für Tsunami-Aufklärung | 2016                 | |
| 06. November                                         | Aktionstag            | international                              | Internationaler Tag für die Verhütung der Ausbeutung der Umwelt in Kriegen und bewaffneten Konflikten                                    | 2001                 | UNO |
| 06. November                                         | Gedenktag             | Marokko                                    | Grüner Marsch |                      | 1975 im Rahmen des Westsaharakonflikts organisierter Marsch von ca. 350.000 größtenteils unbewaffneten Menschen                                                                                                |
| 06. November                                         | Fest                  | Römisch-katholische Kirche                 | Leonhardifest |                      | traditionell |
| 07. November                                         |                       |                                            | Tag der Oktoberrevolution |                      | |
| 08. November                                         | Aktionstag            | international                              | World Town Planning Day | 1949                 | |
| 09. November                                         | Gedenktag             |                                            | Tag der Erfinder |                      | Geburtstag von Hedy Lamarr, einer eher ungewöhnlichen Erfinderin |
| 09. November                                         | Gedenktag             | Deutschland                                | Ausrufung der deutschen Republik durch den Sozialdemokraten Philipp Scheidemann (Novemberrevolution) 1918                                |                      | |
| 09. November                                         | Gedenktag             | Deutschland                                | Gedenken an die Reichspogromnacht 1938                                                                                                   |                      | |
| 09. November                                         | Gedenktag             | Deutschland                                | Gedenken an den Fall der Mauer zwischen Berlin Ost – West 1989                                                                           |                      | |
| 09. November                                         | Fest                  | Römisch-katholische Kirche                 | Weihetag der Lateranbasilika in Rom |                      | Die Lateranbasilika ist die eigentliche Kathedrale des Papstes mit der Bezeichnung „Mutter und Haupt aller Kirchen des Erdkreises“                                                                             |
| 10. November                                         | Aktionstag            | international                              | Welttag der Wissenschaft | 2001                 | UNESCO |
| 11. November                                         | Gedenktag             | einige europäische Staaten Commonwealth    | Gedenken an die Gefallenen der beiden Weltkriege Veterans Day Remembrance Day Armistice Day                                              |                      | Ende des Ersten Weltkrieges 1918 |
| 11. November                                         | Fest                  | Römisch-katholische Kirche                 | Martinstag |                      | traditionell, Festtag des hl. Martin von Tours |
| 11. November                                         | Fest                  |                                            | Beginn von Karneval, Fastnacht und Fasching, um 11:11 Uhr                                                                                |                      | traditionell |
| 11. November                                         | Nationalfeiertag      | Angola                                     | Nationalfeiertag | 1975                 | Jahrestag der Unabhängigkeit von Portugal (1975) |
| 11. November                                         | Nationalfeiertag      | Kolumbien                                  | Unabhängigkeit von Cartagena |                      | |
| 11. November                                         | Gedenktag             | Lettland                                   | Lāčplēsis-Tag | 1919                 | Gedenken an die Gefallenen der Befreiungskriege der Republik Lettland |
| 11. November                                         | Nationalfeiertag      | Polen                                      | Unabhängigkeitstag | 1937–1944, seit 1989 | Jahrestag der Gründung der Zweiten Polnischen Republik (1918) |
| 11. November                                         |                       | Südkorea                                   | Pepero Day |                      | |
| 12. November                                         | Nationalfeiertag      | Osttimor                                   | Tag der Jugend („Santa Cruz-Tag“) | 2002                 | Erinnerung an das Santa-Cruz-Massaker am 12. November 1991 |
| 12. November                                         | Gedenktag             | Aserbaidschan                              | Tag der Verfassung | 1996                 | |
| 13. November                                         | Aktionstag            | international                              | Weltnettigkeitstag („World Kindness Day“)                                                                                                | 1998                 | Eingeführt vom „World Kindness Movement“ |
| 14. November                                         | Aktionstag            | international                              | Weltdiabetestag | 1991                 | Internationale Diabetikervereinigung/WHO. Seit 2007 ist der Welt-Diabetes-Tag ein offizieller Tag der Vereinten Nationen.                                                                                      |
| 15. November                                         | Aktionstag            | international                              | Internationaler „Writers-in-Prison-Day“ „Tag der Autoren hinter Gittern“                                                                 | 1980                 | Seit 1980 erinnert das 1960 gegründete „Writers-in-Prison-Committee“ der Schriftstellervereinigung P.E.N. an diesem Tag an verfolgte, inhaftierte und ermordete Schriftsteller und Journalisten.               |
| 15. November                                         | Feiertag              | Palästina                                  | Palästinensischer Unabhängigkeitstag | 1988                 | |
| 16. November                                         | Aktionstag            | international                              | Internationaler Tag für Toleranz | 1995                 | UNESCO |
| 17. November                                         | Aktionstag            | international                              | Weltstudententag | 1941                 | Zum Gedenken an die Schließung der tschechischen Hochschulen durch die Nazis am 17. November 1939, wird in Tschechien als der Tag des Kampfes für Freiheit und für die Demokratie begangen.                    |
| 17. November                                         | Gedenktag             | Slowakei Tschechien                        | Gedenken an die „Samtene Revolution“ |                      | |
| 17. November                                         | Aktionstag            | international                              | Internationaler Tag des Frühgeborenen | 2008                 | Initiiert von der EFCNI („European Foundation for the Care of Newborn Infants“) |
| 18. November                                         | Nationalfeiertag      | Marokko                                    | Tag der Unabhängigkeit |                      | Formelle Re-Inthronisierung von Mohamed V. 1955 |
| 18. November                                         | Nationalfeiertag      | Lettland                                   | Tag der Republik |                      | Ausrufung der Republik Lettland in Riga am 18. November 1918 |
| 18. November                                         | Aktionstag            | international                              | Welttag für die Prävention und die Überwindung der Folgen von sexueller Ausbeutung von Kindern, Kindesmissbrauch und Gewalt gegen Kinder | 2022                 | |
| 19. November                                         | Aktionstag            | international                              | Welttoilettentag | 2001                 | Ausgerufen durch die Welttoilettenorganisation |
| 19. November                                         | Aktionstag            | international                              | Internationaler Männertag | 1999                 | Durch Trinidad und Tobago eingeführt |
| 19. November                                         | Nationalfeiertag      | Monaco                                     | Nationalfeiertag |                      | |
| 20. November                                         | Aktionstag            | international                              | Weltkindertag Tag der Rechte des Kindes                                                                                                  |                      | UNICEF |
| 20. November                                         | Aktionstag            | international                              | Transgender Day of Remembrance | 1998                 | Gwendolyn Ann Smith |
| 20. November                                         | Nationalfeiertag      | Brasilien                                  | Tag des schwarzen Bewusstseins („Dia da Consciência Negra“)                                                                              | 2023                 | |
| 20. November                                         | Aktionstag            | international                              | Welttag der Industrialisierung Afrikas                                                                                                   |                      | UNO |
| 20. November                                         | Aktionstag            | Deutschland                                | Deutscher Lebertag | 1999                 | initiiert durch die Gastro-Liga e. V. |
| 21. November                                         | Aktionstag            | international                              | Welttag des Fernsehens | 1996                 | World Television Forum der UNO |
| 21. November                                         | Fest                  | Römisch-katholische Kirche                 | Gedenktag Unserer Lieben Frau in Jerusalem                                                                                               |                      | traditionell |
| 21. November                                         | Aktionstag            | international                              | Welt Hallo Tag | 1973                 | von Brian und Michael McCormack ins Leben gerufen als Reaktion auf den Jom-Kippur-Krieg |
| 21. November                                         | Aktionstag            | Europa                                     | Europäischer Tag für Supervision und Coaching                                                                                            | 2022                 | Initiiert von der ANSE (Association of National Organisations for Supervision in Europe), um Bewusstsein für professionelle Beratungsformate in Europa zu schaffen.                                            |
| 22. November                                         | Aktionstag            | international                              | Tag der Hausmusik in Deutschland auch: Cäcilientag                                                                                       |                      | am Fest der hl. Cäcilia, Patronin der Kirchenmusik |
| 22. November                                         | Nationalfeiertag      | Libanon                                    | Nationalfeiertag |                      | |
| 23. November                                         | gesetzlicher Feiertag | Japan                                      | Arbeitsdanktag | 1948                 | |
| 25. November                                         | Aktionstag            | international                              | „Internationaler Tag gegen Gewalt an Frauen“ Internationaler Tag zur Beseitigung von Gewalt gegen Frauen                                 | 1999                 | ausgerufen durch die UNO, Hintergrund ist die Verschleppung und Ermordung der Schwestern Mirabal in der Dominikanischen Republik am 25. November 1960                                                          |
| 25. November                                         | Nationalfeiertag      | Bosnien und Herzegowina                    | Nationalfeiertag |                      | Ausrufung der Volksrepublik Bosnien und Herzegowina in Mrkonjić Grad am 25. November 1943 |
| 26. November                                         | Aktionstag            | international                              | Welttag der Zeitschriften |                      | |
| 28. November                                         | Nationalfeiertag      | Albanien                                   | Tag der Republik |                      | Ausrufung der Republik |
| 28. November                                         | Nationalfeiertag      | Mauretanien                                | Nationalfeiertag |                      | |
| 28. November                                         | Nationalfeiertag      | Osttimor                                   | Proklamationstag | 2002                 | Ausrufung der Unabhängigkeit Osttimors von Portugal am 28. November 1975 |
| 28. November                                         | EU                    | regionaler Aktionstag                      | Tag des Mittelmeerraumes |                      | |
| 29. November                                         | Aktionstag            | international                              | Welttag der Solidarität mit dem palästinensischen Volk                                                                                   | 1977                 | UNO |
| 29. November                                         | Nationalfeiertag      | Liberia                                    | Präsident Tubman's Birthday | 1945                 | 29. November 1895 – Geburtstag des ehem. Präsidenten Tubman |
| 30. November                                         | Nationalfeiertag      | Barbados                                   | Nationalfeiertag |                      | |
| 30. November                                         | Nationalfeiertag      | Schottland, Vereinigtes Königreich         | St. Andrews Day |                      | |
| 30. November                                         | Fest                  | Römisch-katholische Kirche                 | Andreastag |                      | traditionell |
| 30. November                                         | Aktionstag            | international                              | Computer Security Day | 1988                 | Aktionstag für Computer- und Informationssicherheit |
| 30. November                                         | Aktionstag            | Gemeinschaft Sant’Egidio / Cities for Life | Städte für das Leben / Städte gegen die Todesstrafe                                                                                      | 2002                 | |
| 30. November                                         | Aktionstag            | international                              | Blue Beanie Day | 2007                 | Aktionstag zur Wichtigkeit von Webstandards |
| 30. November                                         | Gedenktag             | international                              | Tag des Gedenkens an alle Opfer chemischer Kriegsführung                                                                                 | 2005                 | |

## Dezember
| Datum           | Charakter        | Nation / Region / Religion   | Titel | Jahr der Einführung   | Anlass / Bemerkungen |
| --------------- | ---------------- | ---------------------------- | --- | --------------------- | --- |
| Zweiter Sonntag | Gedenktag        | international                | Worldwide Candle Lighting Weltgedenktag für alle verstorbenen Kinder                                                                                            | 1996                  | Die Initiative Weltweites Kerzenleuchten (Internationales Worldwide Candle Lighting) lädt Angehörige in der ganzen Welt ein, diesem Tag ihrer verstorbenen Kinder, Enkel und Geschwister besonders zu gedenken. |
| 01. Dezember    | Aktionstag       | international                | Welt-AIDS-Tag | 1988                  | WHO, UNAIDS |
| 01. Dezember    | Gedenktag        | Liberia                      | „Mathilda Newport Day“ | 1823                  | Mathilda Newport rettete die erste Siedlerkolonie von Monrovia |
| 01. Dezember    | Nationalfeiertag | Rumänien                     | Nationalfeiertag |                       | |
| 01. Dezember    | Nationalfeiertag | Zentralafrikanische Republik | Nationalfeiertag |                       | |
| 02. Dezember    | Aktionstag       | international                | Internationaler Tag für die Abschaffung der Sklaverei | 1949                  | UNO, erstmals 1950 |
| 02. Dezember    | Nationalfeiertag | Laos                         | Nationalfeiertag |                       | |
| 02. Dezember    | Nationalfeiertag | Vereinigte Arabische Emirate | Nationalfeiertag |                       | |
| 03. Dezember    | Aktionstag       | international                | Internationaler Tag der Menschen mit Behinderungen | 1992                  | UNO, erstmals 1993 |
| 04. Dezember    | Fest             | Römisch-katholische Kirche   | Barbaratag |                       | traditionell |
| 04. Dezember    | Gedenktag        | international                | Internationaler Tag der Banken | 2020                  | |
| 05. Dezember    | Aktionstag       | international                | Internationaler Tag des Ehrenamtes | 1985                  | UNO, erstmals 1986, früher auch 2. Dezember |
| 05. Dezember    | Aktionstag       | international                | Weltbodentag | 2002                  | initiiert durch die Internationale Bodenkundliche Union (IUSS) |
| 05. Dezember    | Nationalfeiertag | Thailand                     | Vatertag |                       | Geburtstag seiner Majestät König Bhumibol Adulyadej |
| 06. Dezember    | Fest             | Römisch-katholische Kirche   | Nikolaustag |                       | traditionell |
| 06. Dezember    | Nationalfeiertag | Finnland                     | Nationalfeiertag |                       | |
| 06. Dezember    | Nationalfeiertag | Spanien                      | Tag der Verfassung („Día de la Constitución“) | 1986                  | anlässlich der Annahme der Verfassung im Jahre 1978 |
| 07. Dezember    | Aktionstag       | international                | Tag der Internationalen Zivilluftfahrt |                       | UNO/ICAO, erstmals 1997 |
| 07. Dezember    | Nationalfeiertag | Osttimor                     | Tag des Gedenkens zu Ehren und Erinnerung an all jene, im Widerstand und Kampf gegen die indonesischen Besatzung und für die Befreiung der Timoresen gefallenen | 2002, umgewidmet 2016 | Beginn der offenen Invasion Indonesiens in Osttimor am 7. Dezember 1975 |
| 08. Dezember    | Fest             | Römisch-katholische Kirche   | Unbefleckte Empfängnis |                       | Feiertag in vielen Ländern (unter anderem in Argentinien, Italien, Spanien, Österreich, Teilen der Schweiz …)                                                                                                   |
| 08. Dezember    | Aktionstag       | Bulgarien                    | Tag des Studenten |                       | |
| 08. Dezember    | Aktionstag       | Deutschland                  | Tag der Bildung | 2015                  | initiiert durch Stifterverband, SOS-Kinderdörfer weltweit und Deutsche Kinder- und Jugendstiftung |
| 08. Dezember    | Aktionstag       | Deutschland                  | Krimitag | 2011                  | Verband der deutschsprachigen Krimiautoren Syndikat |
| 09. Dezember    | Aktionstag       | international                | Welt-Anti-Korruptions-Tag | 2003                  | UNO in Erinnerung an die Unterzeichnung des Übereinkommens der Vereinten Nationen gegen Korruption (UNCAC) |
| 09. Dezember    | Gedenktag        | international                | Internationaler Tag des Gedenkens an die Opfer des Verbrechens des Völkermordes und ihrer Würde und der Verhütung dieses Verbrechens                            | 2015                  | |
| 10. Dezember    | Gedenktag        | international                | Internationaler Tag der Menschenrechte Welttag der Menschenrechte                                                                                               |                       | UNO in Erinnerung an die Verabschiedung der Allgemeinen Erklärung der Menschenrechte |
| 10. Dezember    |                  | Norwegen                     | Tag der Überreichung der Nobelpreise |                       | Todestag von Alfred Nobel |
| 10. Dezember    | Nationalfeiertag | Thailand                     | Tag der Verfassung („Constitution Day“) | 1932                  | anlässlich der ersten Verfassung im Jahr 1932 |
| 11. Dezember    | Aktionstag       | international                | Welttag der Berge Internationaler Tag der Berge |                       | UNO |
| 11. Dezember    | Nationalfeiertag | Burkina Faso                 | Nationalfeiertag |                       | |
| 11. Dezember    | Gedenktag        | international                | Tag der UNICEF |                       | Tag der Gründung des Kinderhilfswerks der Vereinten Nationen im Jahr 1946 |
| 12. Dezember    | Nationalfeiertag | Kenia                        | Nationalfeiertag |                       | |
| 12. Dezember    | Gedenktag        | international                | Internationaler Tag der Neutralität | 2017                  | |
| 12. Dezember    | Gedenktag        | international                | Internationaler Tag der allgemeinen Gesundheitsversorgung | 2017                  | |
| 13. Dezember    | Fest             | Schweden                     | Luciafest |                       | traditionelles Fest der Lichterkönigin Lucia |
| 14. Dezember    | Gedenktag        | Bangladesch                  | Tag der Märtyrer, Intellektuelle |                       | erinnert an die Bengalischen Intellektuellen, die im Bangladesch-Krieg durch die Pakistanische Armee planmäßig ermordet wurden.                                                                                 |
| 14. Dezember    | Gedenktag        | international                | Affentag |                       | inoffizieller internationaler Feier- und Gedenktag, der Affen, Halbaffen, Menschenaffen und andere nichtmenschliche Primaten zum Gegenstande hat.                                                               |
| 14. Dezember    | Gedenktag        | Osttimor                     | Nationaler Tag des Tais (Dia Nacional do Tais) | 2022                  | Am 14. Dezember 2021 wurde die Webkunst der osttimoresischen Stoffe von der UNESCO als dringend erhaltungsbedürftiges Immaterielles Kulturerbe anerkannt.                                                       |
| 15. Dezember    | Aktionstag       | Esperantosprecher            | Esperantobuchtag/Zamenhof-Tag |                       | Geburtstag von Ludwik Lejzer Zamenhof |
| 16. Dezember    | Nationalfeiertag | Bangladesch                  | Tag des Sieges | 1972                  | erinnert an den Sieg über Pakistan im Bangladesch-Krieg |
| 16. Dezember    | Gedenktag        | Indien                       | Tag des Sieges | 1972                  | erinnert an den Sieg über Pakistan im dritten Indisch-Pakistanischen Krieg |
| 16. Dezember    | Gedenktag        | Südafrika                    | Tag der Versöhnung |                       | im Gedenken an die Schlacht am Blood River 1838 |
| 18. Dezember    | Aktionstag       | international                | Internationaler Tag der Migranten | 2000                  | UNO |
| 18. Dezember    | Gedenktag        | international                | Tag der arabischen Sprache | 2010                  | |
| 19. Dezember    | Gedenktag        | Deutschland                  | Gedenken für die Opfer des Völkermordes an den Sinti und Roma                                                                                                   |                       | Bundesrat |
| 20. Dezember    | Aktionstag       | international                | Internationaler Tag der menschlichen Solidarität | 2005                  | UNO |
| 21. Dezember    | Fest             | Nordeuropa                   | Julfest |                       | traditionell |
| 21. Dezember    | Aktionstag       | international                | Welt-Orgasmus-Tag | 2006                  | initiiert von den Aktivisten Donna Sheehan und Paul Reffell |
| 24. Dezember    | Fest             | Christentum                  | Heiliger Abend / Heiligabend |                       | traditionell |
| 25. Dezember    | Fest             | Christentum                  | Weihnachten |                       | traditionell |
| 26. Dezember    | Fest             | Römisch-katholische Kirche   | 2. Weihnachtsfeiertag Stephanstag, Stephanitag |                       | |
| 27. Dezember    | Aktionstag       | international                | Internationaler Tag der Epidemievorsorge | 2020                  | |
| 28. Dezember    | Fest             | Römisch-katholische Kirche   | Tag der unschuldigen Kinder |                       | traditionell |
| 31. Dezember    | Fest             | Römisch-katholische Kirche   | Silvester |                       | traditionell und säkularisierter Begriff für die Feiern zur Jahreswende, siehe Neujahr |

## Vom Ostertermin abhängige Feste und Gedenktage
Angegeben ist die Zahl der Tage vor (−) bzw. nach (+) dem Ostersonntag. Zur Bestimmung des Ostertermins siehe den Artikel Osterdatum.
| Fastnacht | Fastnacht     |
| --- | ------------- |
| Weiberfastnacht = Schmotziger Donnerstag | −52           |
| Rosenmontag | −48           |
| Faschingsdienstag = Veilchendienstag | −47           |
| Fastenzeit |               |
| Aschermittwoch | −46           |
| Basler Fasnacht | −41, −40, −39 |
| Karwoche |               |
| Palmsonntag | −7            |
| Gründonnerstag | −3            |
| Karfreitag | −2            |
| Karsamstag | −1            |
| Osterzeit |               |
| Ostersonntag | 0             |
| Ostermontag | +1            |
| Weißer Sonntag | +7            |
| Christi Himmelfahrt = Vatertag (traditionell) | +39           |
| Sonntag nach Christi Himmelfahrt: Welttag der sozialen Kommunikationsmittel (auch: „Welttag der Massenmedien“; römisch-katholische Kirche; 1967 von Papst Paul VI. ausgerufen) | +42           |
| Pfingstsonntag | +49           |
| Pfingstmontag | +50           |
| Trinitatis | +56           |
| Fronleichnam | +60           |

Siehe auch Sonntage der Osterzeit

## Vom jüdischen Kalender abhängige Feste und Gedenktage
- Jom haScho’a, 8 Tage vor Jom haAtzma’ut, Gedenktag für die Opfer des Holocaust (israelischer Nationalfeiertag seit 1959)
- Jom haAtzma’ut, israelischer Unabhängigkeitstag am 5. Ijjar.

## Weitere bewegliche Gedenktage
- Internationaler Tag gegen Lärm (International Noise Awareness Day), seit 1996, in Deutschland seit 1998 und der Schweiz seit 2005. Der Termin wird jedes Jahr neu von der „League for the Hard of Hearing“ festgelegt: 30. April 2025 (…) 29. April 2009, 16. April 2008, 25. April 2007, 25. April 2006, 20. April 2005, 28. April 2004, 30. April 2003, 24. April 2002, 25. April 2001 usw.
- Christopher Street Day (Wochenende zwischen Juni und August)
- Tag der Gesundheitsforschung, seit 2005, in Deutschland am dritten (2005, 2006, 2008) bzw. vierten Sonntag im Februar (2007)
- Der Welttag des Versuchstiers wird seit 1978 begangen, initiiert durch die Internationale Vereinigung gegen qualvolle Tierversuche; er findet an wechselnden Tagen Ende April statt.
- Deutscher Lungentag, seit 1998 an einem Tag Ende September, durch den Verein Deutscher Lungentag e. V.
- Bundesweiter Tag des Cholesterins, seit 2003; seit 2004 an einem Tag im Juni, durch die Deutsche Gesellschaft zur Bekämpfung von Fettstoffwechselstörungen und ihren Folgeerkrankungen DGFF (Lipid-Liga)
- Tag der Apotheke, seit 1998, findet an einem Tag im Juni statt, initiiert und festgelegt durch die ABDA – Bundesvereinigung Deutscher Apothekerverbände in Kooperation mit den Landesapothekerkammern und -verbänden.
- Geotag der Artenvielfalt, seit 1998, findet am ersten Samstag im Juni statt, Initiator Heinz Sielmann und GEO mit Unterstützung von NABU, BUND u. a. Naturschutzorganisationen
- Deutscher Allergie- und Asthmatag, jährlich neu festgelegt durch Deutschen Allergie- und Asthmabund e. V.
- Umwelt-Kinder-Tag, seit 1996, von BUNDjugend Berlin ausgerichtet, Termin von Kindern selbst zwischen 1. April und 1. September festlegbar.
- Mühlentag Deutschland: Pfingstmontag, Schweiz: Samstag nach Auffahrt, Niederlande: zweiter Samstag im Mai, Vereinigtes Königreich: zweiter Sonntag im Mai (englisch „National Mills Weekend“)
- Equal Pay Day, seit 1966 (USA) bzw. 2008 (Deutschland), initiiert vom Berufsfrauennetzwerk Business and Professional Women, wird in Deutschland und Österreich jährlich neu festgelegt, Deutschland: 260 Arbeitstage/Jahr mal statistisch aktuell ermitteltem Entgeltunterschied in Prozent (aktuell etwa Ende März),[199] in Österreich der Tag, ab dem Frauen „gratis“ arbeiten (aktuell etwa Anfang Oktober).[200]
- Tag der Trauer, seit 1926.
- Fat Cat Day – Tag um den Gegensatz zwischen arm und reich zu kennzeichnen. Der Tag, an dem die reichsten Personen eines Landes so viel verdient haben, wie der durchschnittliche Arbeitnehmer. Vor allem in Großbritannien gebräuchlich, 2018 war es der 4. Januar des Jahres.[201]
- Der Deutsche Diversity-Tag ruft Organisationen dazu auf, sich für Vielfalt einzusetzen und gesellschaftliches Bewusstsein für Diversität zu schaffen. Er wird seit 2013 jährlich von der Charta der Vielfalt unter der Schirmherrschaft des Bundeskanzlers organisiert.[202]

## 2010 und später neu eingeführte Gedenk- und Aktionstage
Betrifft nicht die von Organisationen der Vereinten Nationen eingeführten Gedenktage.
- 18. Januar – Welttag des Schneemanns: Aktionstag für soziale, karitative oder ökologische Projekte, für die der Schneemann als Symbol (Winter, Vergänglichkeit, Kinder etc.) Pate steht, erstmals 2010.[203]
- 15. Februar – Tag der internationalistischen Kämpfer,[204] Gedenktag, Russland, erstmals 2010, Tag der Beendigung des Abzugs der sowjetischen Truppen aus Afghanistan 1989.
- 04. April – Weltschlagzeugertag (World Drummers' Day), erstmals 2013, ausgerufen am 22. Januar 2013 in Krefeld-Uerdingen, initiiert von Christian Schages, unterstützt durch Berichte der deutschen Fachpresse.[205][206]
- 19. April – Weltfondstag, Informationstag, Deutschland, erstmals 2012, nationaler Informationstag für Verbraucher zum Investmentfonds-Sparen. Am 19. April wurde Adriaan van Ketwich, Vater der Investmentfondsidee, geboren. Der niederländische Kaufmann brachte 1774 das erste Gemeinschaftsvermögen namens „Eintracht macht stark“ auf den Weg.
- Erster Samstag im Mai – Weltfischbrötchentag, begann 2010 als Marketingaktion des Vereins Ostsee-Holstein-Tourismus e. V. Der dem Fischbrötchen gewidmete Aktionstag, der bisher immer an einem Samstag im Mai stattfand, wird vor allem in Schleswig-Holstein aber auch in Mecklenburg-Vorpommern und Niedersachsen gefeiert.[207][208]
- Zweiter Donnerstag im Mai – Tag-des-richtigen-Liegens, Aktionstag, Schweiz, erstmals 2014, organisiert durch IG-RLS, Interessengemeinschaft-richtig Liegen und Schlafen.
- 04. Mai – Star-Wars-Tag, Aktionstag, weltweit, offiziell erstmals 2011, der 4. Mai wurde wegen des englischen Wortspieles „May the fourth be with you“ / „May the force be with you“ gewählt.[209][210]
- 11. Mai – Tag des Berges, Feiertag, Japan, erstmals 2016, bewusst in die Zeit des buddhistischen Ahnenfestes Obon gelegt, um an mehreren zusammenhängenden Tagen frei nehmen zu können – und den Konsum anzukurbeln.[211]
- 16. Mai – Tag der ungewollt Kindlosen, Aktionstag, Deutschland, erstmals 2012, Tag für Familien und Paare, welche auf natürlichem Weg keine Kinder bekommen können.
- 17. Mai – Sebastian-Kneipp-Tag, erstmals 2010.
- 17. Mai – Tag des Allgäuer Weißlackers, Aktionstag, Bayern, erstmals 2013, in der ersten Maihälfte ist traditionell der Saisonbeginn des Verkaufs von Weißlackerkäse im Allgäu. In der Wintersaison ist dieser nicht erhältlich.
- 25. Mai – Tag des Nachbarn, Aktionstag, seit 2004 in Europa, 2018 (auch) in Deutschland eingeführt[212]
- 28. Mai – Weltmenstruationstag, seit 2014[213]
- Erster Montag im Juni – Welt-Orthoptik-Tag[214] (World Orthoptic Day), Aktionstag, international, erstmals 2013, von der International Orthoptic Association ausgerufen; dient der Sensibilisierung, Aufklärung und Information zu den Themen „einseitige Blindheit“, „Störungen des beidäugigen Sehens im Kindesalter“, „funktionale Sehbehinderungen“, „Rehabilitation neurologisch bedingter Sehbehinderungen“ und vieles mehr.
- 04. Juni – Deutsche Aktionstage Nachhaltigkeit, Aktionstag, Deutschland, erstmals 2012, initiiert vom Deutschen Rat für Nachhaltige Entwicklung anlässlich der internationalen Umweltkonferenz Rio+20.[215]
- 27. Juni – Tag der Sonnenbrille, Aktionstag um die schädliche Wirkung von UV-Strahlung für die Augen ins Bewusstsein zu rufen, offenbar seit 2016 ausgerufen[216][217]
- 01. Juli – Internationaler Witze-Tag (International Joke Day)[218][219]
- 17. Juli – Welt-Emoji-Tag, seit 2014 ein inoffizieller „Feiertag“ für alle Liebhaber des Ideogramms Emoji.[220]
- 13. September – Welt-Sepsis-Tag, Aktionstag, international, erstmals 2012, veranstaltet von der Global Sepsis Alliance.[221][222]
- 24. September – Tag der Sauna, Aktionstag für eine gesundheitsorientierte Freizeitgestaltung, erstmals 2014, vom Deutschen Sauna-Bund e. V. in Zusammenarbeit mit öffentlichen Badebetrieben[223]
- 01. Oktober – Tag der Stiftungen, Aktionstag, Deutschland, erstmals 2013, initiiert vom Bundesverband Deutscher Stiftungen.
- 25. Oktober – Weltkleinwuchstag, Aktionstag, international.[224]